# Pantographe (transport)
Pour les articles homonymes, voir Pantographe.

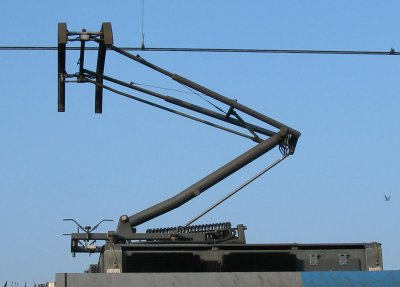
Un pantographe dit « unijambiste ».

Le pantographe est le dispositif articulé qui permet à une locomotive électrique ou à un tramway ou à d'autres systèmes automoteurs électriques de capter le courant par frottement sur une caténaire.
Sa désignation découle de la similitude de forme et de fonctionnement avec l'outil de dessin homonyme dans sa forme initiale,

## Aspect
Les premiers pantographes avaient la forme symétrique d'un losange appelé en France « type G » , tandis que les pantographes modernes ne comportent qu'un seul bras articulé. Ils mesurent environ deux mètres repliés et assurent un débattement qui peut atteindre 3,20 m.
Le pantographe est fixé sur le toit de la locomotive au moyen d'isolateurs. Le contact avec la caténaire se fait par une pièce horizontale, l'archet sur lequel est fixée la bande de contact. Le bras articulé est formé de deux éléments, le bras inférieur et le bras supérieur. Le pantographe peut être pneumatique ou électrique. Le pantographe est le plus souvent fait de métal afin de conduire le courant par sa structure (en dehors de ses paliers ou des élingues, shuntées par des conducteurs tels que des tresses).

## Fonctionnement
Sur l'archet sont fixées des bandes de carbone (« carbone à haute intensité »), acier et/ou cuivre (de 1 à 4 en général, suivant l'intensité et la vitesse/dynamique souhaitée) qui font office de frotteurs sur la ligne aérienne de contact (ou caténaire) et permettent de capter l'énergie électrique. Ces bandes peuvent être montées de façon rigide sur l'archet ou être semi ou totalement indépendantes et montées sur ressorts.
Afin de maintenir une pression la plus constante possible des bandes de carbone sur la caténaire, un système d'amortissement peut être implémenté sur le pantographe. Cet amortissement utilise généralement des ressorts et/ou amortisseurs.
Dans le cadre d'un pantographe pneumatique récent, le déploiement du bras est assuré par un vérin ou un coussin pneumatique, qui assure une certaine pression sur le fil de contact. Le pantographe se replie alors par gravité, lorsque la pression d'air est annulée.
Enfin, sur certains modèles pneumatiques plus anciens, des ressorts travaillent en traction et maintiennent le pantographe déplié en contact avec la caténaire. Un dispositif de tringle pneumatique ou électrique est là pour le replier. Il travaille contre les ressorts avec une pièce pourvue d'un trou oblong par exemple qui laisse le pantographe libre de ses mouvements quand il n'est pas en traction. Pour pouvoir être relevé par le mécanicien de locomotive, en cabine, grâce à la « clé de pantographe », la machine doit être sous pression. Lever le pantographe correspond à envoyer dans le piston de montée du pantographe, une pression suffisante pour libérer le ressort qui bloque le pantographe en position basse. Lorsque cette pression est annulée, le pantographe devient libre de ses mouvements et plaque ses archets sur la caténaire par l'intermédiaire des ressorts situés à sa base, entre autres. Dans le cas d'un défaut de pression (avarie, accident, etc.) le ressort de rappel descend automatiquement le pantographe et le maintient en position basse, jusqu'à un rétablissement normal de la pression, autorisant alors une action du mécanicien pour son relevage.
Dans le cadre d'un pantographe électrique, utilisé majoritairement sur tramway et métro, les mouvements de montée et de descente sont assurés par un moteur électrique annexe, accouplé à des ressorts.

## Innovations et tendances techniques

### Prémisses
Les débuts du pantographe ont commencé par le captage dans un rail aux B&O. Le captage par frottement longitudinal, le courant retournant vers les rails. Des solutions par rouleau, peu adaptés aux grandes vitesses ou aux croisement persistent. Le captage par un unique fil trolley (contrairement aux trolleybus nécessitant un fil positif et un négatif, les pneumatiques étant isolés) et retour de courant par le rail persiste à Toronto. L'inconvénient de cette dernière étant la nécessité de retour la perche ou d'avoir une boucle de retournement.

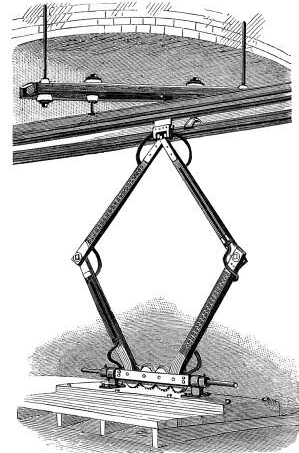
Pantographe des B&O
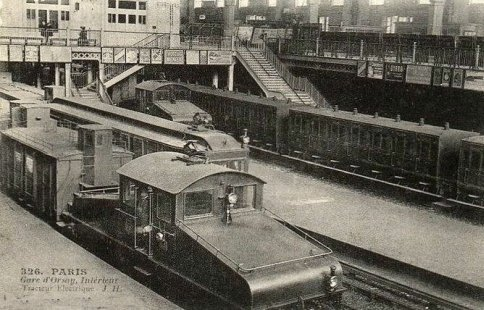
Pantographe BB 1280
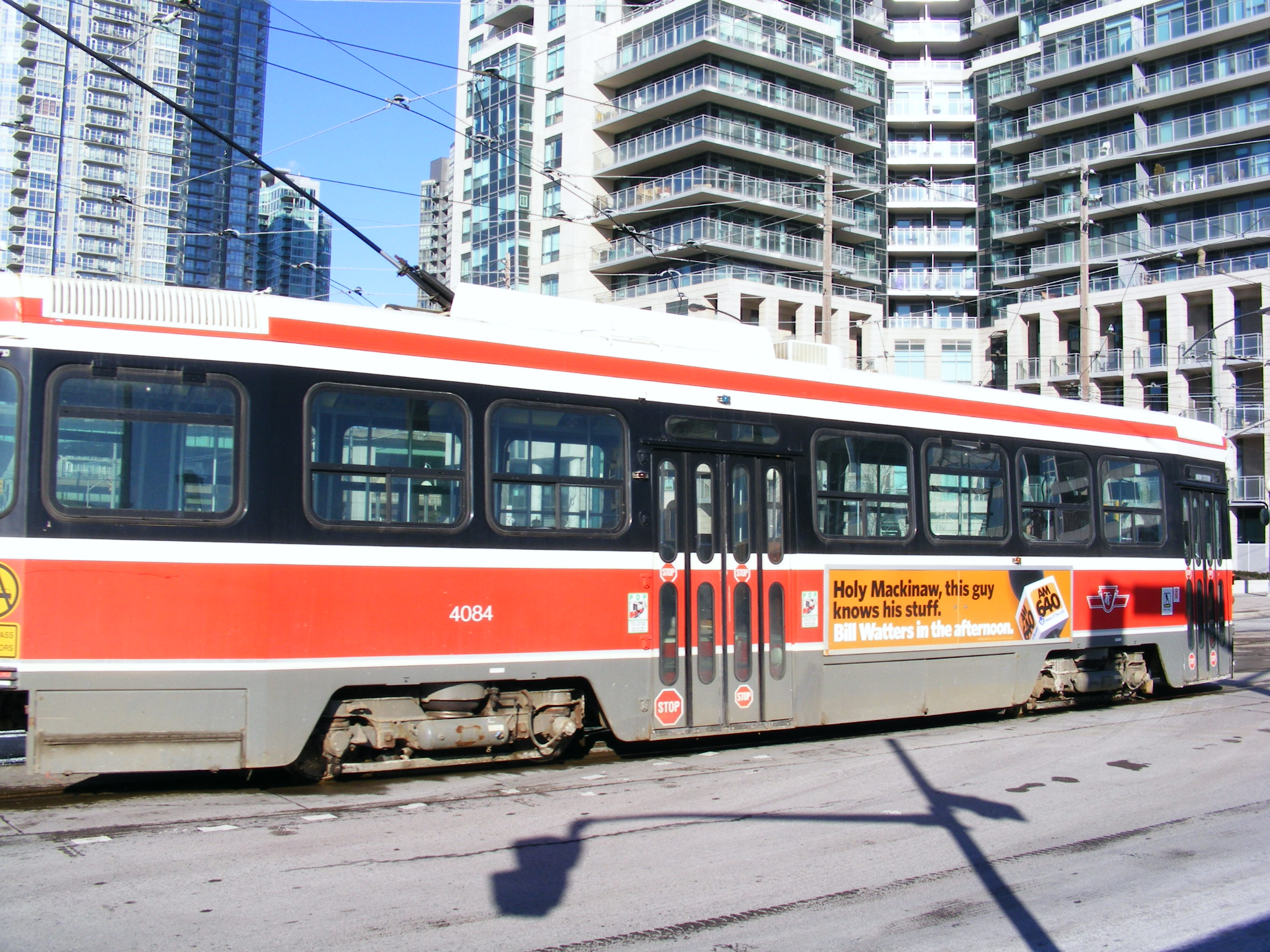
Bras trolley du tramway de Toronto
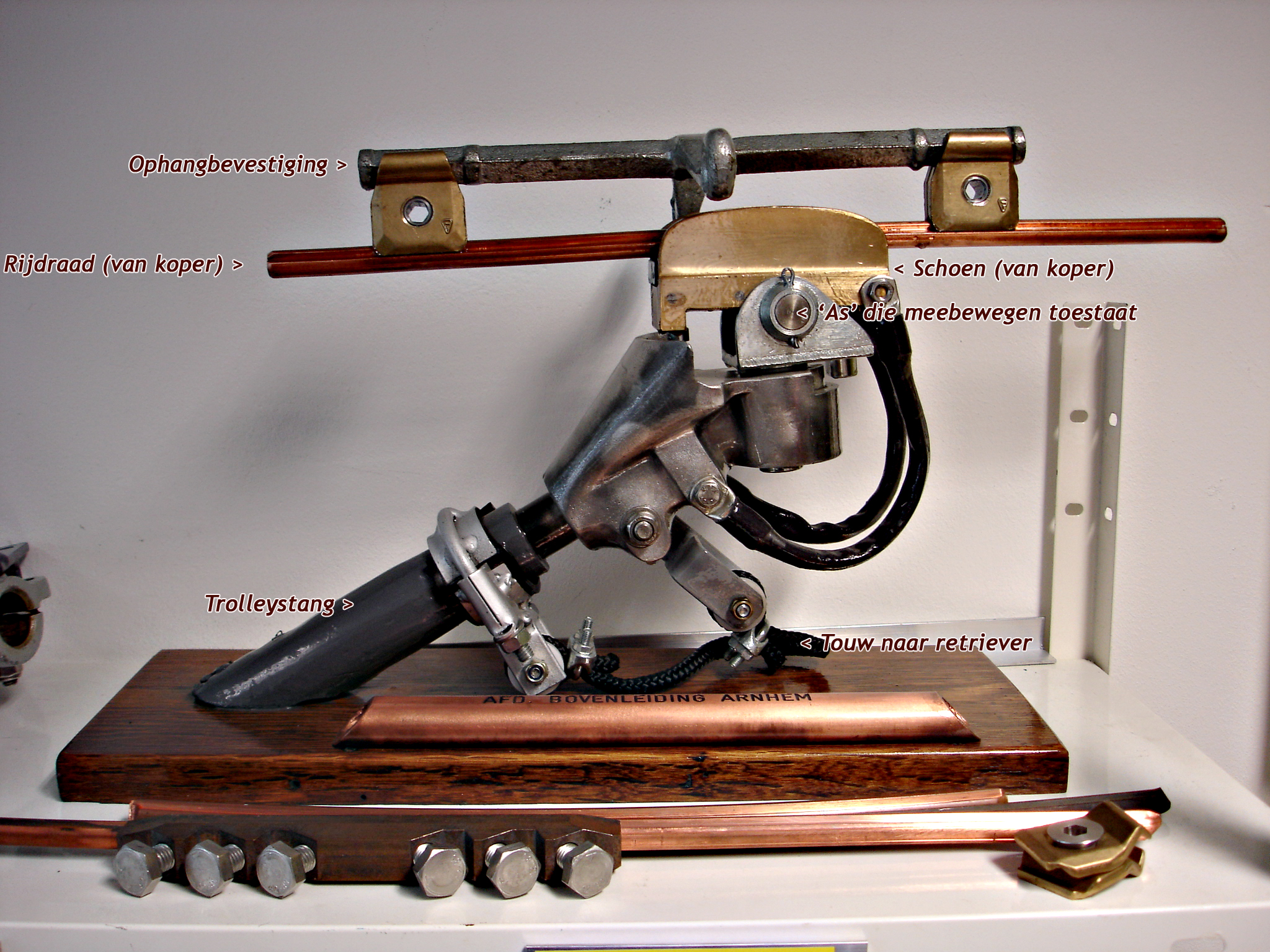
Vue d'un frotteur type trolley
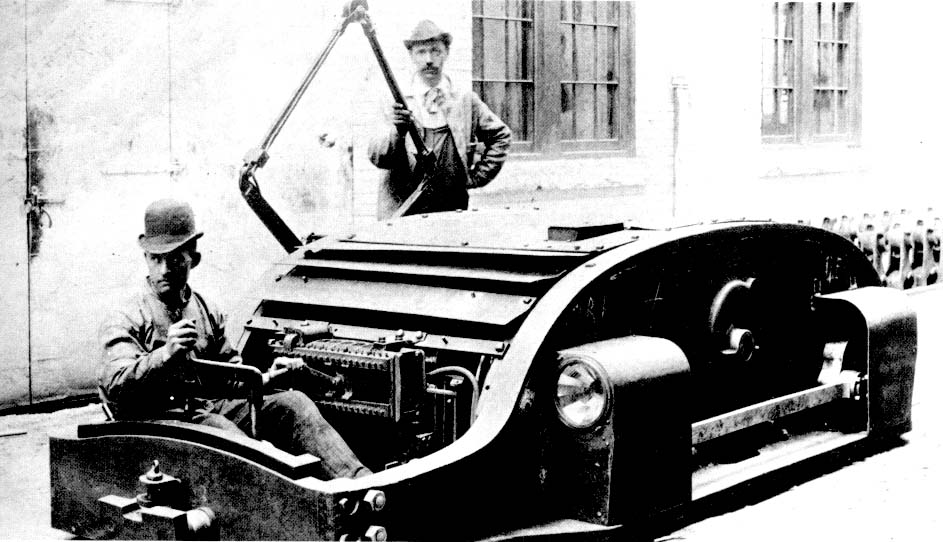
Locomotive minière avec frotteur type trolley
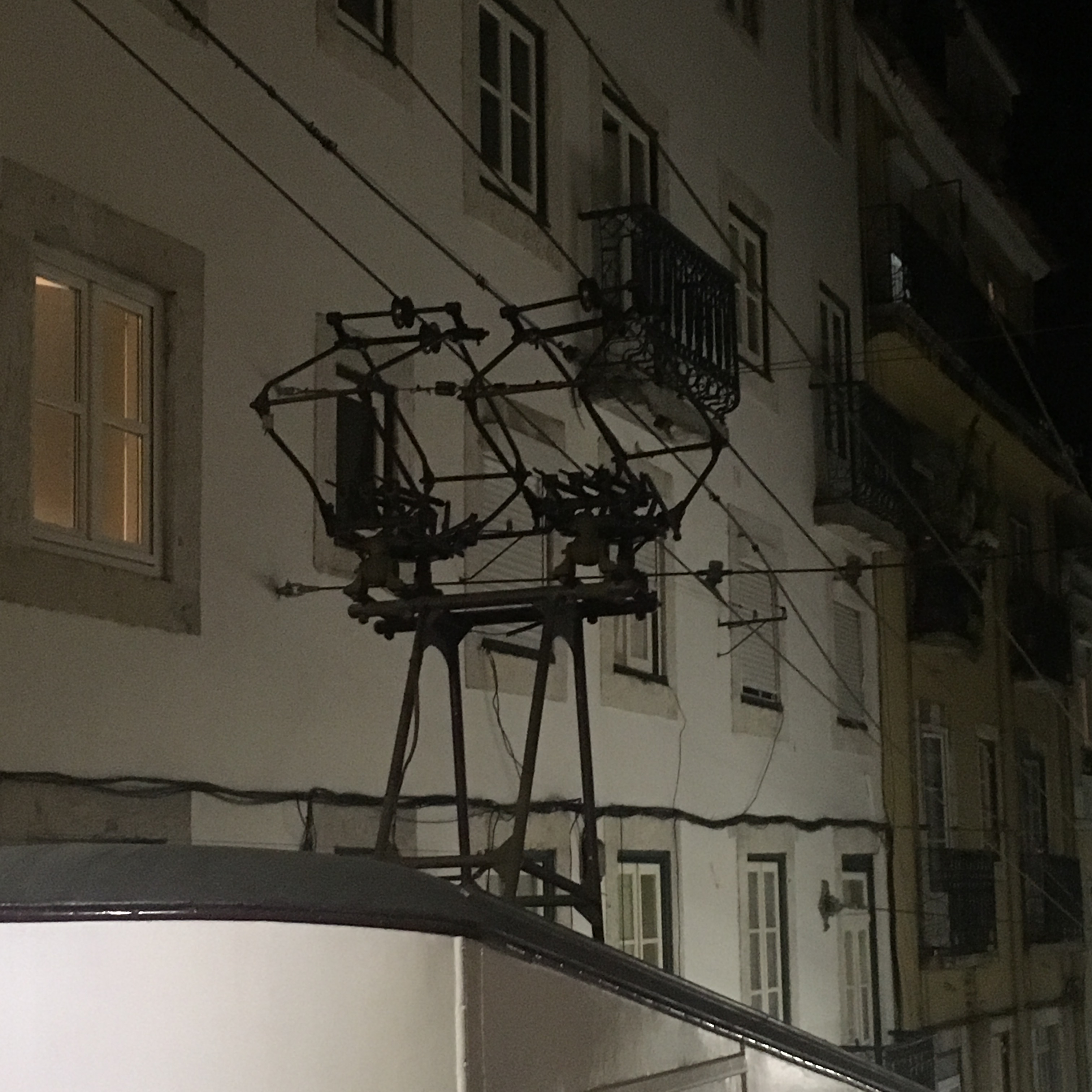
Pantographe du funiculaire de Lisbonne avec contact tournant

### Collecteur à arc
Des collecteurs à arc ont été ensuite utilisés avec un principe similaire aux frotteurs des perches à trolley mais avec une plus grande quantité de matériau d'usure et des croisements plus faciles.

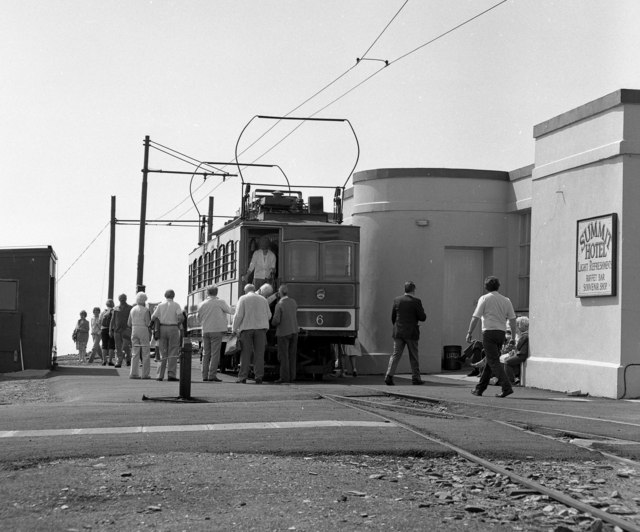
Collecteur à arc du chemin de fer de Snaefell
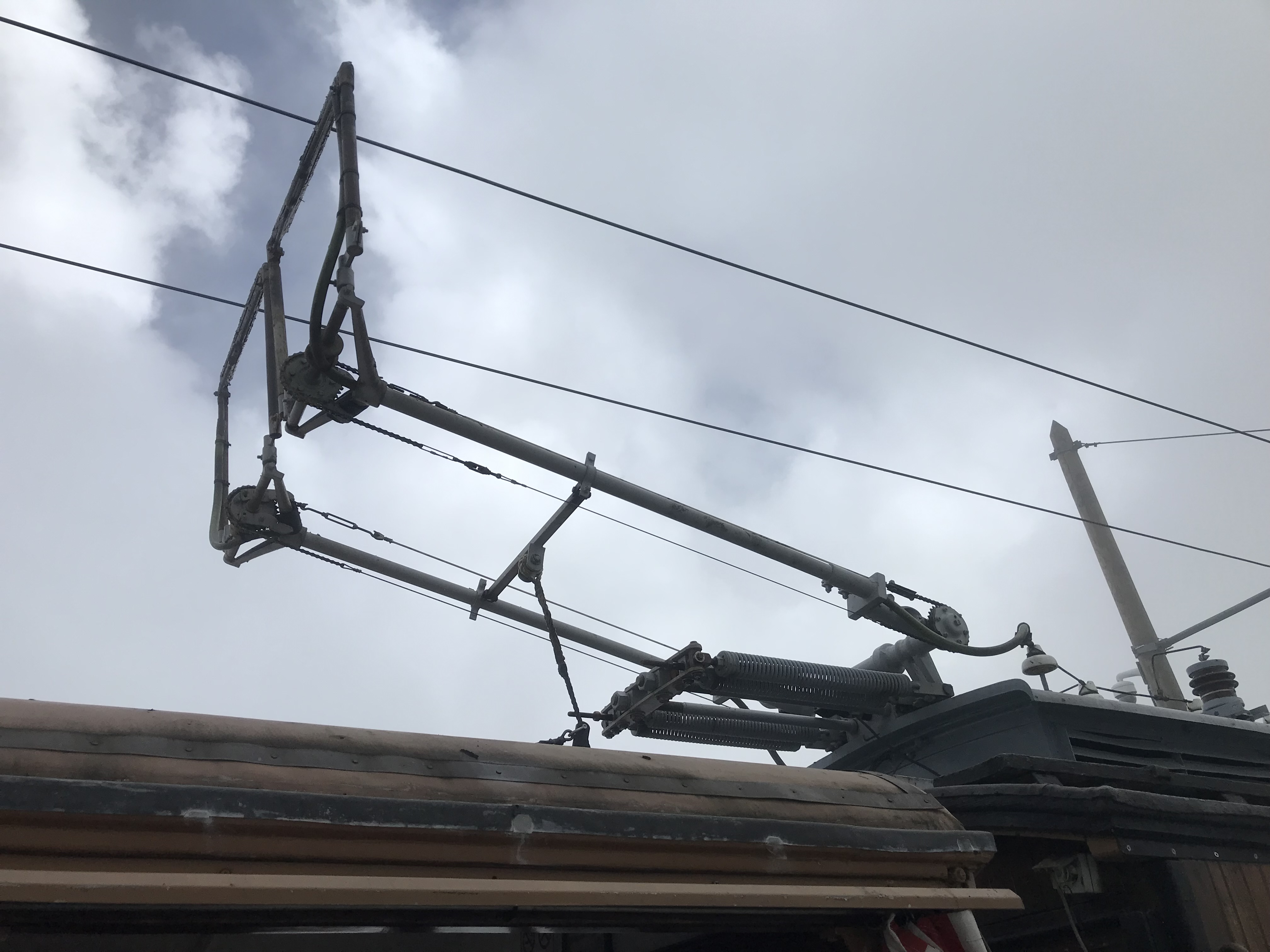
Collecteurs à arc du train de la Rhune
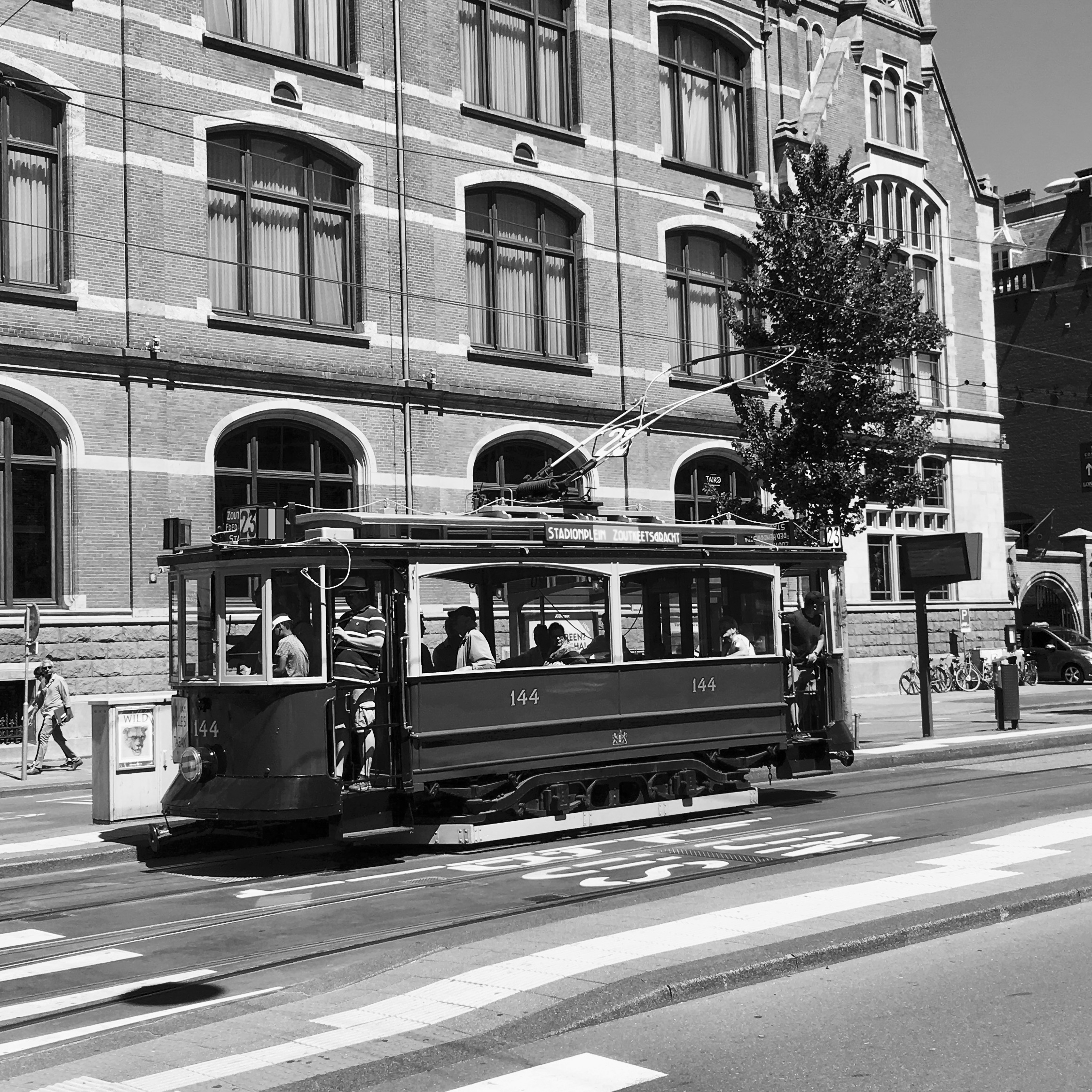
Collecteur à arc du tramway historique d'Amsterdam

### Pantographe diamant et "bras-croisés"
Sur grande ligne et en grande vitesse, les pantographes diamant et bras-croisés font leur preuve tandis qu'ils permettent aussi une hauteur de captage importante comme aux passages à niveau ou sur des voies destinées à du fret à double étages par exemple.

Plusieurs solutions tels que des ressorts, engrenage, bielle, corde ou encore pistons, permettent leur actionnement et/ou leur maintien.

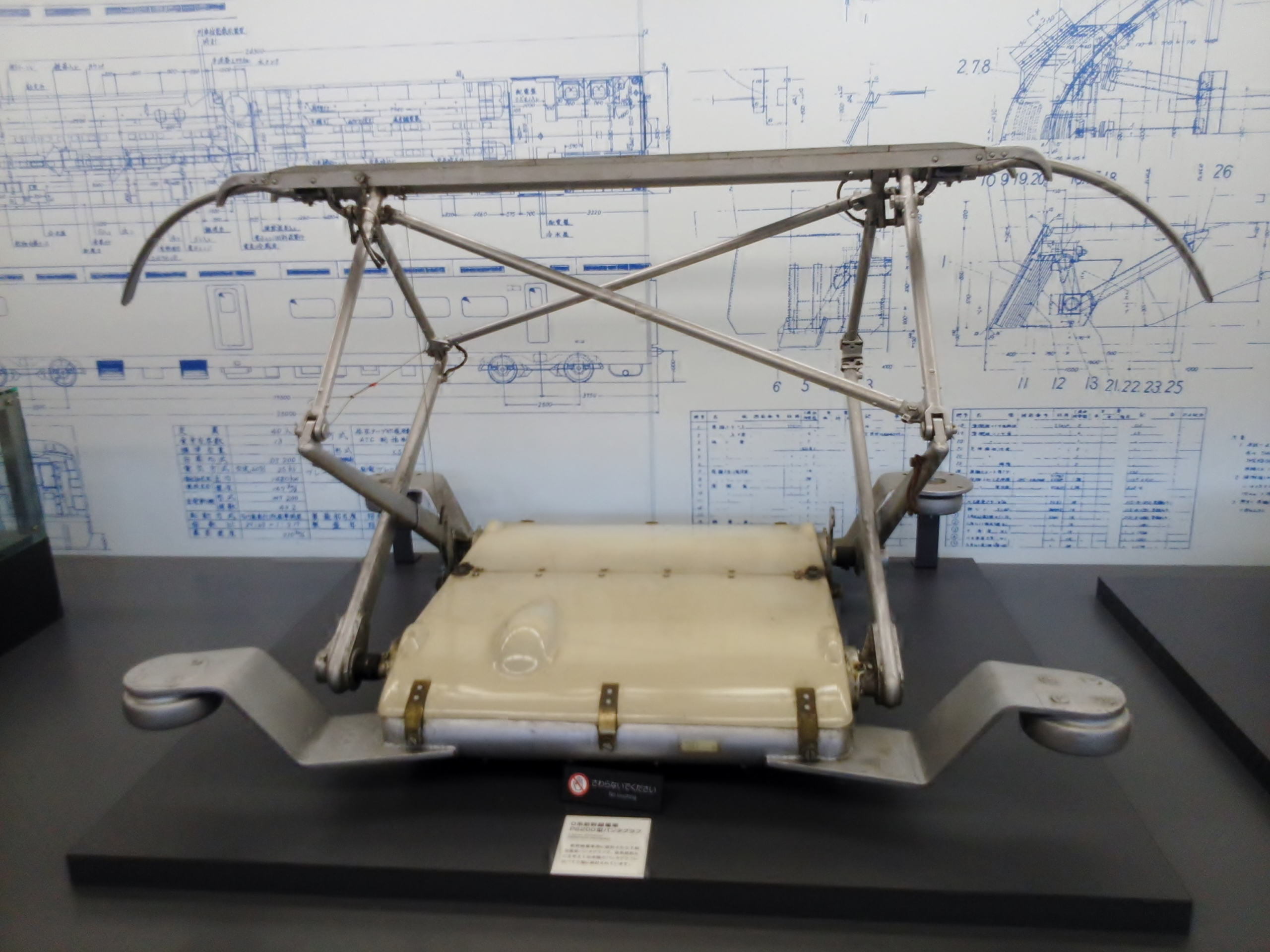
Pantographe "Cross-armed" du Shinkansen 0
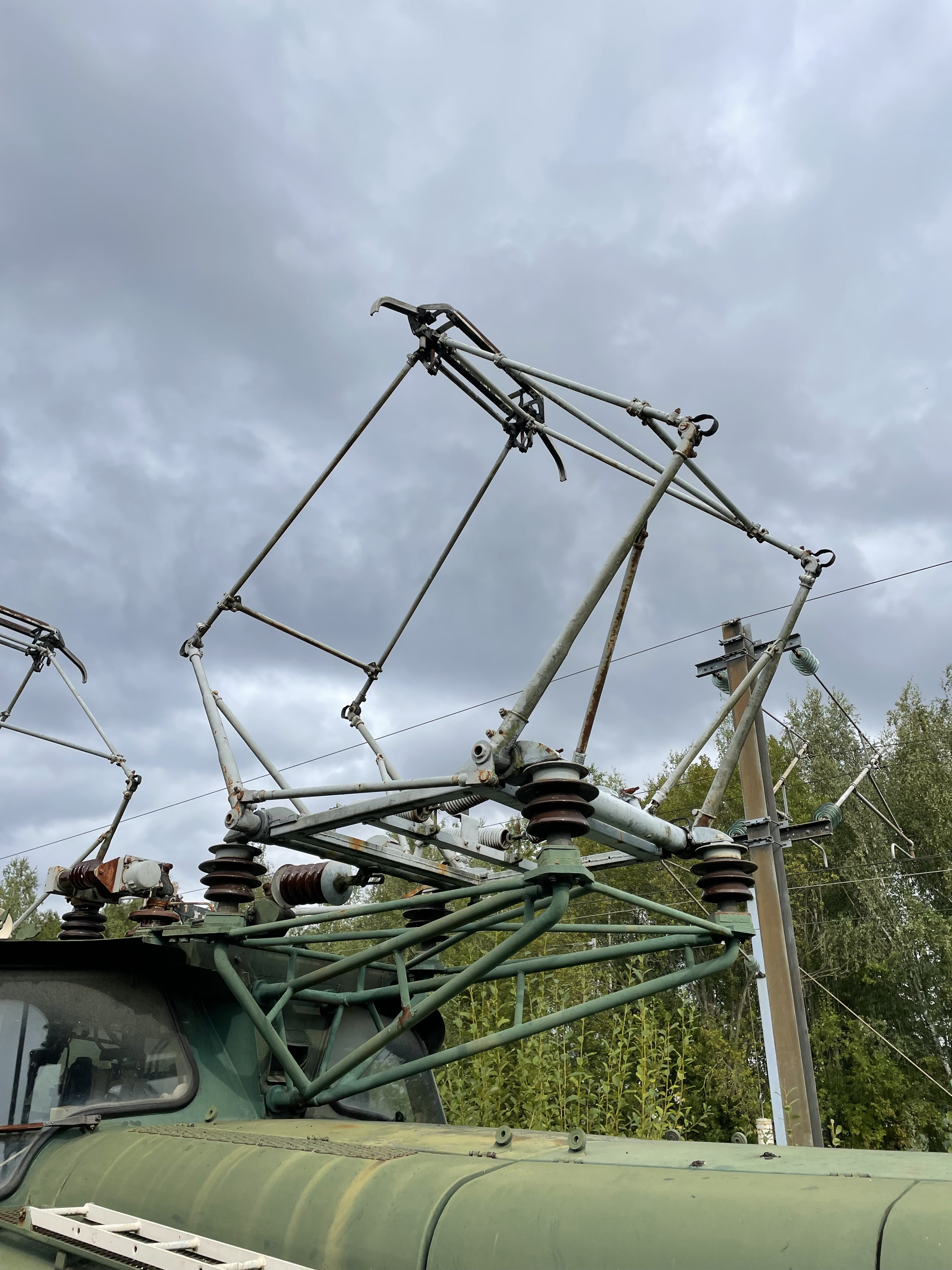
Pantographe diamant de la BB12000
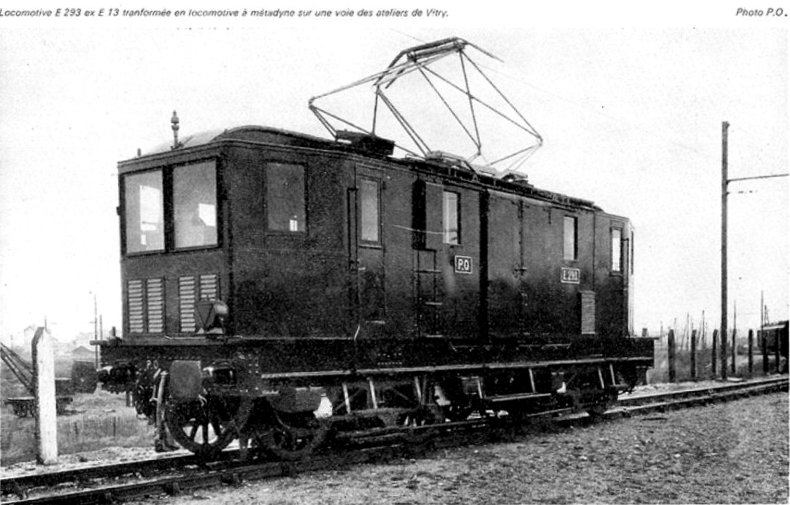
Pantographe diamant d'une sous-série des BB1280
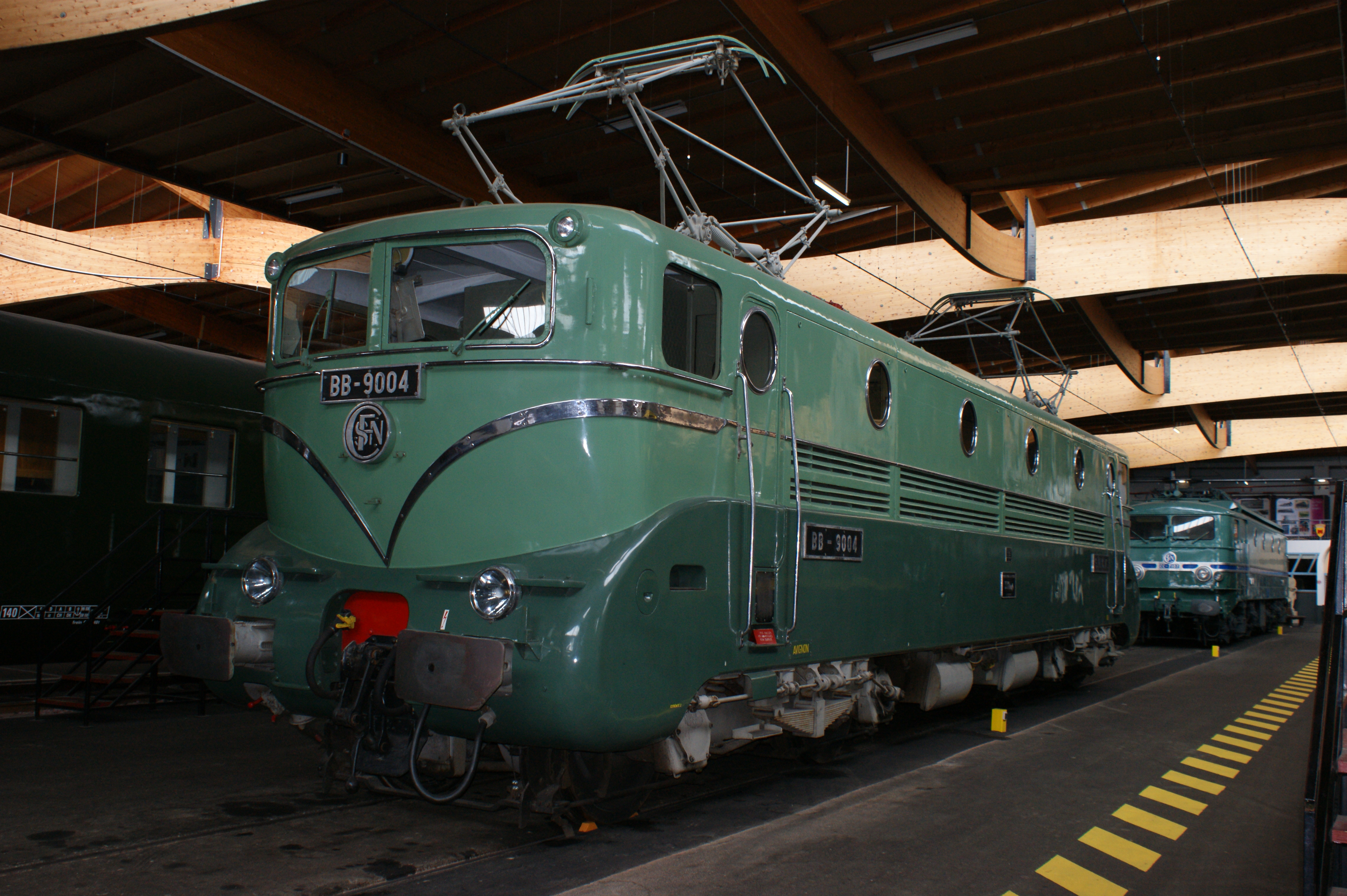
Pantographe de la BB9004 du record de vitesse de 331 km/h
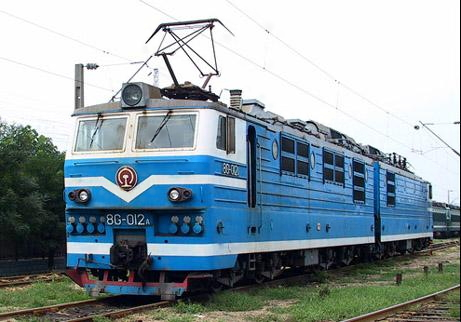
Locomotive Baoji-Fengzhou

### Pantographe "unijambiste"

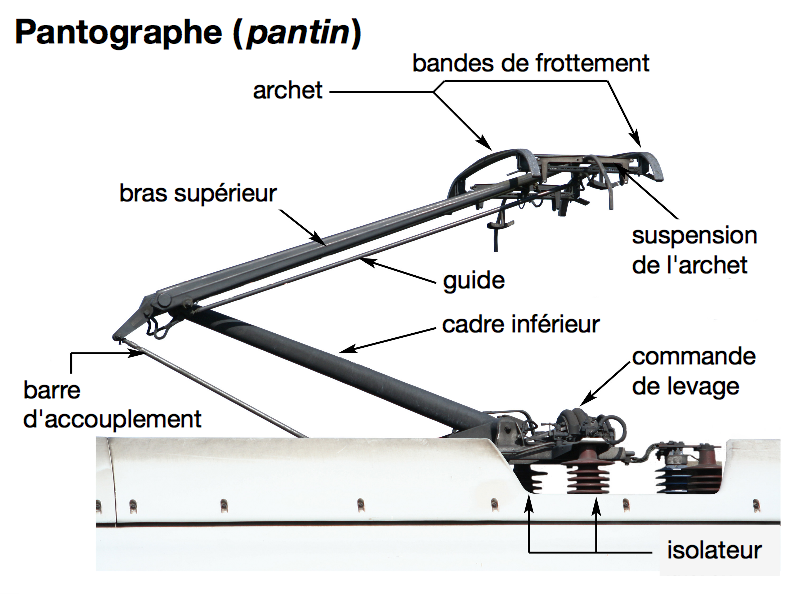
Schéma du pantographe de l'ICE3.

Inventé par Louis Faiveley, cette solution utilise une cinématique de quadrilatère déformable avec plusieurs avantages dont l'encombrement (on peut désormais mettre 2 pantographes au-dessus d'un bogie), la légèreté, une moins grande prise au vent et donc une meilleure qualité de captage.
Il existe des modèles de pantographe qui peuvent utiliser différentes tensions d'alimentation mais les trains multi-tension, comportant un pantographe par type de courant utilisé, restent fréquents. Ils ont demandé la résolution de problèmes d'interopérabilité pour les trains utilisés par Thalys (absorbée par Eurostar),  par exemple.
Avec le développement des trains à grande vitesse et l'utilisation de courant électrique de forte intensité, des efforts sont également faits pour mieux comprendre et améliorer l'interface entre la caténaire et le matériel moteur (avec par exemple un ajustement de la force d'appui sur la caténaire contrôlé par carte électronique), contrôler les phénomènes aéroacoustiques se développant par exemple dans la « baignoire » et autour des pantographes des TGV ainsi que sur les lignes pour gérer les fuites de courant dues à l'humidité et aux embruns salés en bordure de mer.

### Évolutions récentes
Dans les dernières séries du Shinkansen, la caténaire étant dédiée à ce train est très basse, des "pantographes" plus simples et aérodynamiques (ainsi qu'optimisés en aéroacoustiques) ont pu être utilisés.

Des variantes récentes tel que le pantographe de l'ETR1000 sont faites partiellement en matériau composite non-conducteur afin de fixer le pantographe directement sur la toiture. Le bras inférieur joue alors le rôle d'isolateur. Le tout étant plus lourd mais moins haut, facilitant au choix son intégration en toiture ou l'aérodynamique.

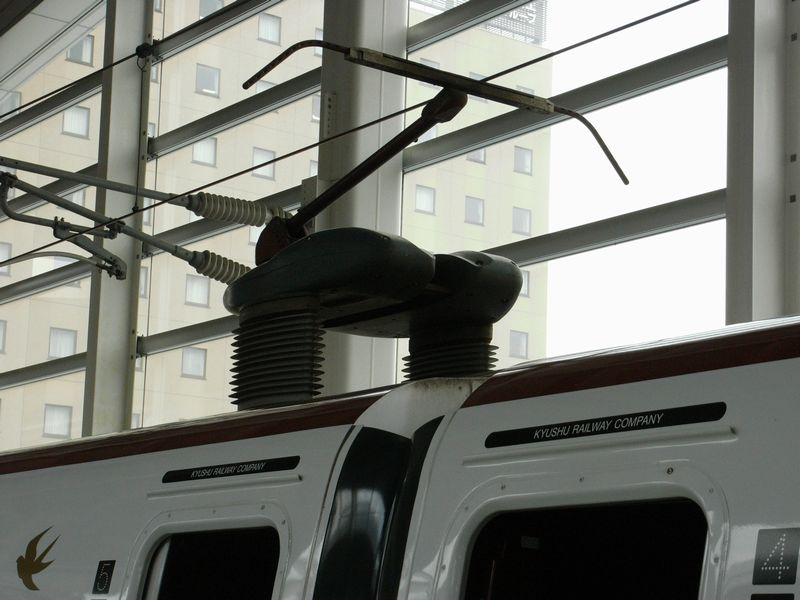
Pantographe du Shinkansen 800
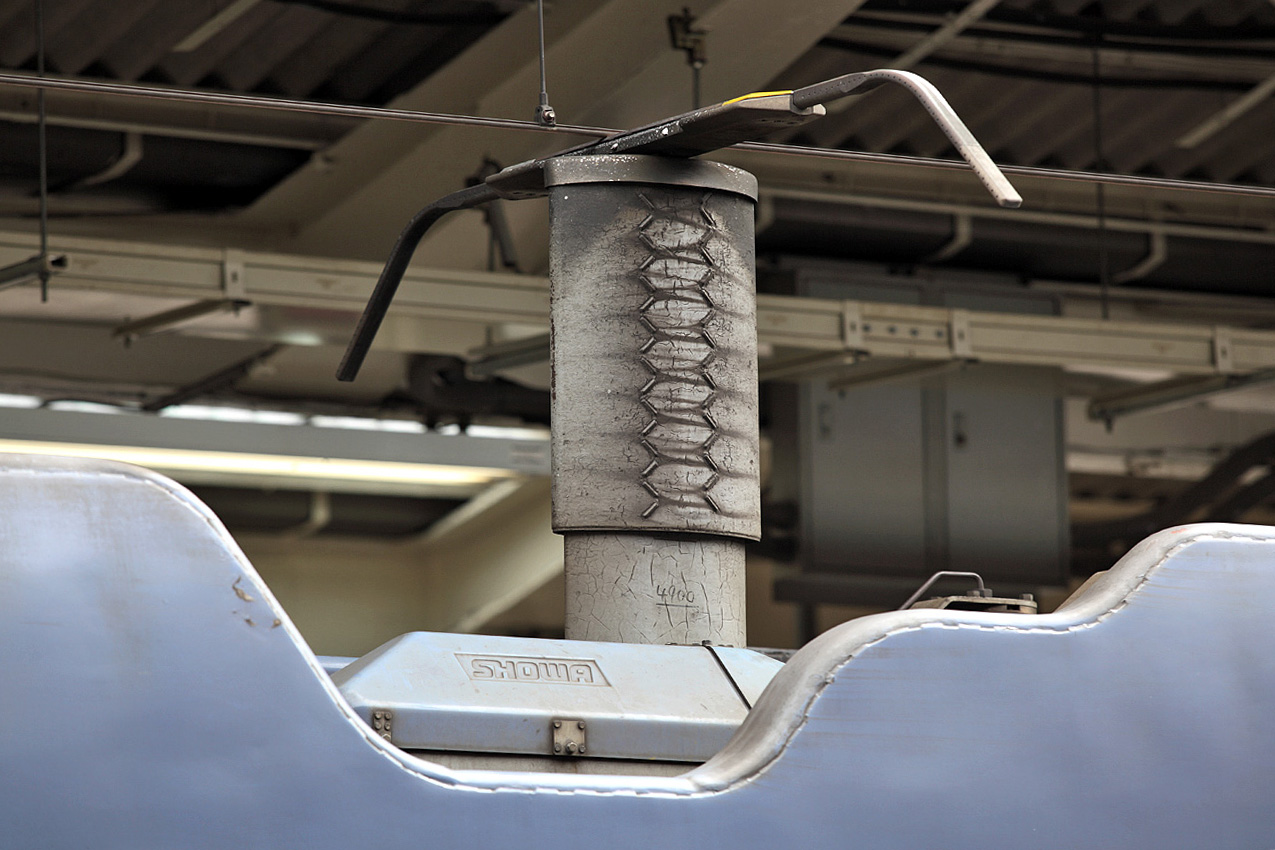
Pantographe du Shinkansen 500
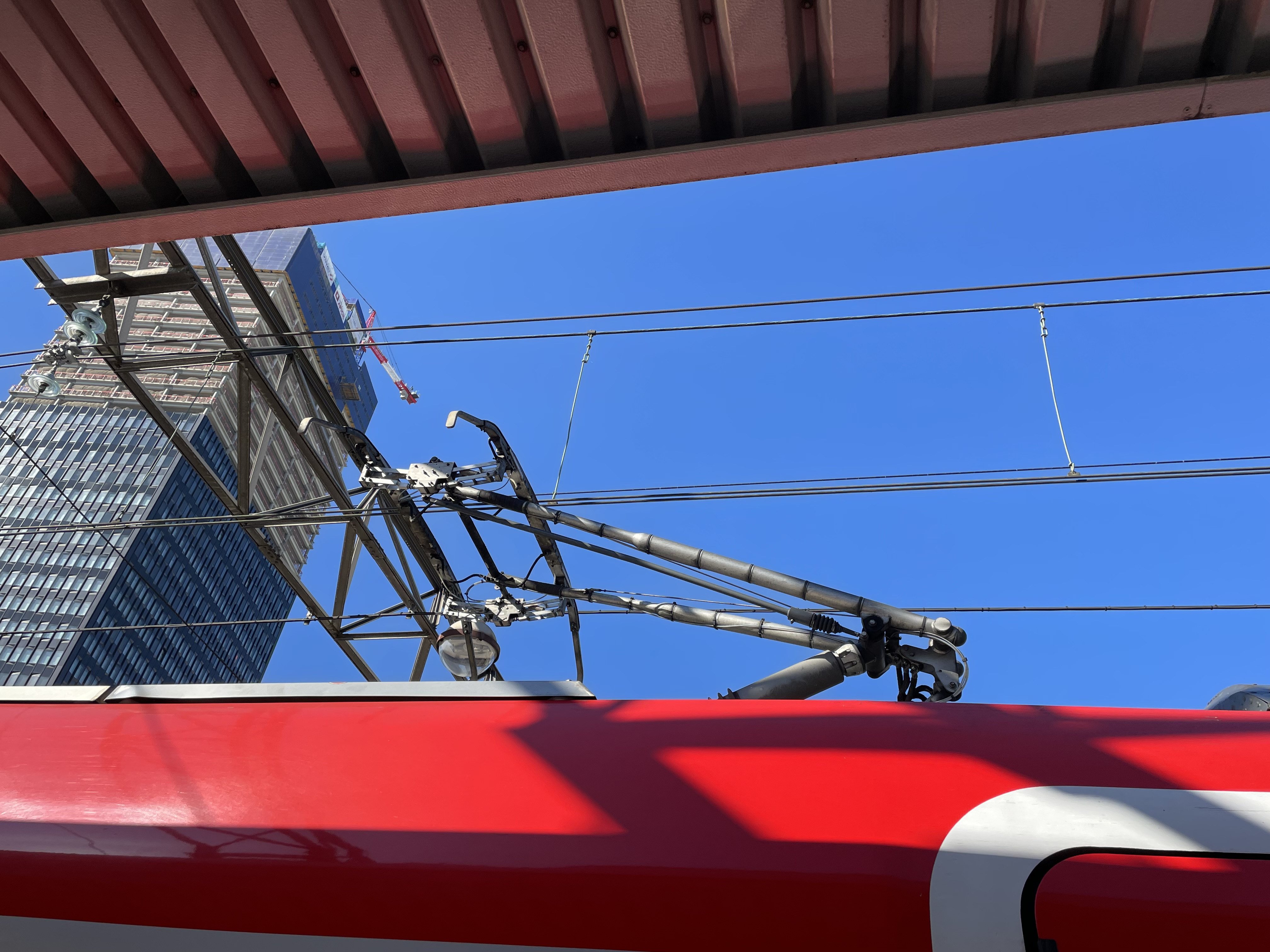
Pantographe "plat" de l'ETR1000

### Futures évolutions
Le sous-projet 4 de Rail4Earth vise à avoir de futurs pantographes électro-mécaniques et donc sans air comme le plus souvent en grand ligne. Les solutions électriques avec montée et maintien par ressort telles qu'utilisées couramment pour les pantographes de tramway ou de métro existent. Cependant, elles n'offrent pas les performances requises en grande ligne telle que l'adaptation de l'effort à la tension caténaire ou à la vitesse, masse suspendue la plus légère, séparation et maintien sûr en position basse comme pour la mise à la terre et en court-circuit.

## Archets

### Principe
La longueur des bandes ou des archets dépend de plusieurs facteurs :
- Le gabarit mécanique et électrique (les ouvrages comme les casquettes de quai en gare, les ponts...)
- Le désaxement du fil par rapport à la voie (aussi appelé « zig-zag ») afin de permettre une usure la plus uniforme des bandes de contact, lui-même dépendant des rayons de courbures, tension de fil de contact, température...
- Des mouvements de caisses autorisés (en particulier la souplesse)

Les cornes évitent au fil de contact de passer sous l'archet, en particulier lorsqu'un fil est soulevé et un nouveau (ou celui d'une voie adjacente) arrive.
L'EN 50367 définit deux limites:
- "Serviceability" : le fil doit rester en contact avec les bandes de carbone dans les cas dits normaux intégrant en particulier :
  - le désaxement du fil par rapport à la voie, nécessaire pour éviter les sillons dans les bandes de contact et profiter de toute leur matière d'usure
  - le déplacement du pantographe par rapport à la caisse (dû à la dynamique et aux tolérances)
  - le déplacement de la caisse par rapport à la voie
- "Stability" : le fil ne doit pas dépasser les cornes, considérant en particulier le déplacement du fil issu de l'effort de contact résultant de l'angle d'inclinaison des cornes

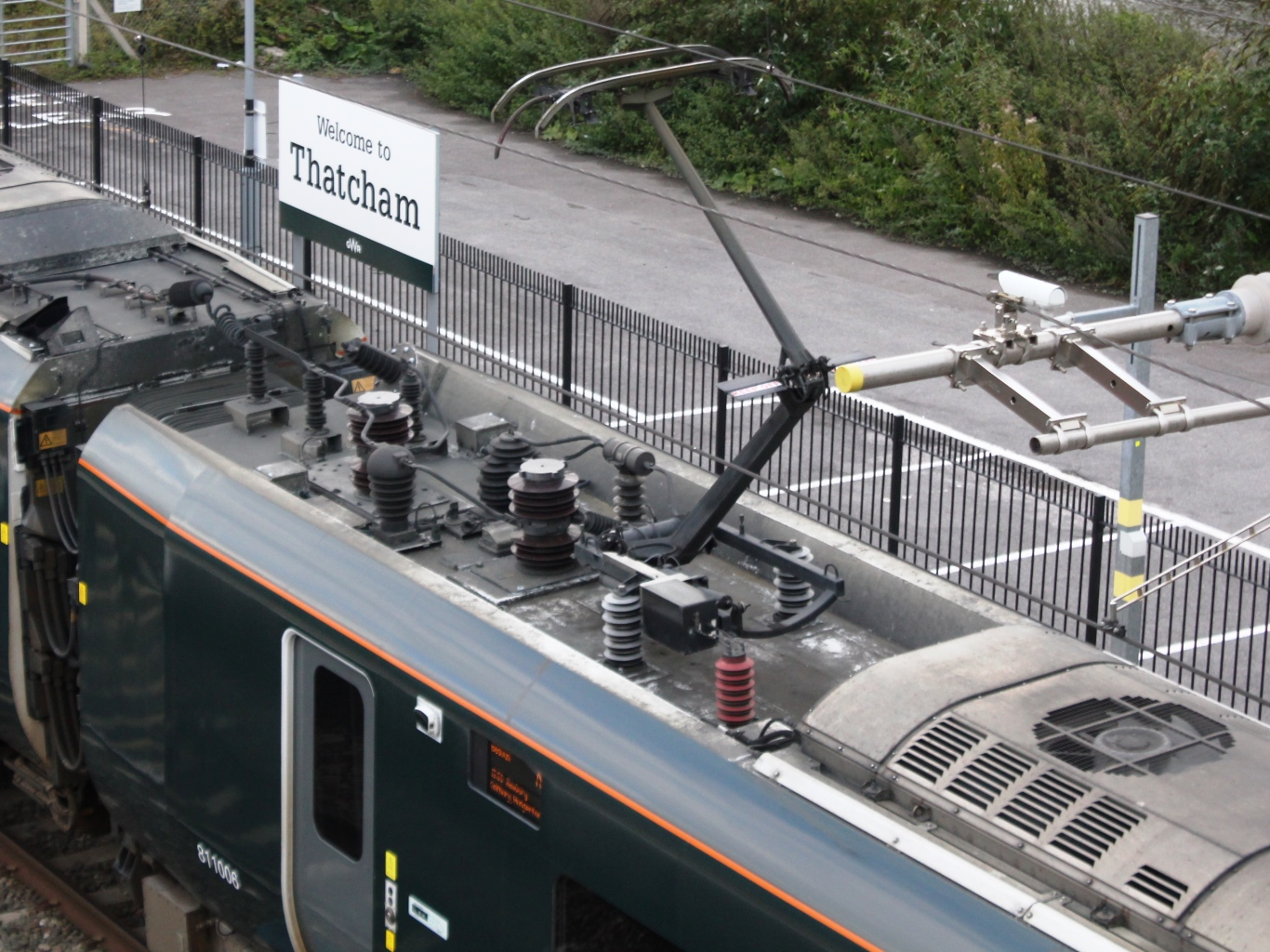
Profil d'archet non-continu
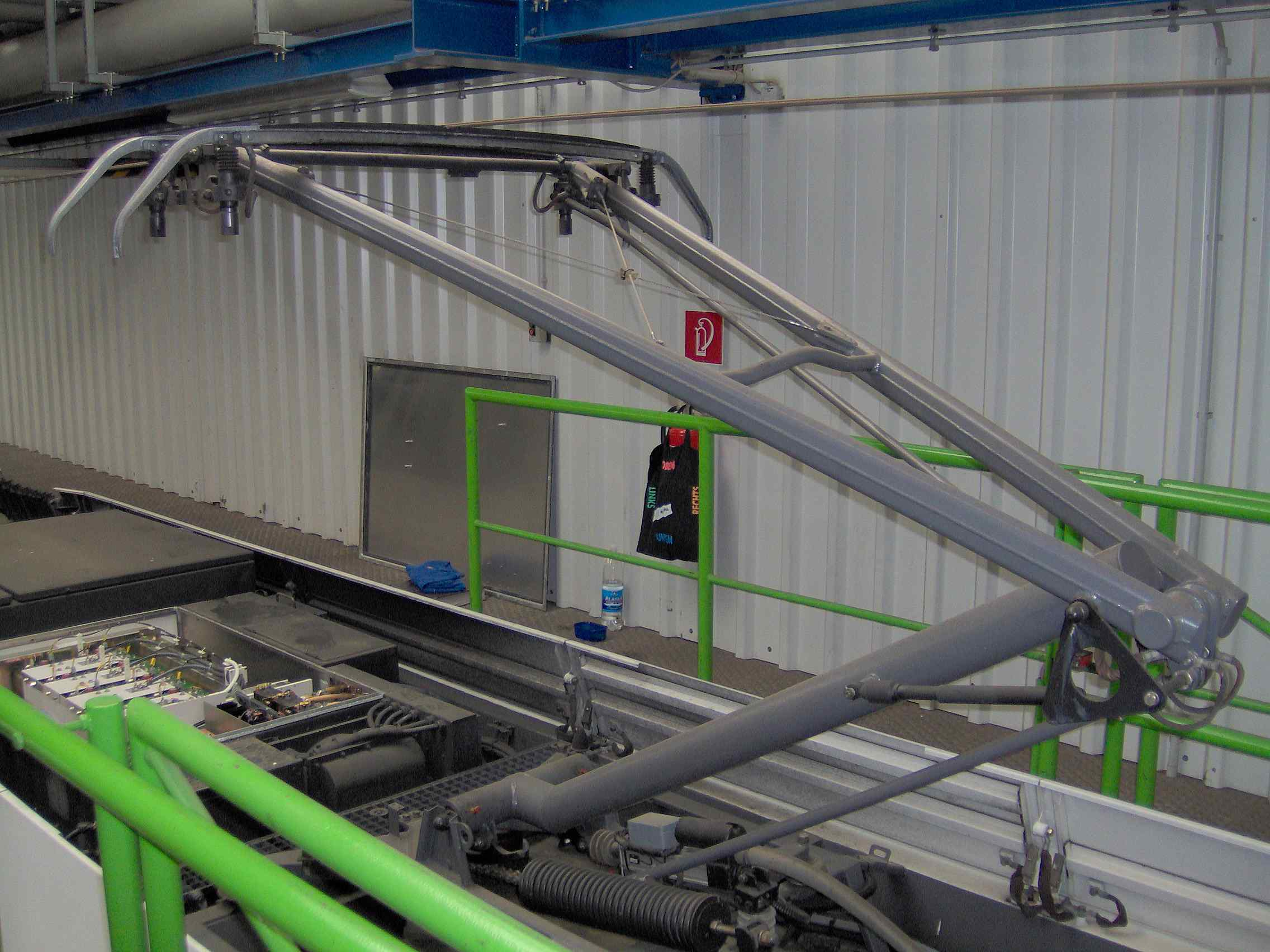
Profil d'archet continu avec cornes séparées des bandes
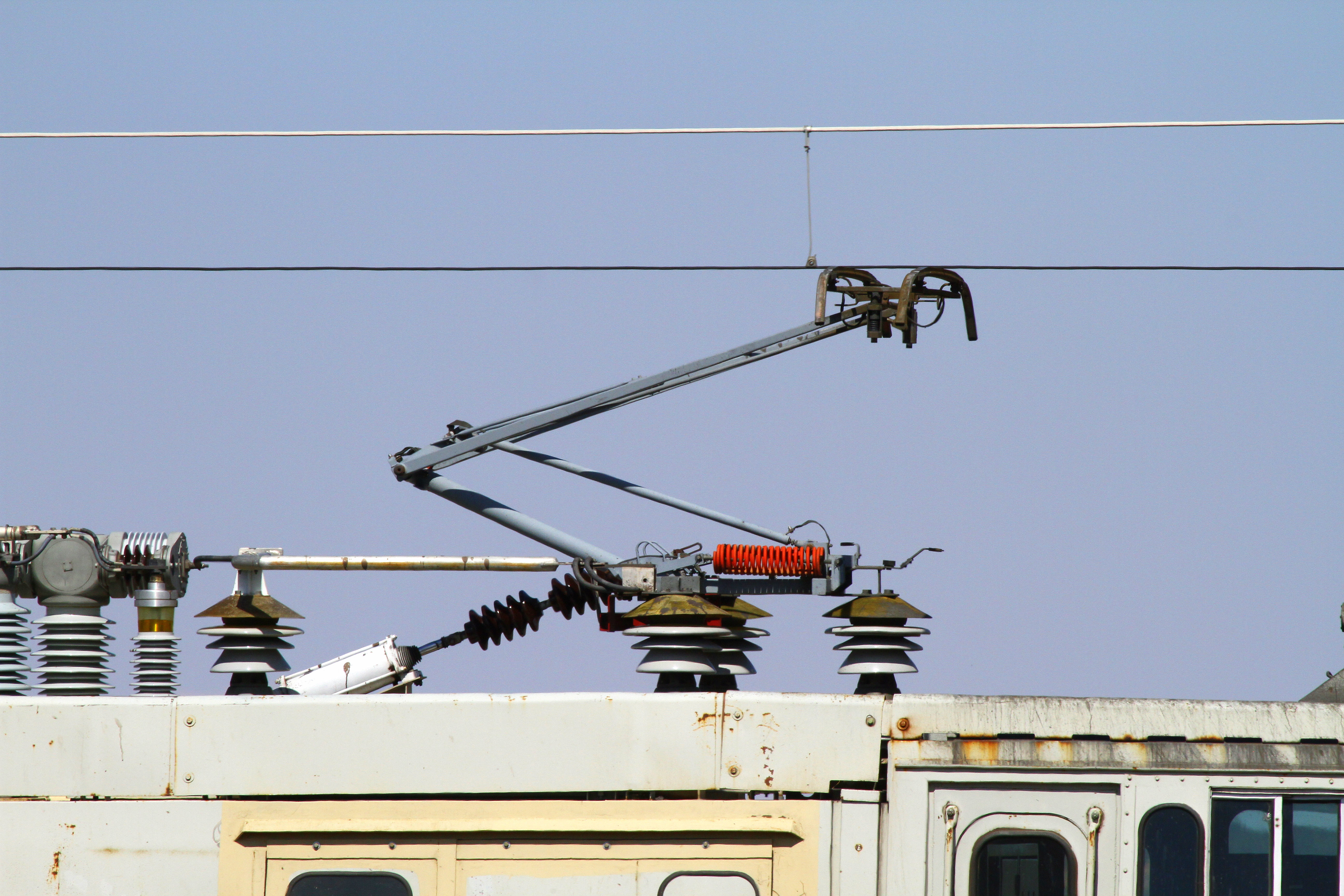
Profil d'archet continu avec cornes intégrées aux bandes

### Largeur
La largeur (dans le sens de voie) maximale et minimale peuvent être imposées par l'infrastructure, par exemple les appareils comme les isolateurs. Une largeur trop importante pourrait court-circuiter l'amont et l'aval (lorsque l'appareil est destiné à isoler y compris avec le pantographe passant). Une largeur trop petite associée à une suspension souple ou un grand degré de liberté sur la tête pourraient amener à se "coincer" dans un isolateur de section.

Les isolateurs de section prennent typiquement en compte la largeur maximale des archets et les distance d'isolement dans l'air.

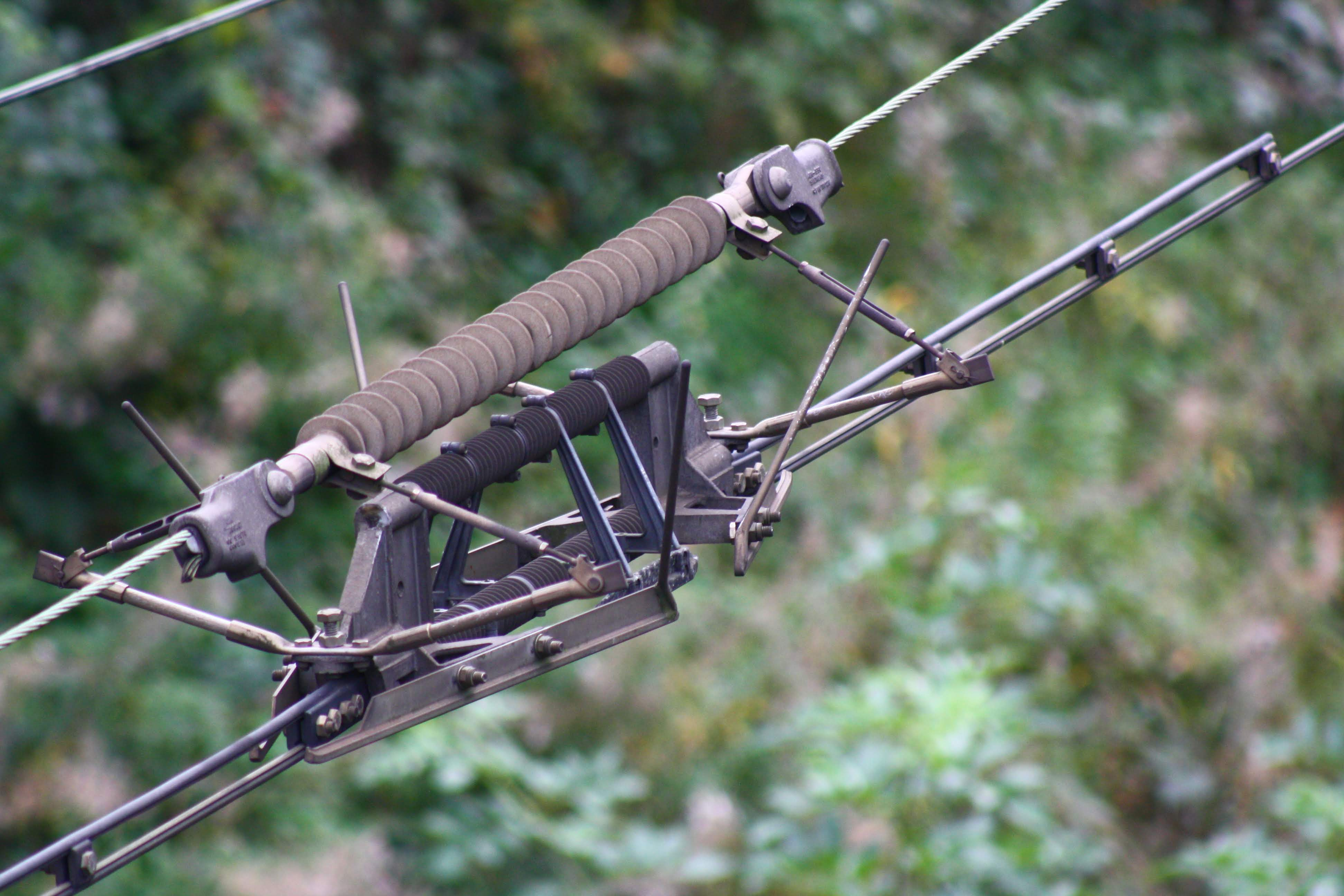
Exemple d'isolateur de section
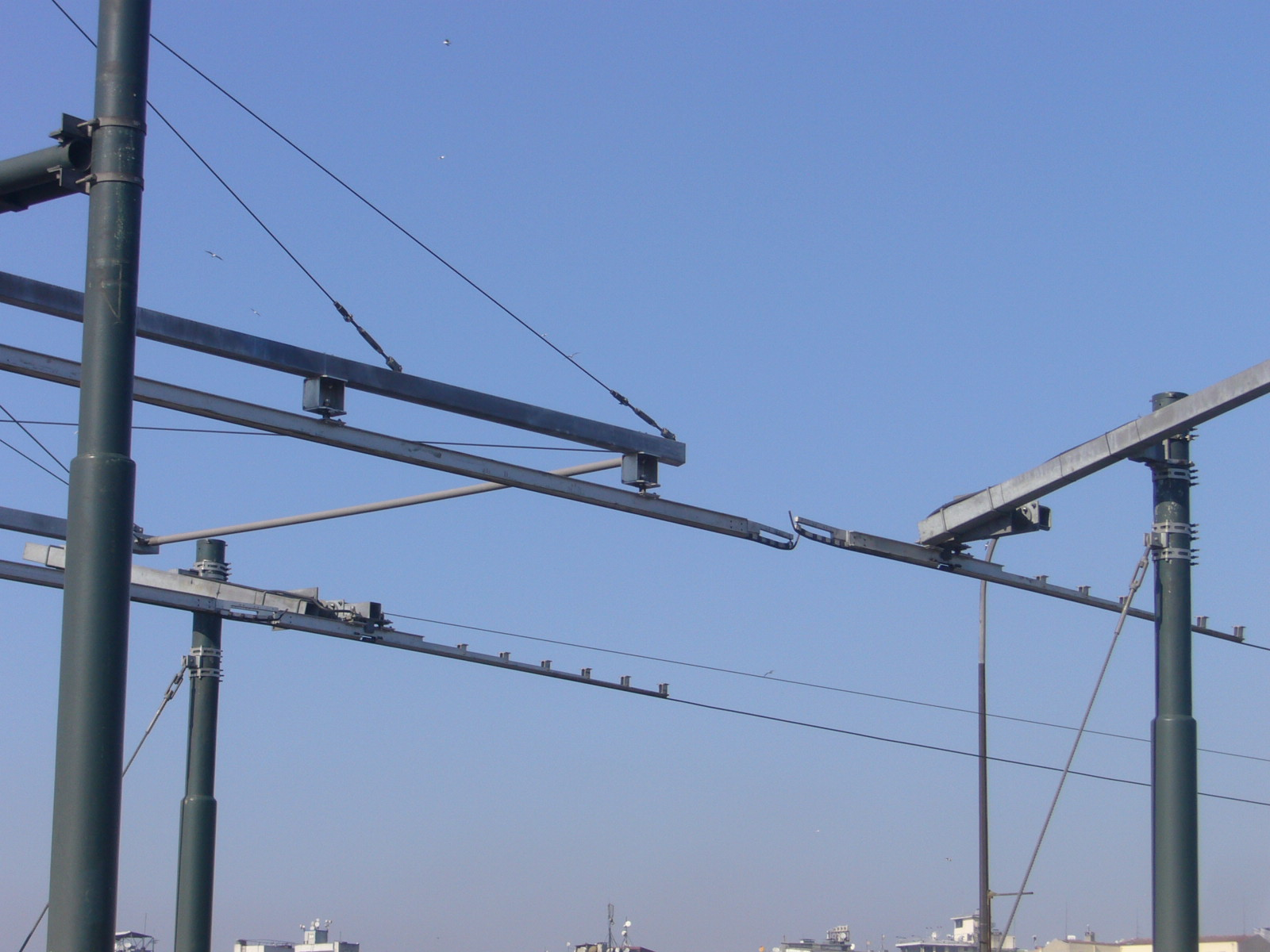
Exemple de transition entre fil de contact fixe et profil aérien de contact sur un pont escamotable
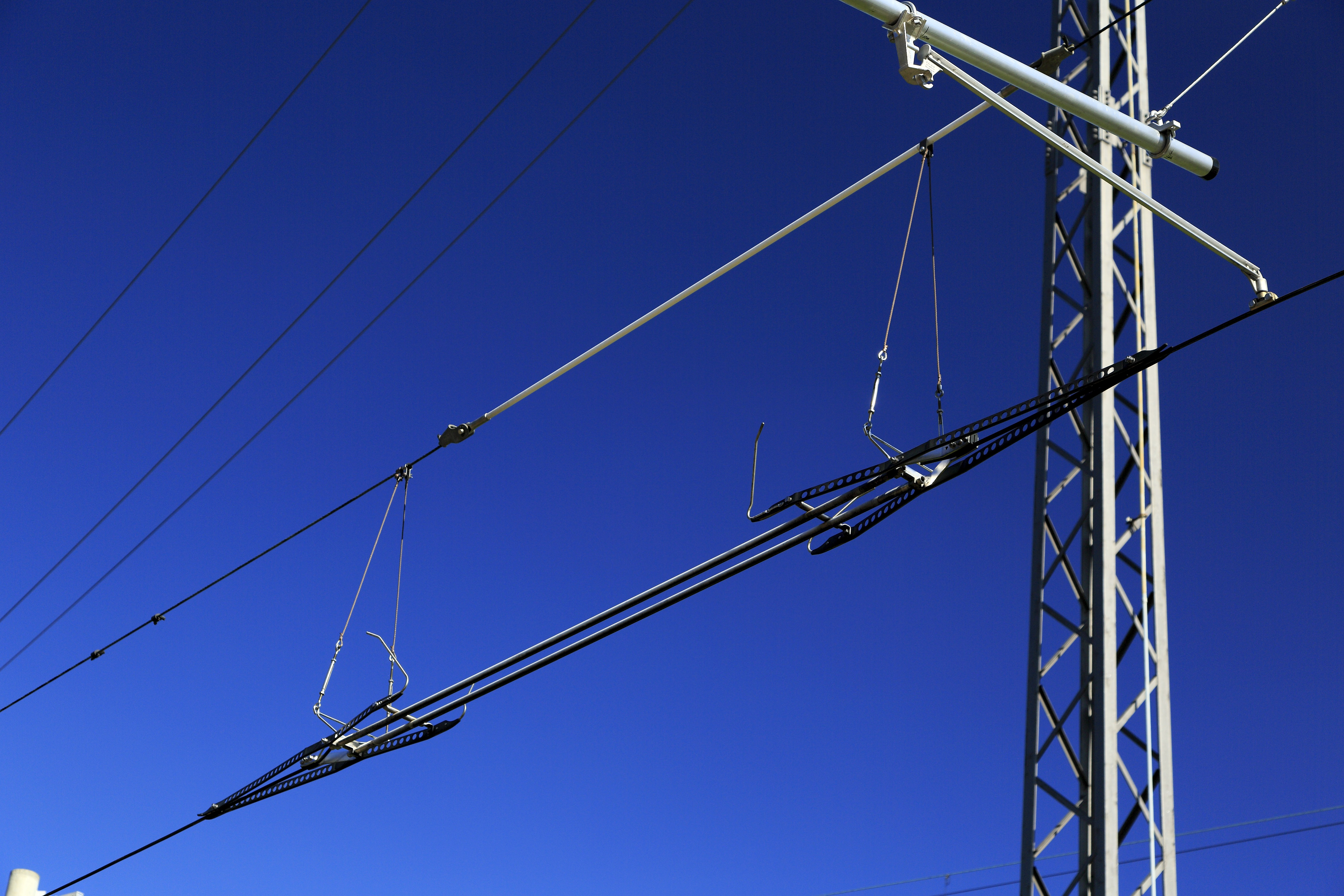
Isolateur de section long

### Suspensions
Différentes solutions de suspensions existent composées d'un ou plusieurs ressorts (parfois dans une même boite) afin de coller au fil de contact. L'archet, composé de 1 à 4 bandes, peut être "rigide" (les bandes sont fixes entre elles, mais la tête peut pivoter), semi-indépendantes (les bandes peuvent bouger l'une par rapport à l'autre avec des leviers et/ou ressorts) ou indépendantes (chaque bande a ses propres ressorts).

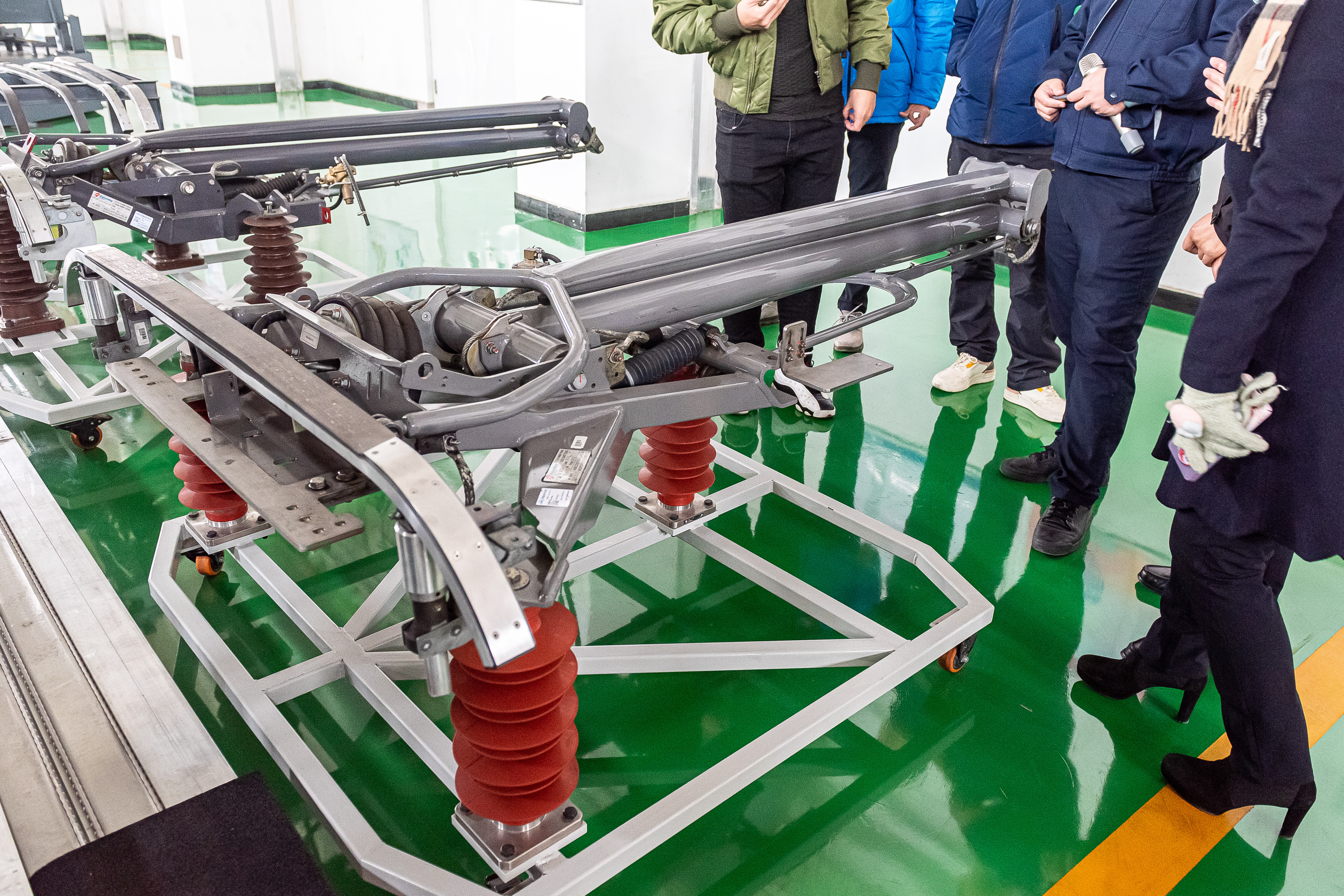
Archet bande unique et 2 boites à ressort
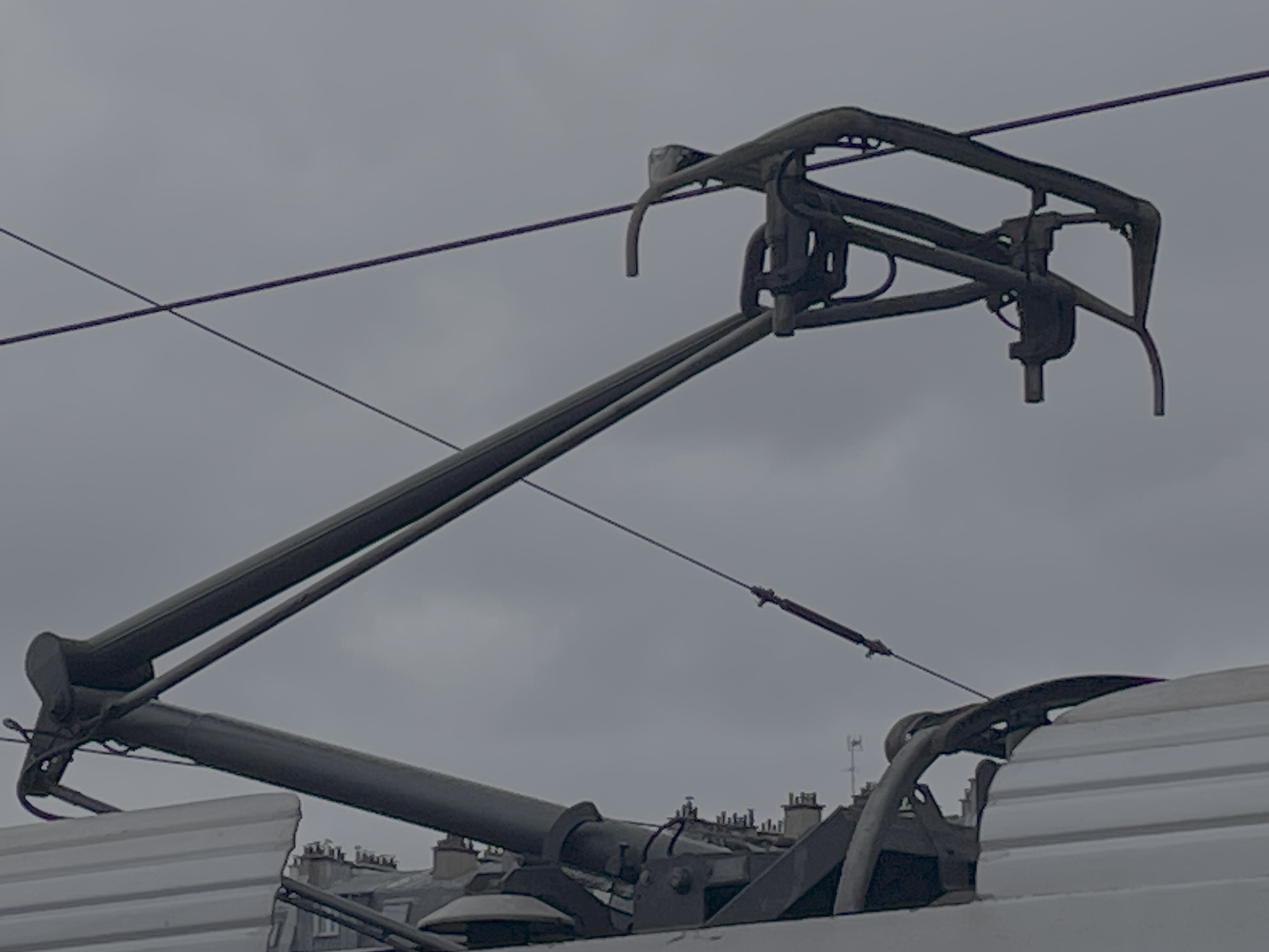
Archet "rigide" avec 2 boites à ressort
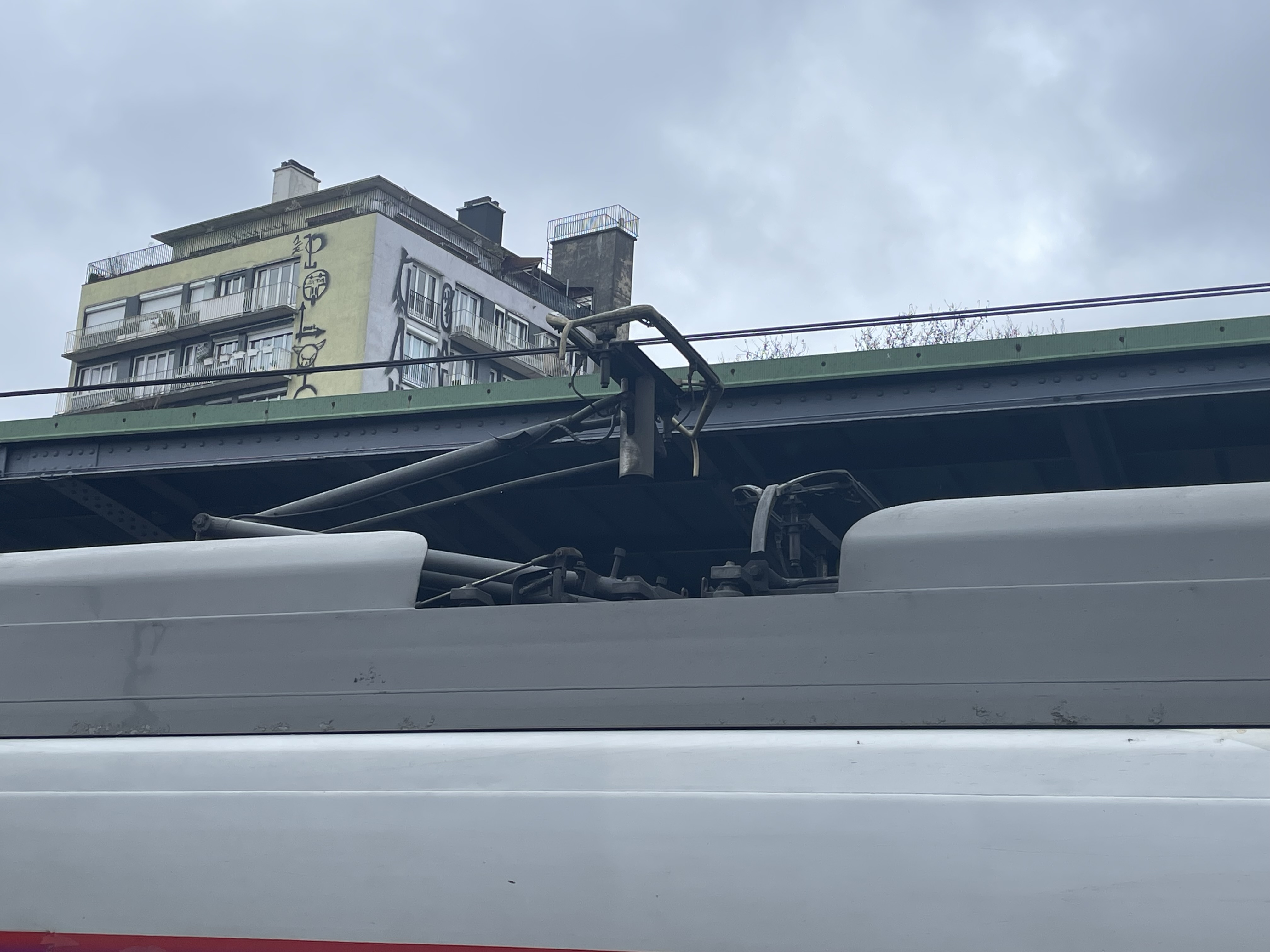
Archet rigide et grand plongeur unique (GPU)
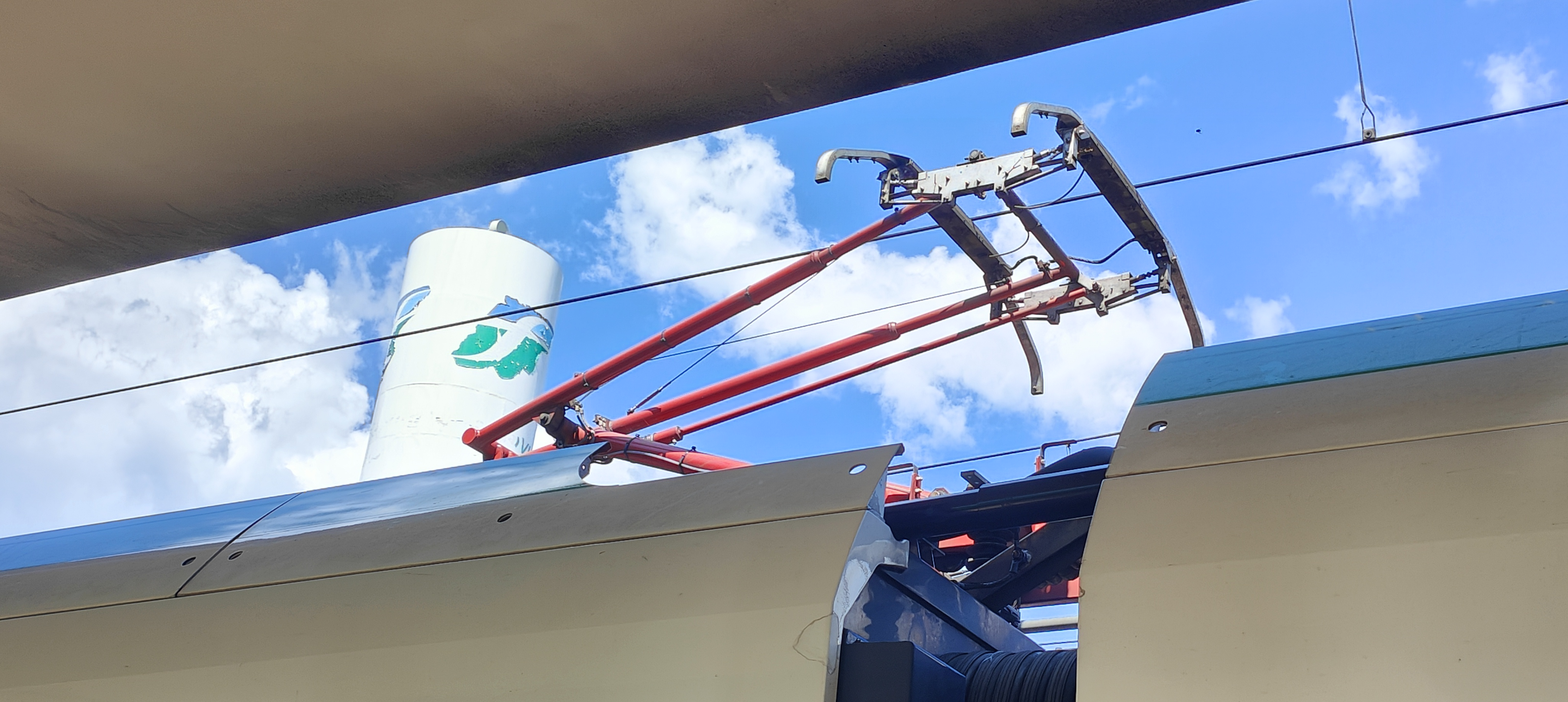
Bandes semi-indépendantes
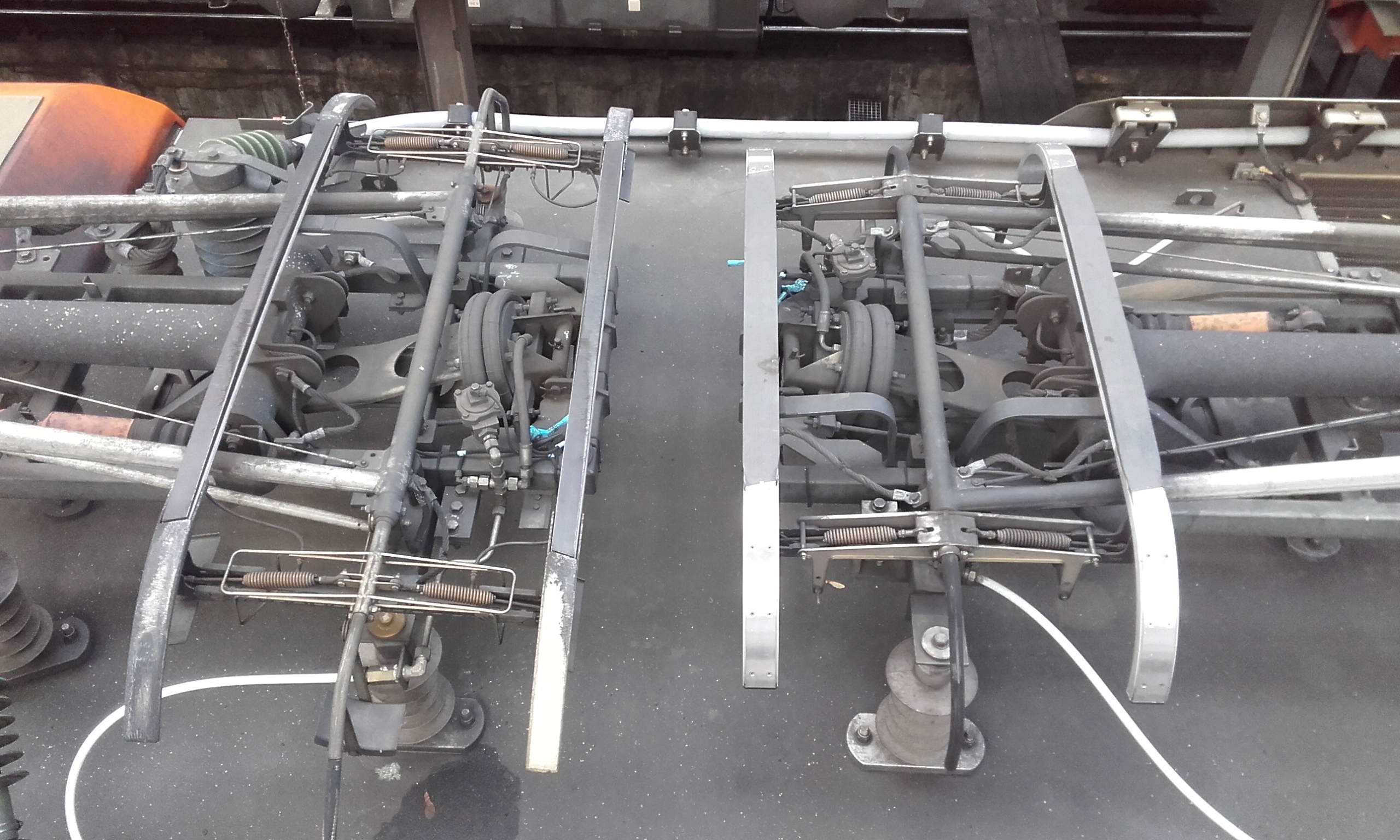
Bandes semi-indépendantes (liées par ressorts)
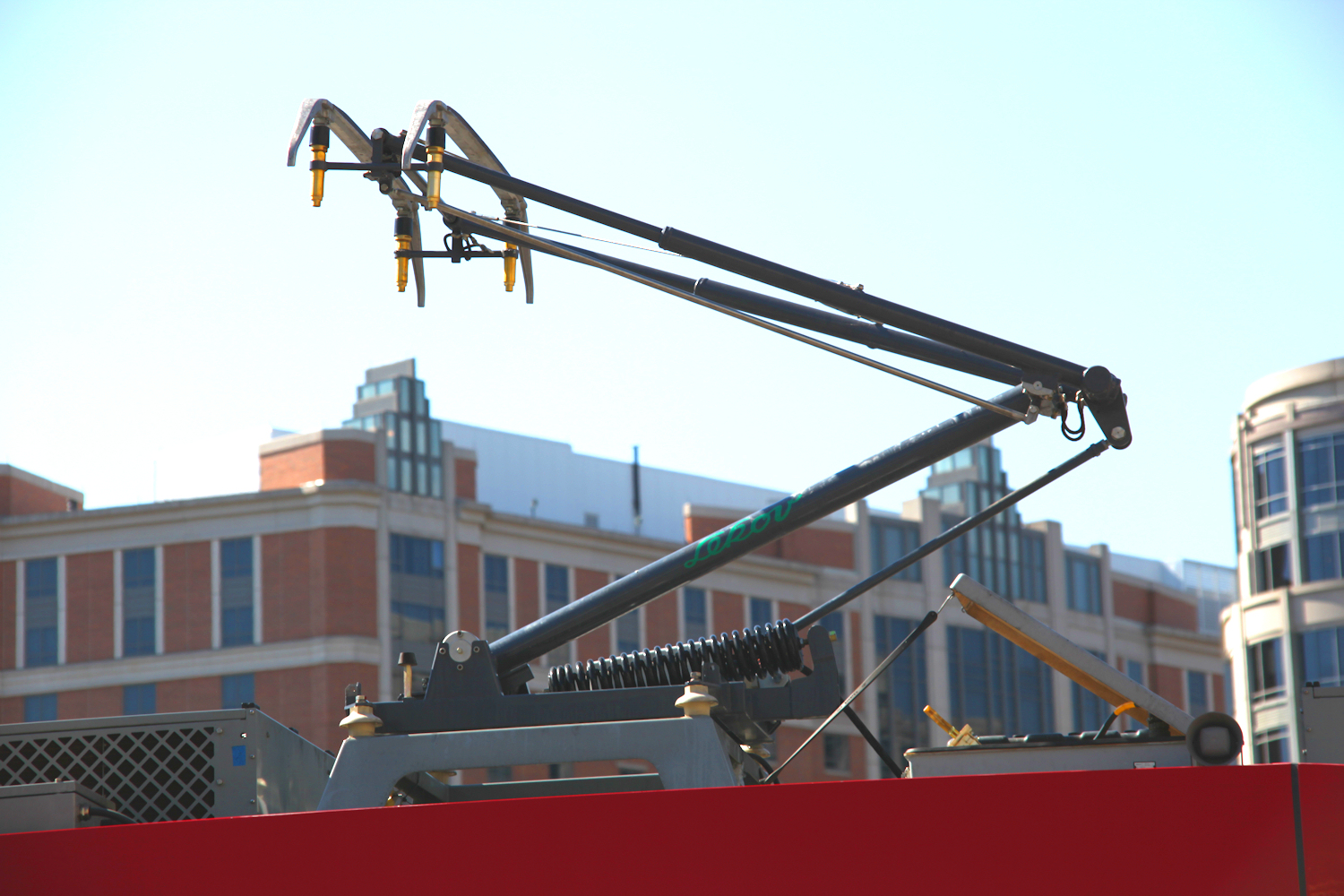
Bandes indépendantes

### Archets interopérables
Les longueurs d'archets sont très variables suivant les gabarits mécaniques, électriques ainsi que la pose du fil de contact.
Deux archets interopérables ont été définis en Europe : le 1 600 mm et le 1 950 mm,.

### Disposition des pantographes
Les pantographes sont quasi exclusivement disposés au-dessus des bogies afin de suivre le désaxement des fils de contact.

Lors du franchissement de certaines sections neutres (en particulier celles dues aux changements de phase) le pantographe peut rester monté (mais le disjoncteur ouvert). Cela est conditionné à certaines contraintes sur la disposition des pantographes par rapport au sectionnement de la caténaire. Suivant la tension et le pays, les distances autorisées entre pantographes peuvent être plus ou moins importantes afin d'assurer un captage acceptable mais aussi d'éviter que deux pantographes (ou plus) ne viennent court-circuiter simultanément les sections séparées des isolateurs de section.

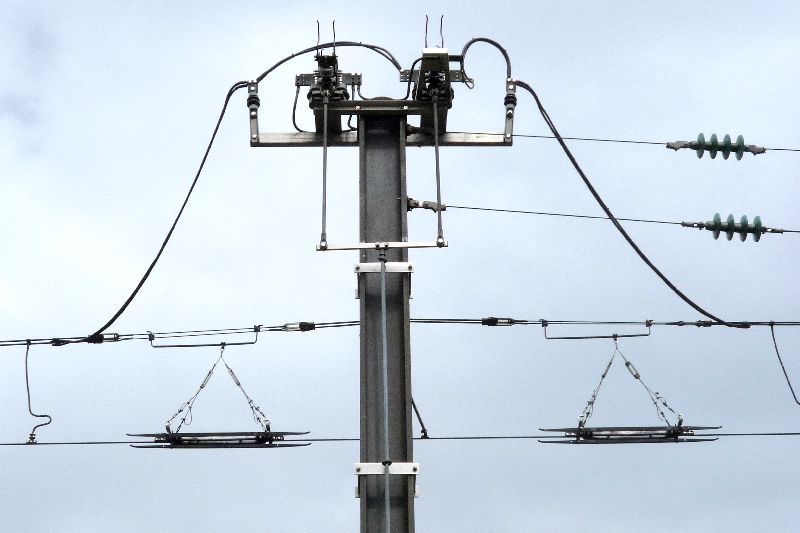
Section neutre courte faite de deux isolateurs de section
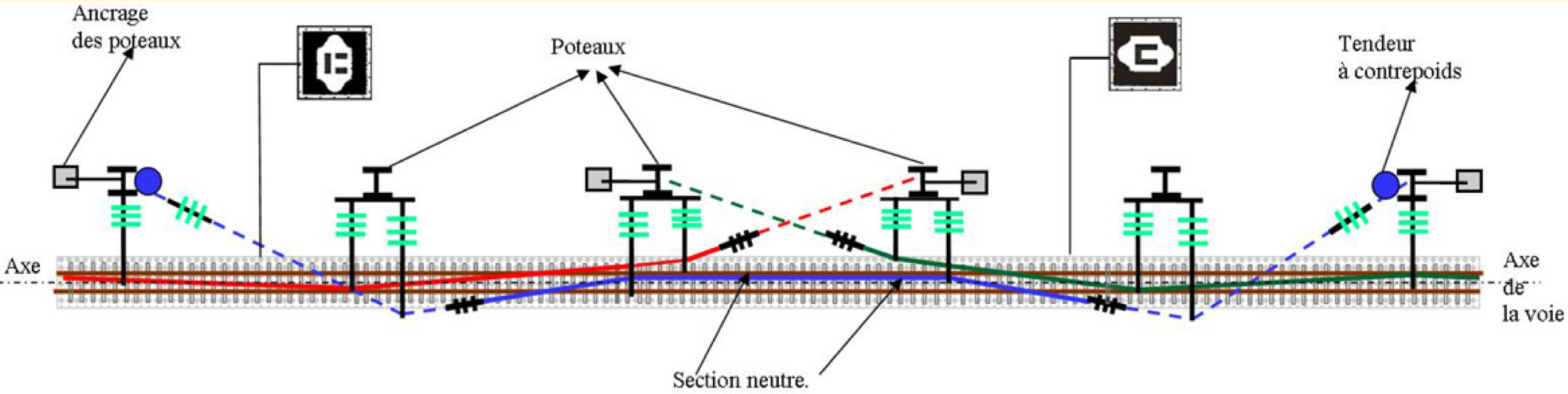
Schéma d'une section de séparation à lame d'air

Par ailleurs, deux pantographes montés ne sont souvent pas reliés électriquement entre eux, à l'exception notable de certaines locomotives en courant continu, afin de partager le courant et limiter les échauffements, en particulier à basse vitesse.

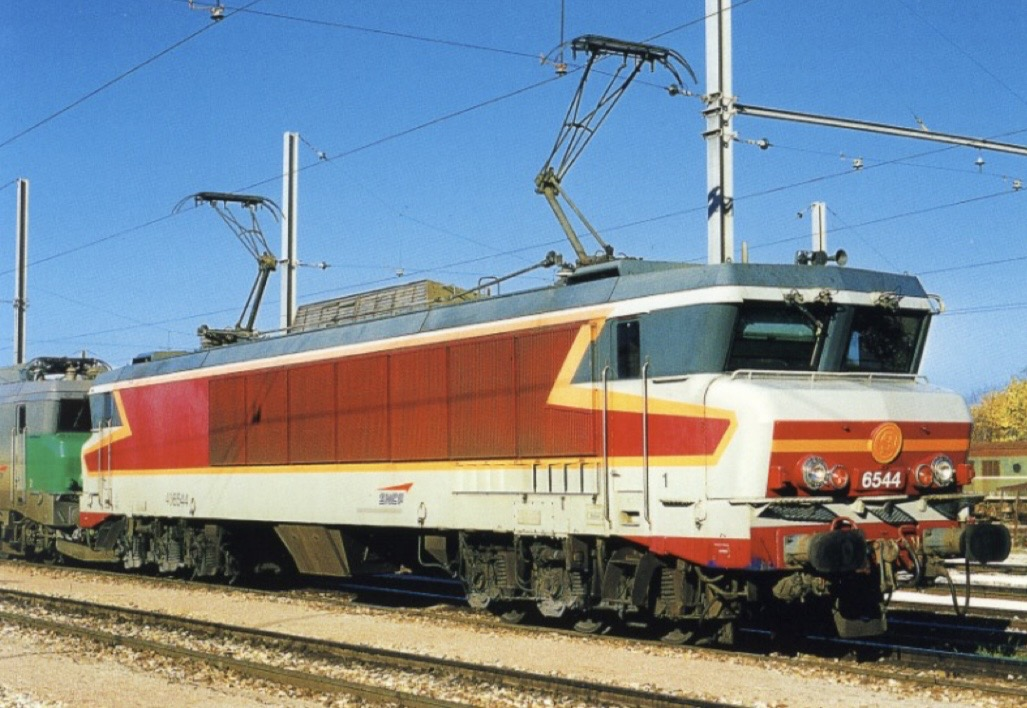
CC 6500 avec deux pantographes montés
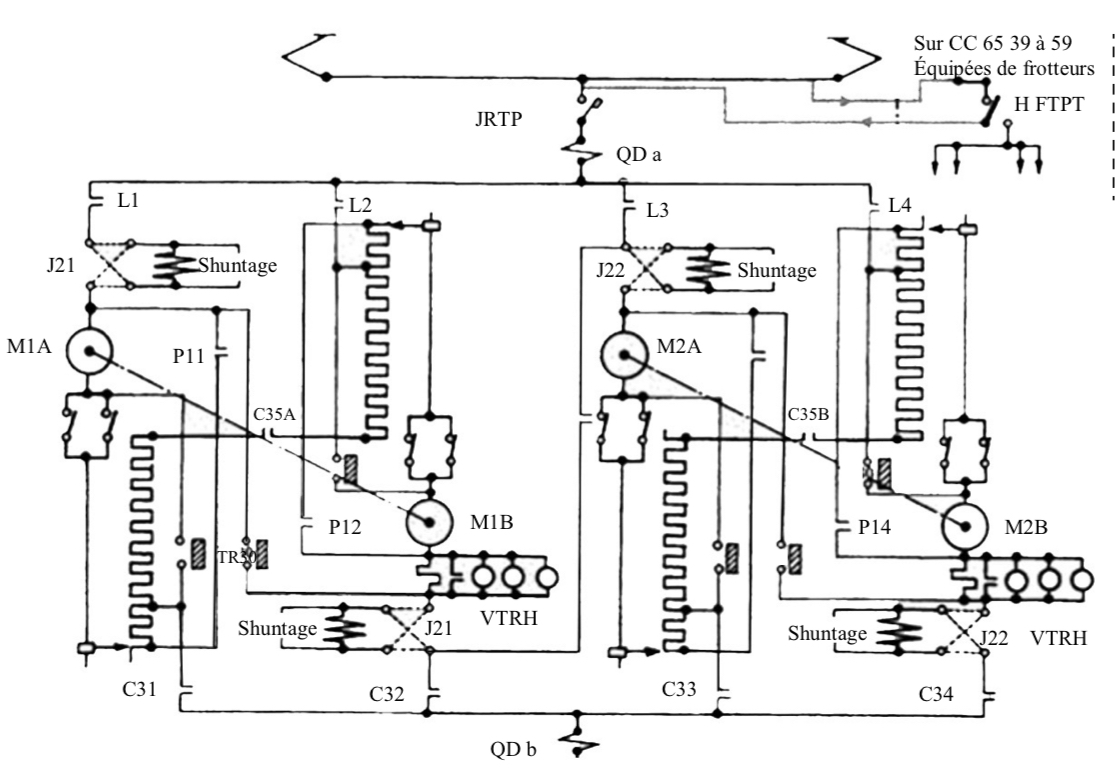
Schéma électrique d'une CC 6500 avec la liaison équipotentielle entre pantographes

## Aptitudes au captage du courant

### Tension et courants modernes
Les différentes tensions nominales normalisées par l'EN 50163 sont :
- En courant continu : 750 V, 1500 V, 3000 V
- En courant alternatif : 15 000 V / 16,7 Hz et 25 000 V / 50 Hz

Cependant d'anciens réseaux persistent avec des tensions ou fréquences très diverses.
La caténaire est "monopolaire" à 1 ou 2 fils de contacts, cependant, d'autres systèmes ont existé, comme décrits dans le chapitre suivant.
En Europe, le pantographe est validé avec ses bandes de contact (ou sa bande contact seule) suivant l'EN 50367 complété par l'EN 50206 et l'EN 50405. Les limites d’interopérabilités sur grande ligne sont définies ainsi :
- Pour le courant à l'arrêt :
  - 300 A en 1,5 kV continus (deux fils)
  - 200 A en 3 kV continus (un fil)
  - 80 A en 15 et 25 kV alternatifs (un fil)

- Courant en roulage : Limite en puissance suivant la STI ENE et les limitations tension/courant ou tension/puissance de l'EN 50388.

Ces courants concernent les locomotives et automotrices (EMU) grande ligne. En métro, tramway ou BEMU (trains à batteries), les limites ne sont pas normalisées.
Les capacités en courant peuvent être étendues par l'usage de : 
- Deux fils de contacts souples. L'inconvénient est néanmoins l'alourdissement, défavorable à un captage dynamique.
- Profilé Aérien de Contact (PAC). Au nombre d'un ou deux. Les solutions se déploient en tunnel, pour les trains à batteries, ou les tramways à batterie ou super-condensateurs. Le profilé permet d'augmenter la dissipation thermique.
- Un dissipateur installé à la verticale du fil de contact[17]

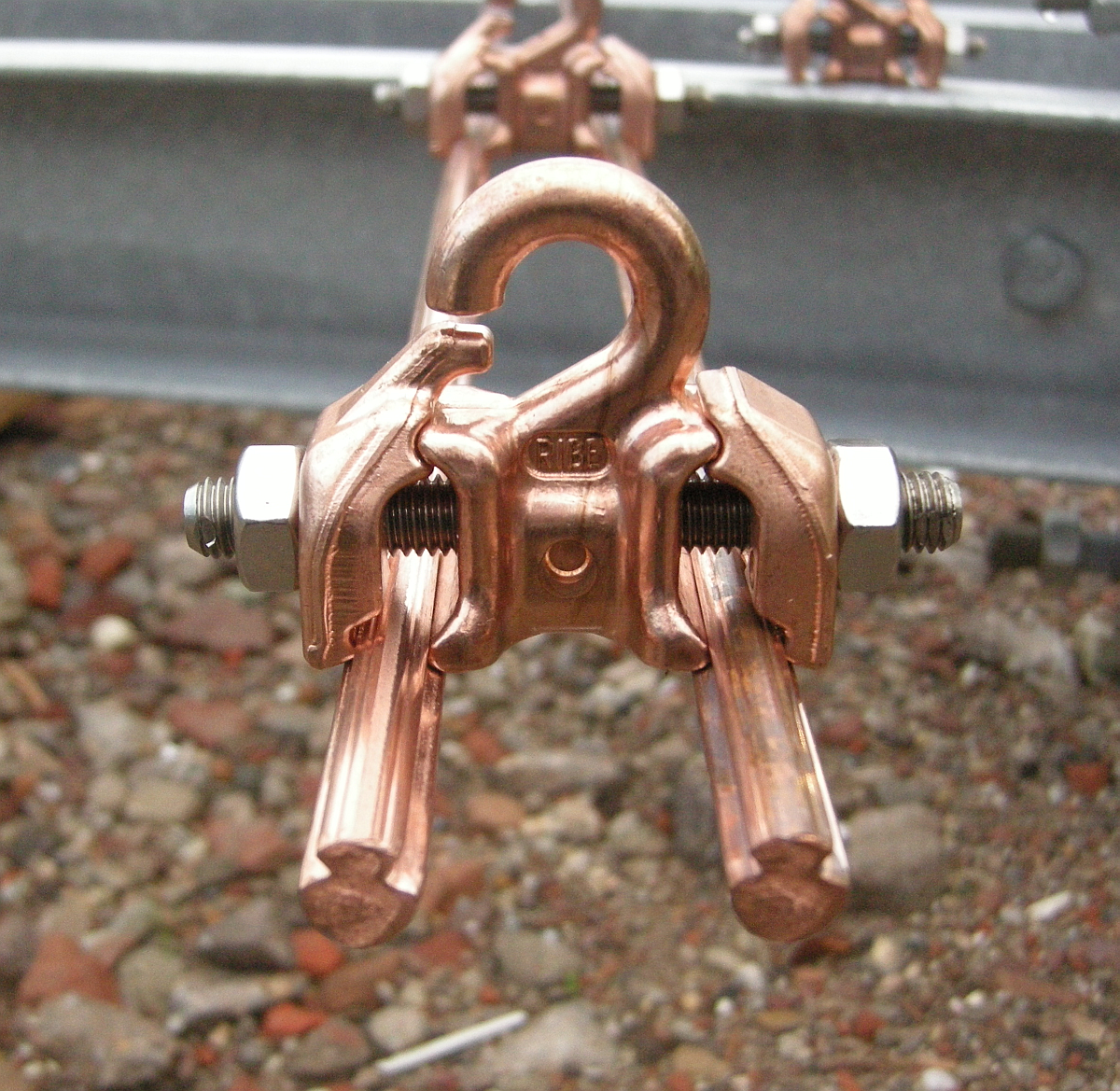
Pince pour deux fils de contact
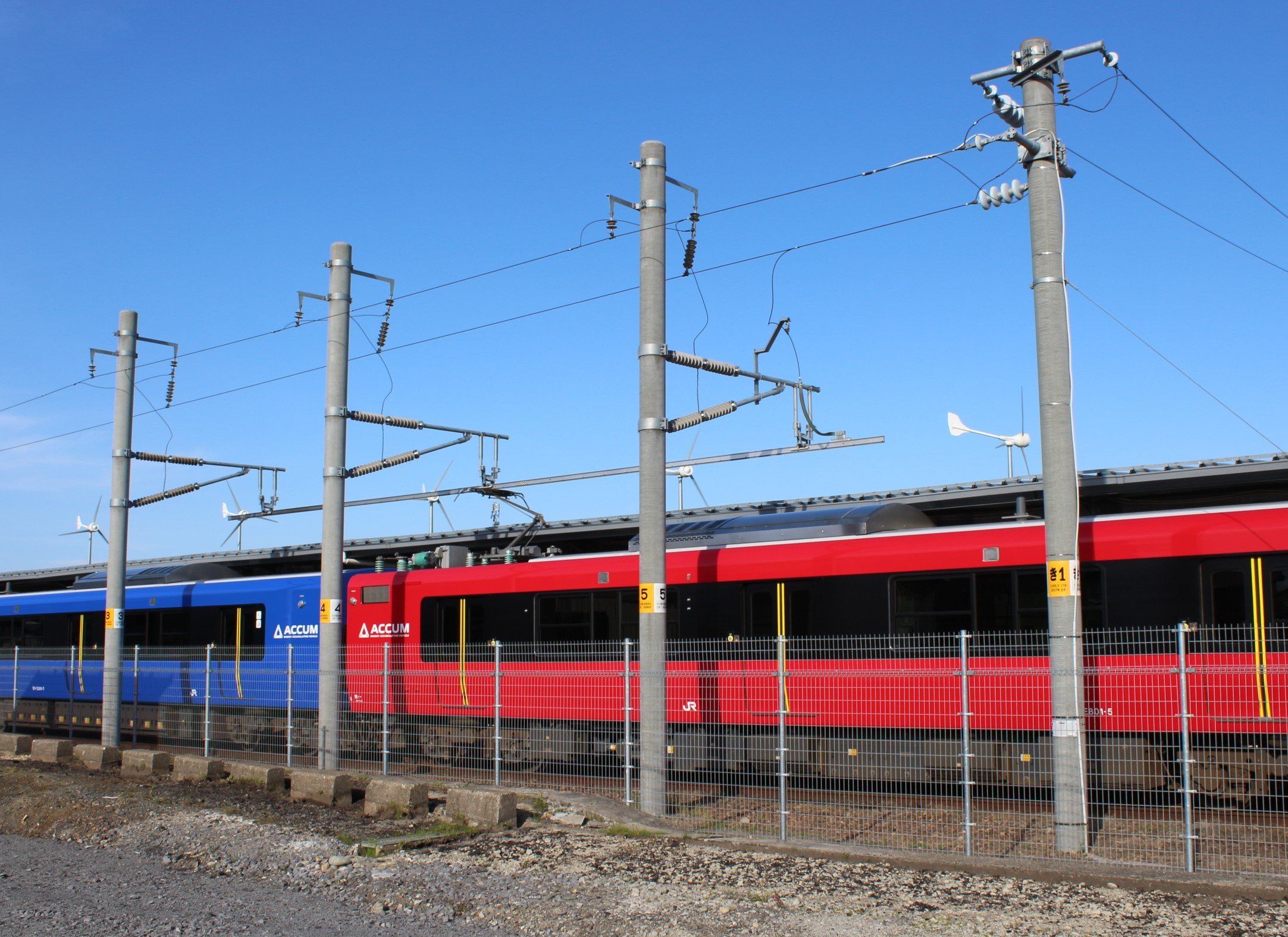
Station de recharge BEMU
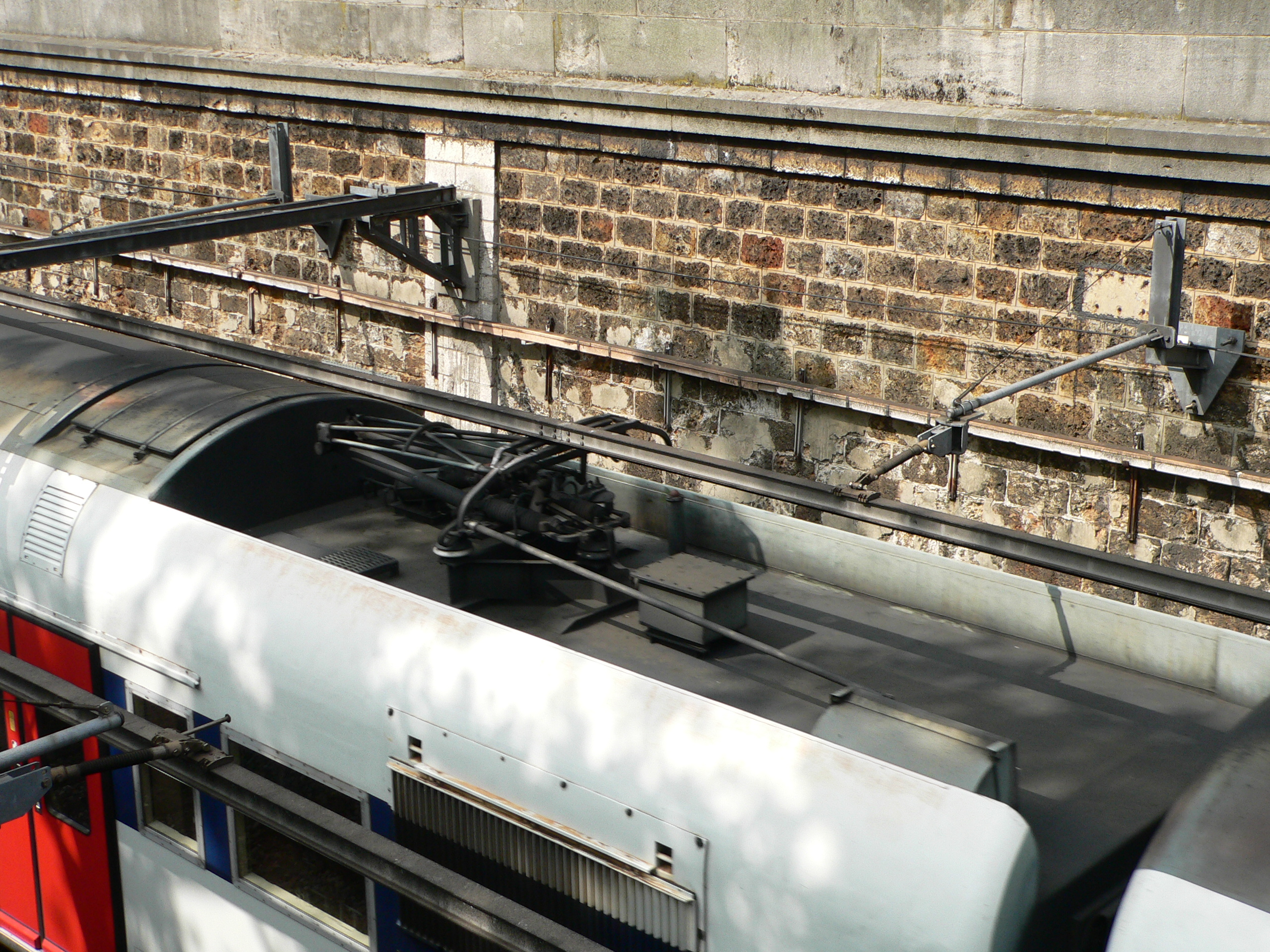
Profilé aérien de contact (PAC) sur RER C à Paris
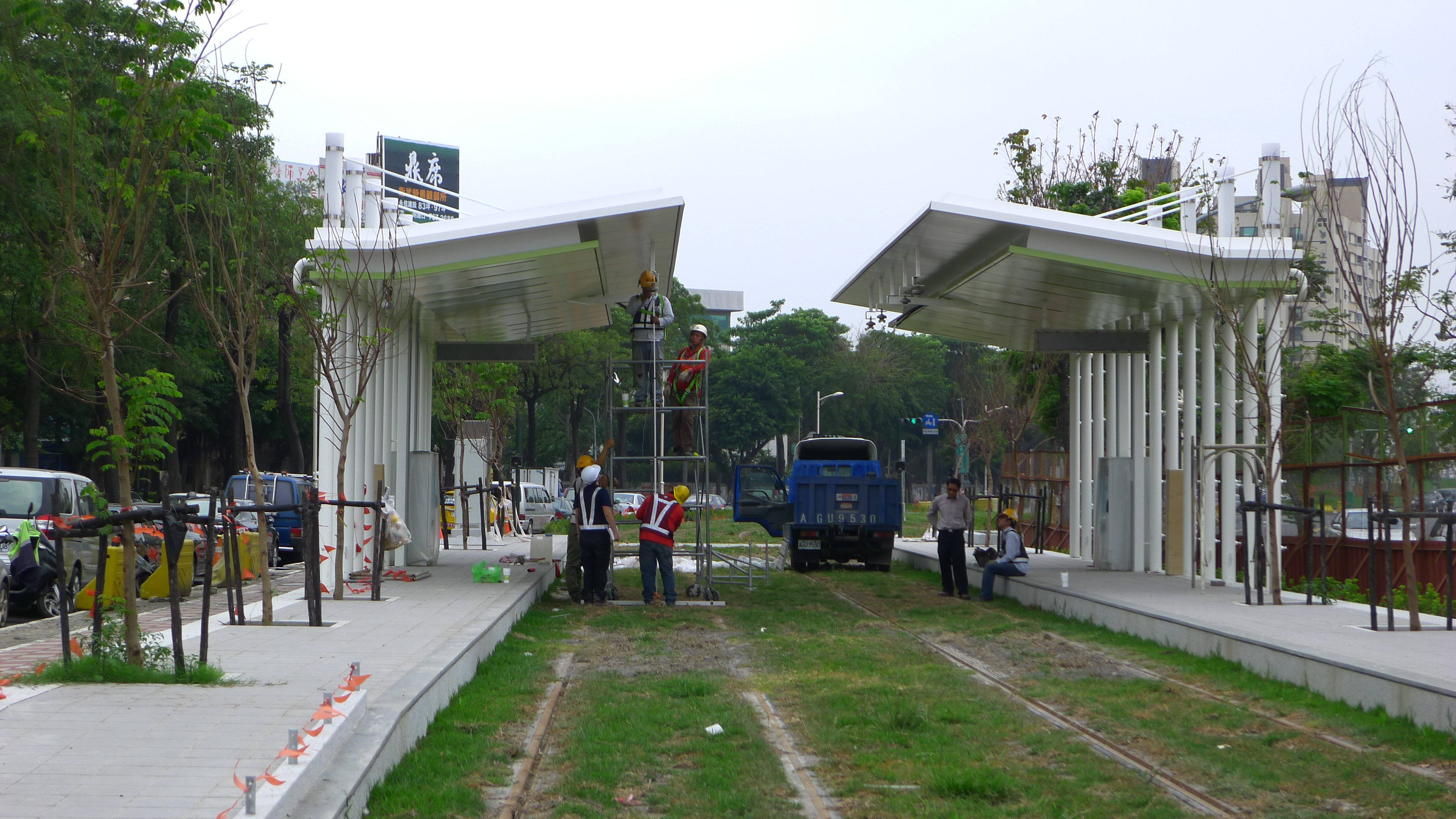
Installation des profilés aériens de contact pour la recharge à un arrêt de tramway à Kaohsiung

### Autres alimentations
Des systèmes plus complexes ont existé ou existent encore. Ils faisaient ou font appel à :
- Une caténaire désaxée pour le chargement de minerais ou pour cohabiter avec un autre système d'alimentation comme au SZU
- Une caténaire double en Courant Continu, de la même façon que pour les bus trolley
- Une caténaire double ou triple en Courant Alternatif triphasé le plus souvent. Dans le cas de la caténaire triphasée à double fil, le rail est à une phase (et le neutre n'est donc pas nécessairement au potentiel de la terre)

Leur complexité, en particulier dans les aiguillages, fait qu'ils ne sont plus la norme. L'alimentation triphasée est également rendue obsolète par les convertisseurs adaptant tension et fréquence aux moteurs pour un pilotage plus fin et efficace.

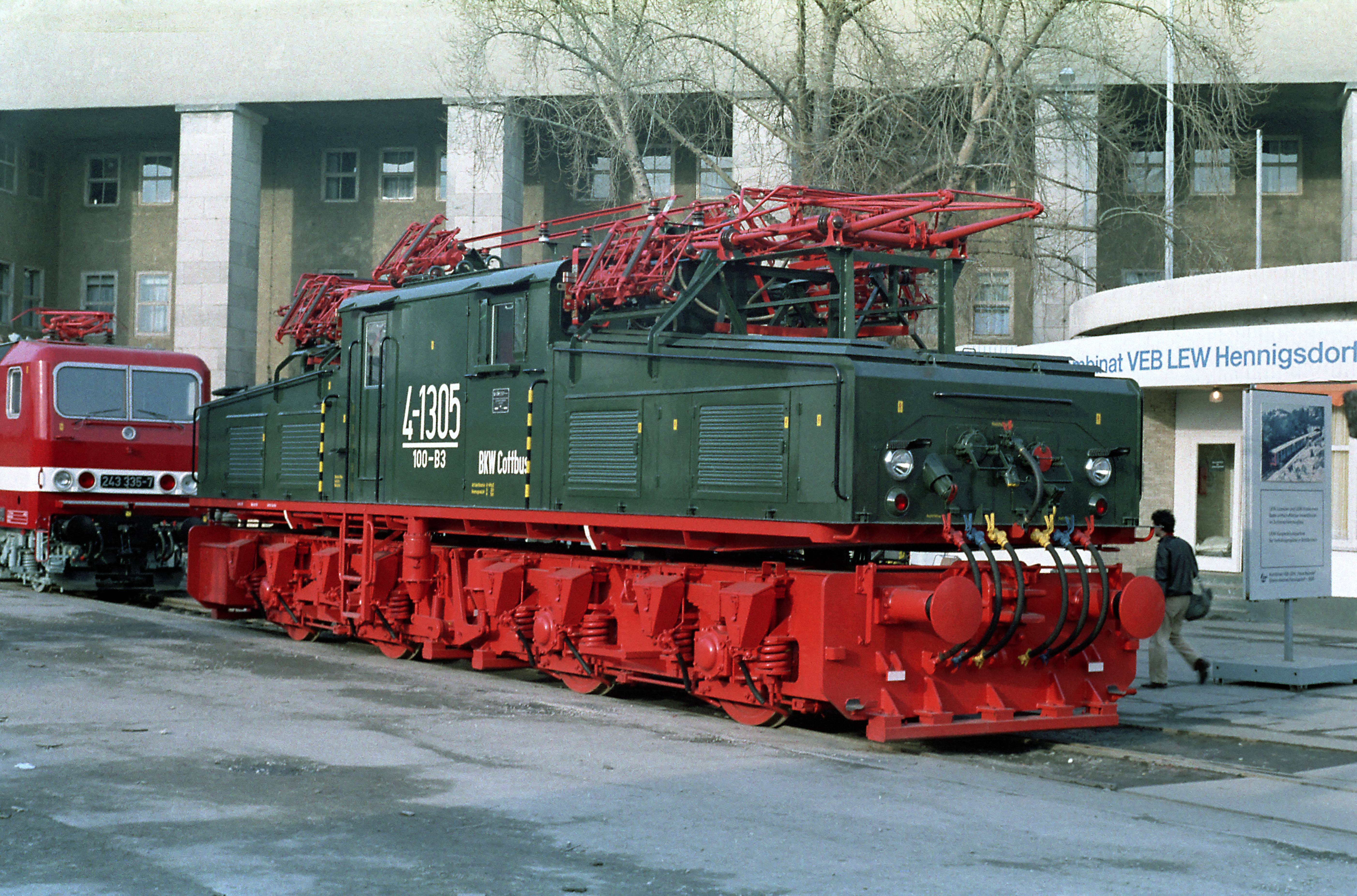
Locomotive minière avec le pantograph et le fil de contact désaxés pour permettre le chargement
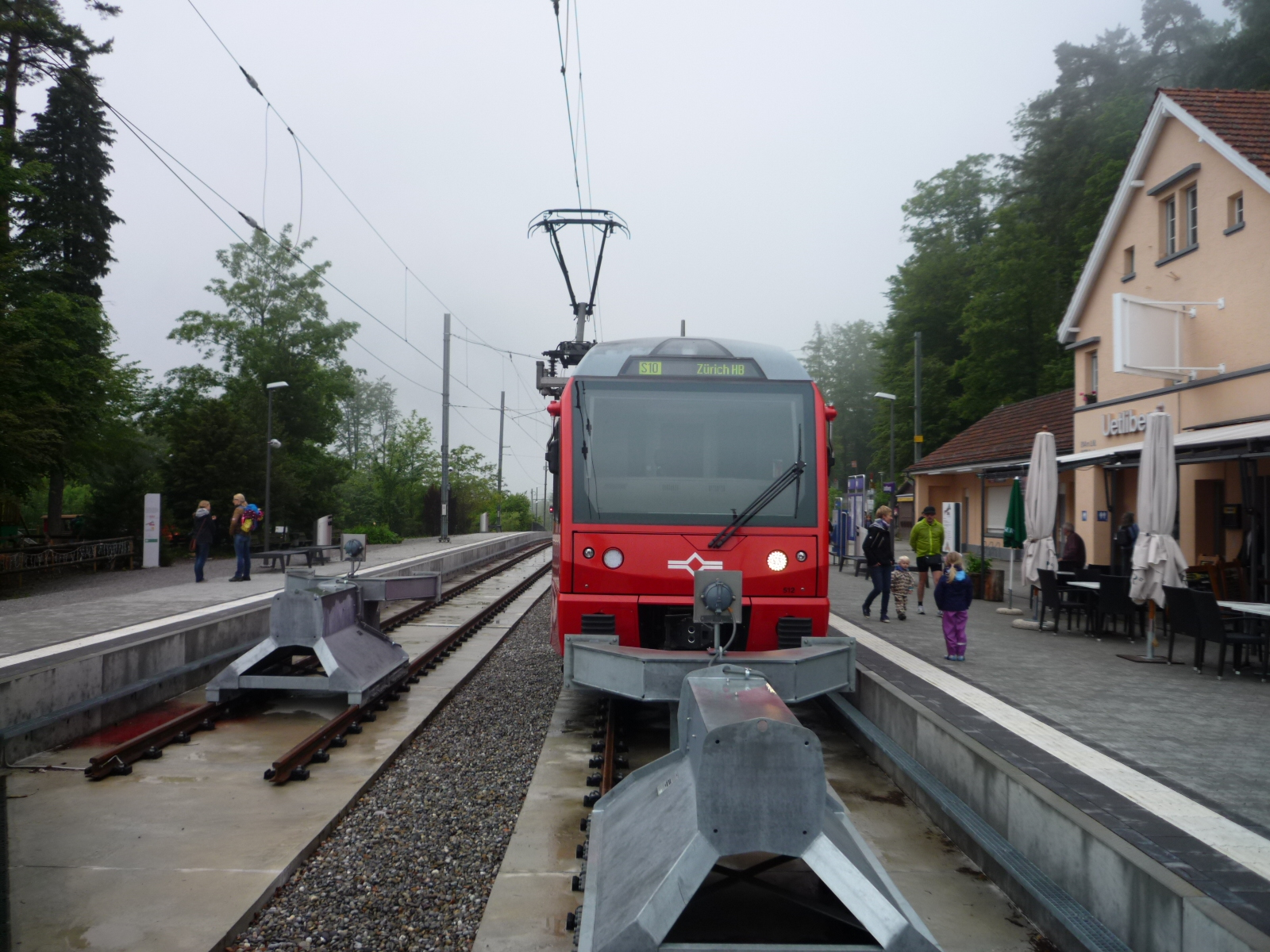
Pantographe 1200 Vdc désaxé des SZU
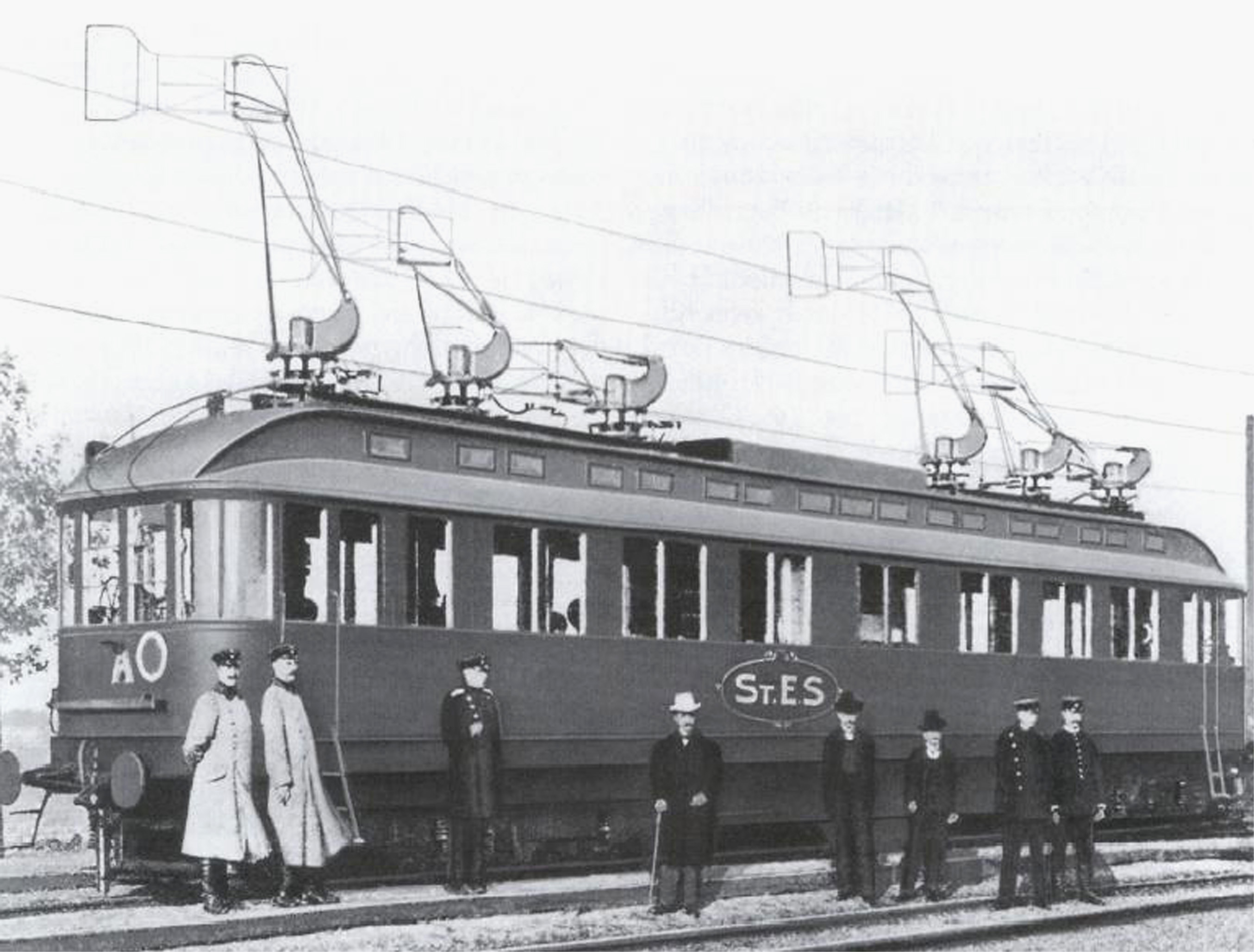
Automotrice triphasée AEG
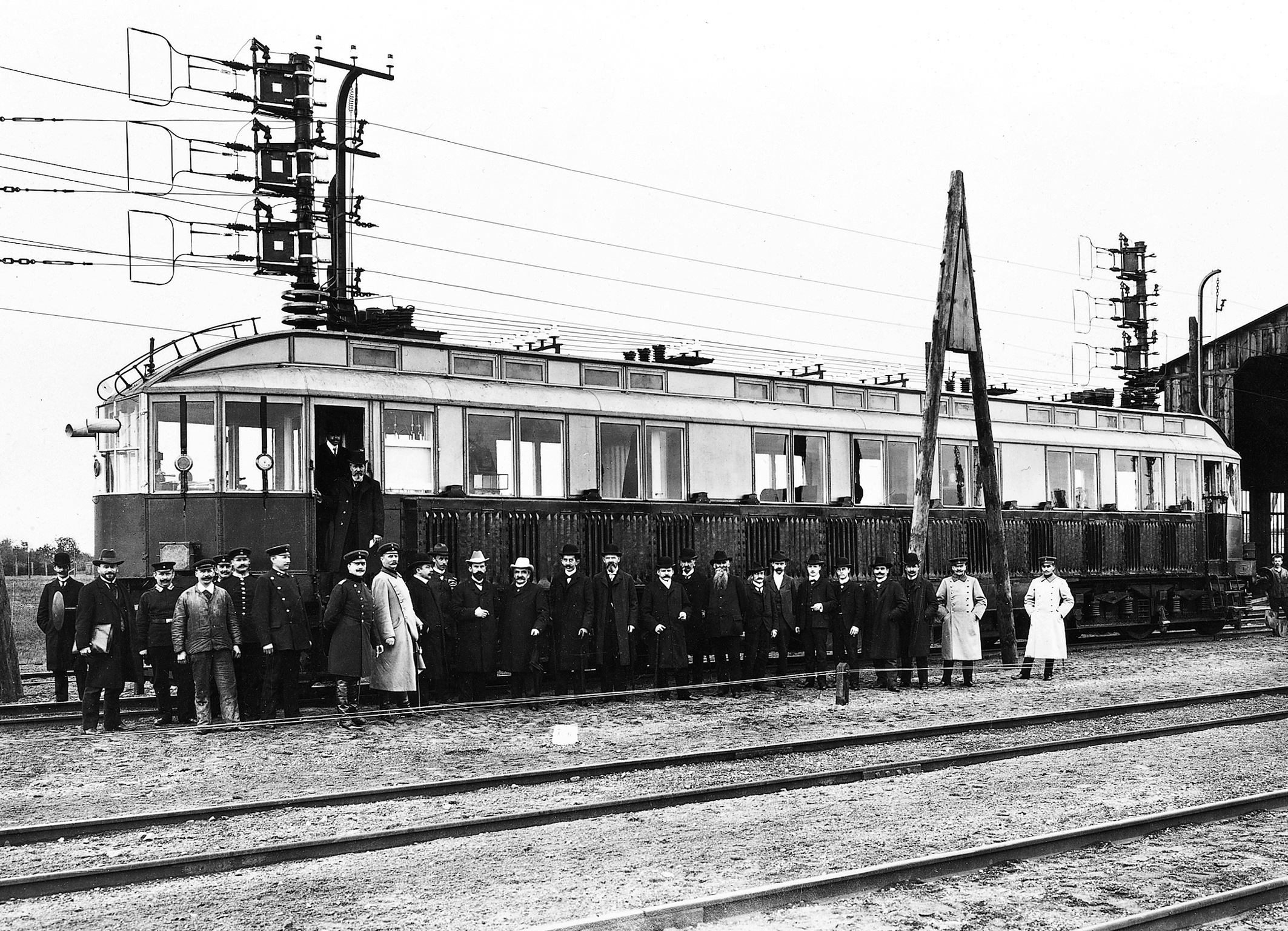
Automotrice triphasée Siemens
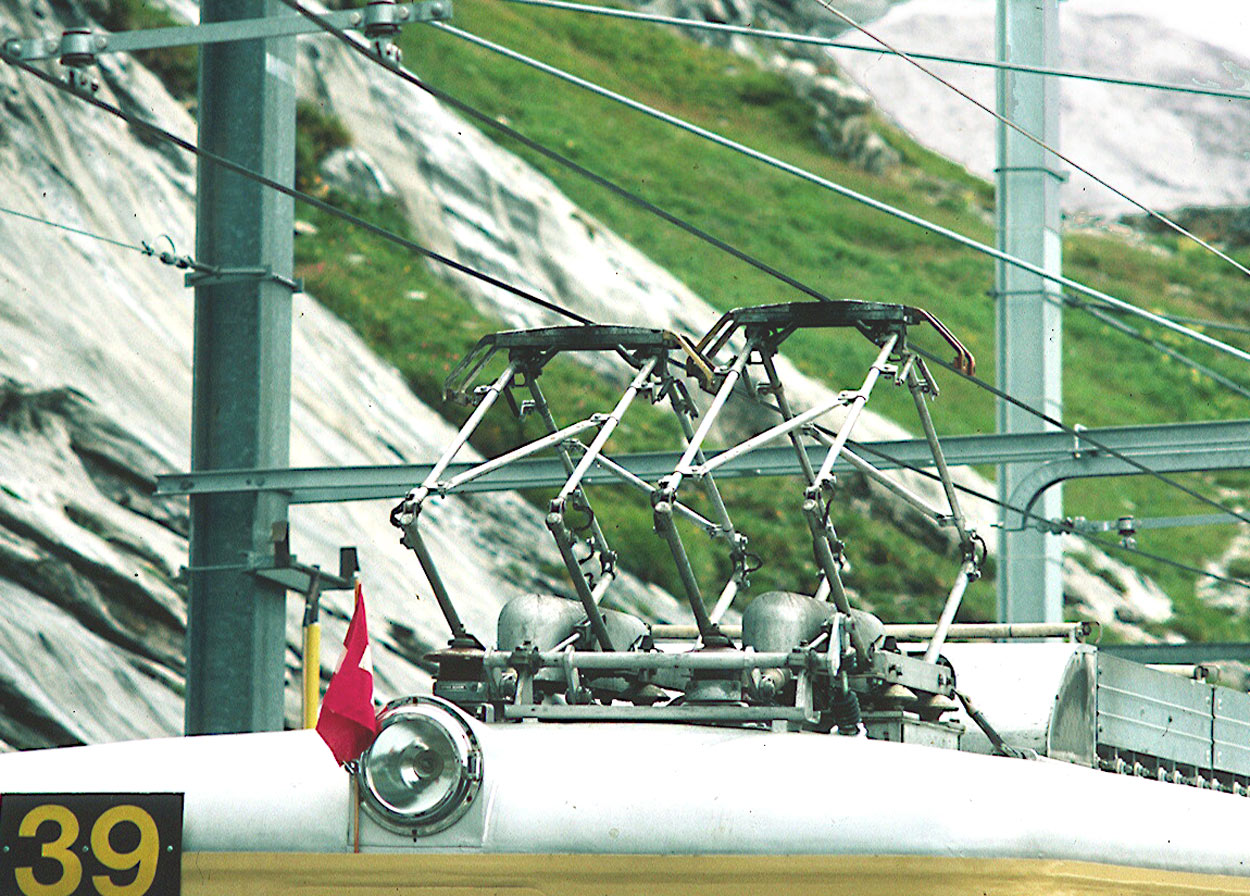
Alimentation bipolaire aux Jungsfraubahn

## Actuateur, performance et contrôle-commande

### Les actuateurs
Les actuateurs peuvent être classés en deux types: bi-stables (sans énergie le pantographe reste haut grace à des ressorts) et monostables (sans énergie, le pantographe redescent).
On compte parmi les solutions:
- les tringleries (corde, leviers...) imposant parfois le pantographe de la cabine de tête
- les vérins pneumatiques, soit fixés sur la toiture (à la masse et donc actionnant la tringlerie du pantographe au travers d'un isolateur) soit intégré au pantographe (la tuyauterie pneumatique joue alors le rôle d'isolateur)
- les actionneurs linéaires, pouvant être composés d'une vis sans fin
- les coussins (ou soufflets) pneumatiques (similaire à ce qu'on trouve pour isoler des machines à forte vibrations) et guidés en partie par des leviers et élingues jusqu'à la came du bras inférieur

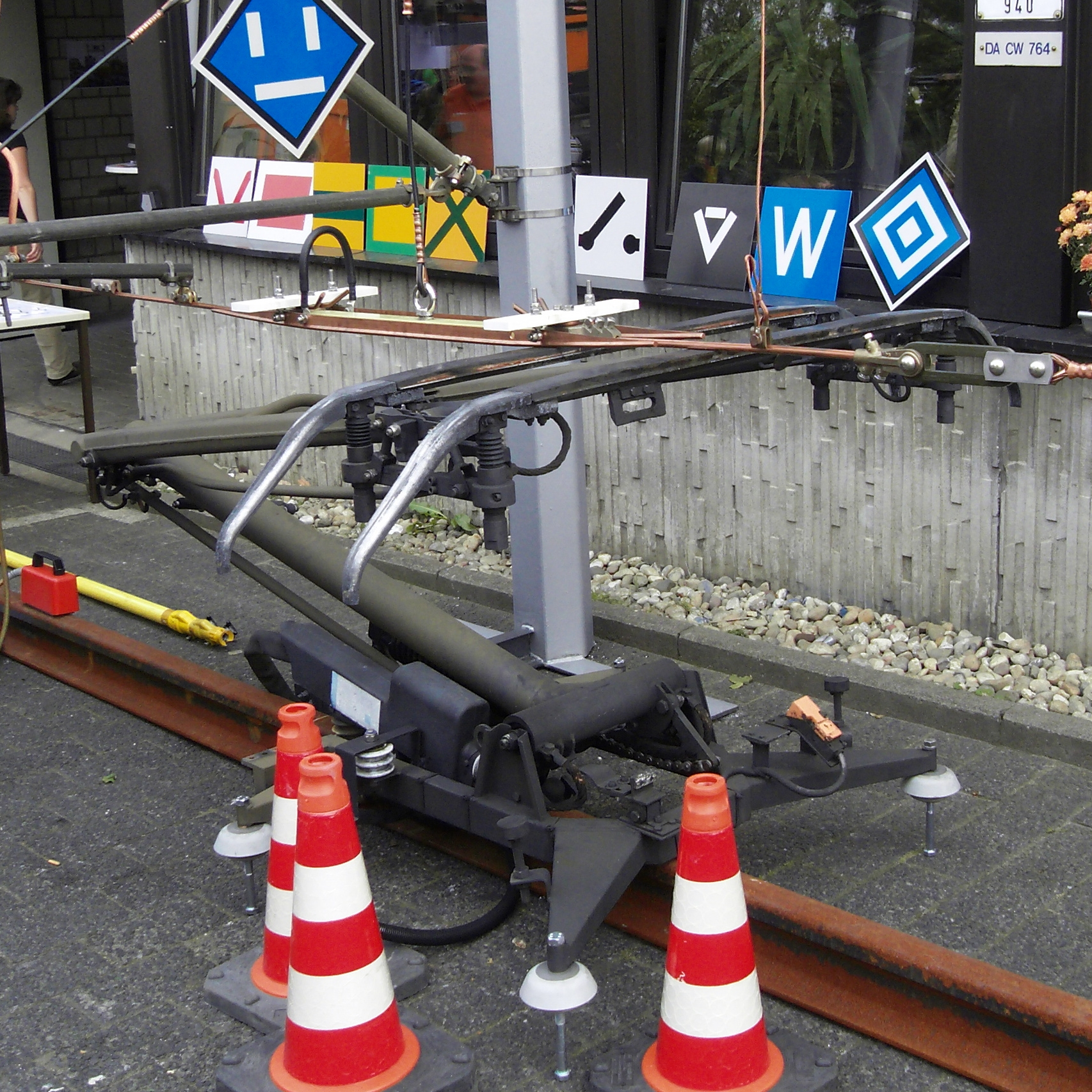
Pantographe à moteur linéaire
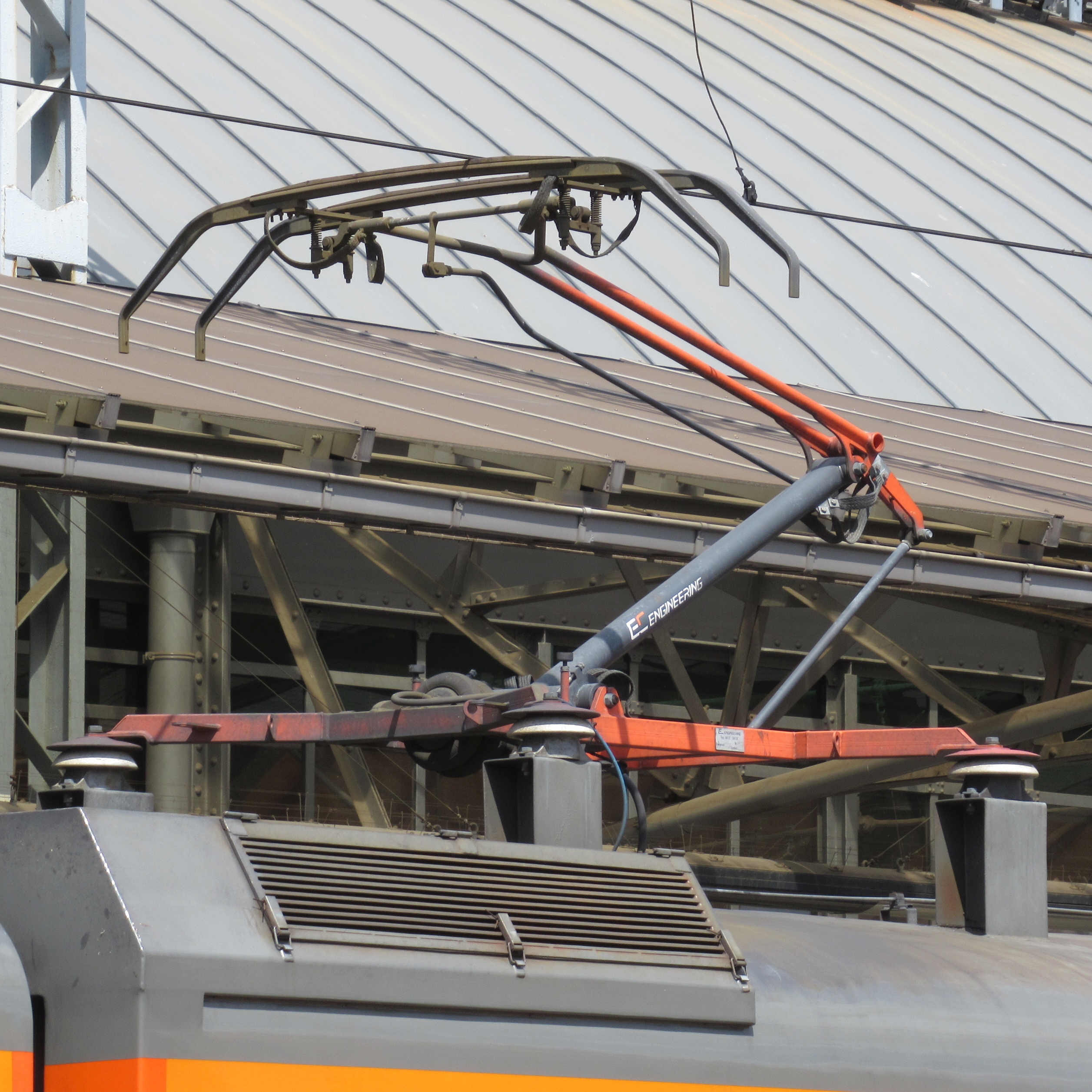
Pantographe à soufflet/coussin pneumatique
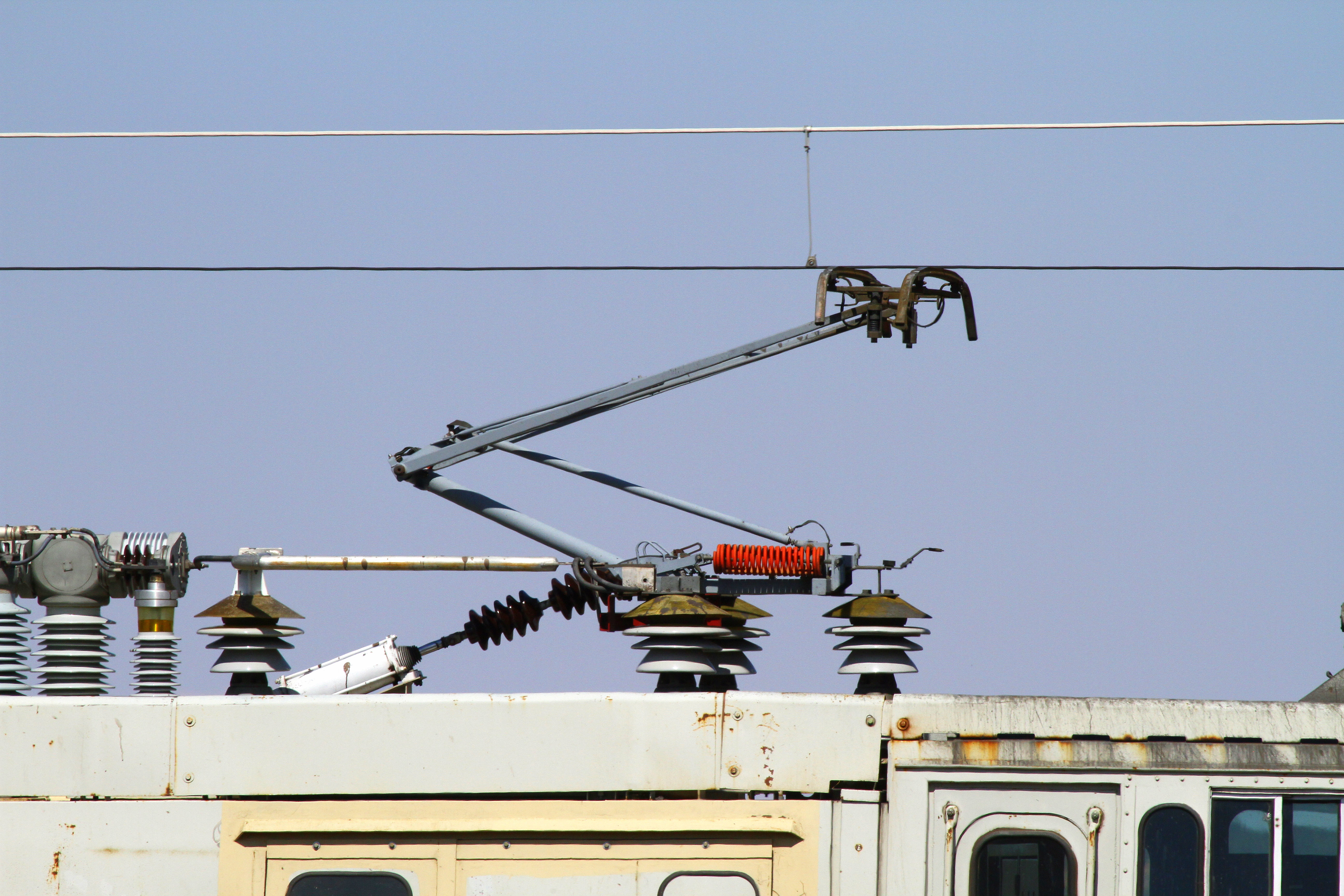
Pantographe avec piston/vérin pneumatique
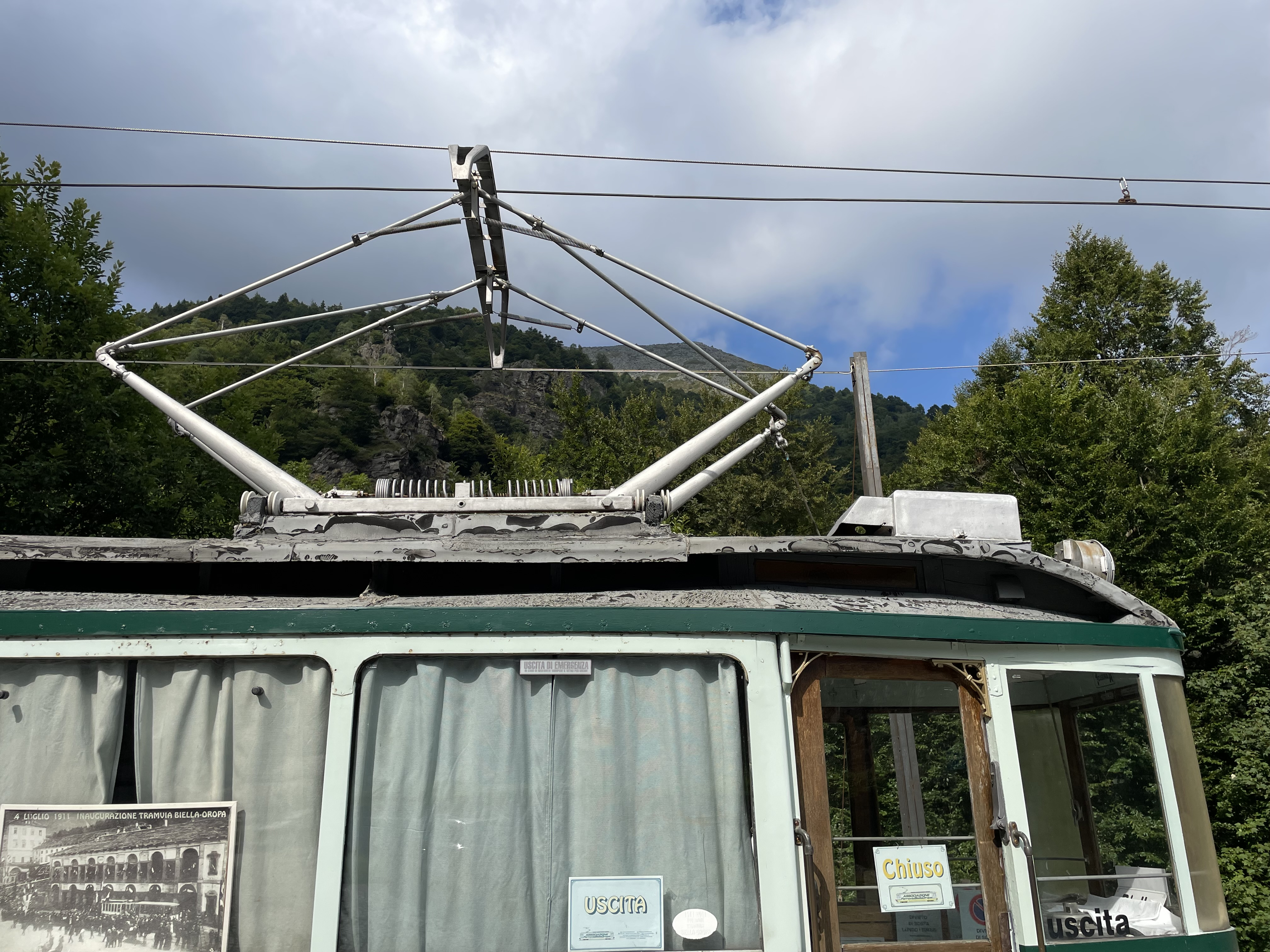
Pantographe à levage par ressort et descente par corde (visible en cabine)

### Contrôle-commande
Suivant le type d'actuateur (électrique, électro-pneumatique) ou de fonctionnement (mono-stable ou bistable), la vitesse et les tensions (donc des pressions différentes), le contrôle-commande sera plus ou moins complexe.
Une commande électropneumatique sur base d'électrovanne et de régulateur de pression permet par exemple de choisir différents niveaux de pression suivant la vitesse, la tension électrique, la direction et le nombre de pantographes levés.
Sur TGV, la commande électro-pneumatique est même régulée de façon continue suivant les paramètres pré-cités.

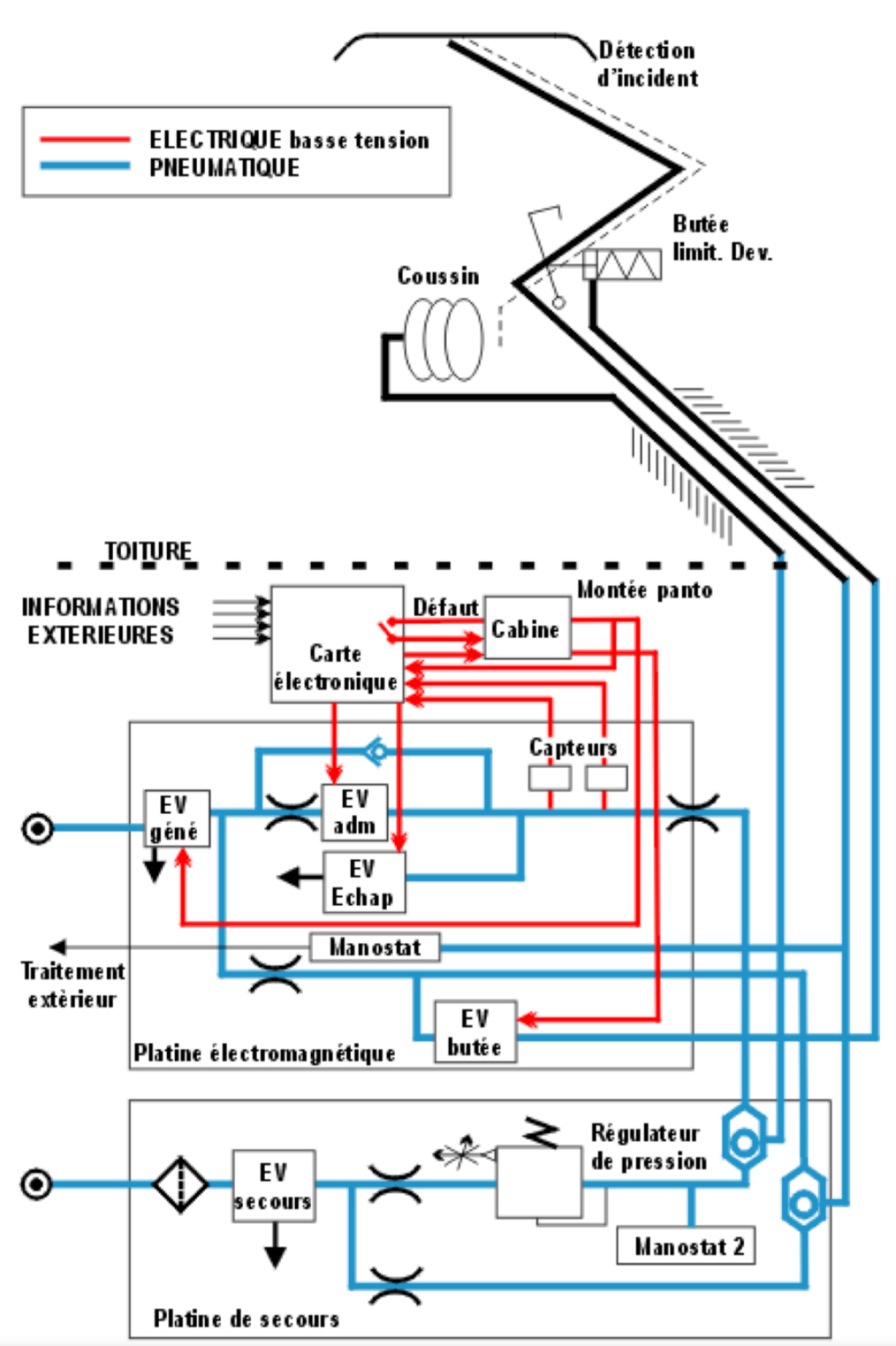
Schéma électro-pneumatique du pantogaphe de TGV Faiveley Cx

### Vitesse
Le pantographe en forme de « Z » (ou dit aussi « Faiveley ») permet une qualité de captage de l'électricité améliorée à des vitesses plus élevées que celui en forme de losange.
Avec l'augmentation de la vitesse des trains, les modèles de pantographes ont été améliorés ; le nombre de pantographes par train a été augmenté alors que l'intervalle entre pantographes de train a été réduit, tout en recherchant une réduction de l'usure et des frais d'entretien.
Plus le train est rapide, plus trois types de bruits augmentent : bruit de frottement, bruit d'arc électrique et bruit aérodynamique. On a donc aussi cherché à rendre plus silencieux les pantographes (en diminuant les frottements et les claquements des arcs électriques), par exemple pour le Shinkansen. Il est possible de réduire le bruit du pantographe par des câbles de connexion haute-tension connectant les pantographes entre eux et par des déflecteurs ou caches de pantographe, ainsi que par une conception adaptée de la forme (design) du pantographe.

### Effort aérodynamique
Plusieurs ailerons peuvent équiper la tête du pantographe (au-dessus ou en-dessous de la suspension) ou encore le bras (comme sur les pantographes Brecknell & Willis). Ceux-ci permettent de maitriser l'effort de contact moyen dans une plage suivant la tension et la vitesse et d'assurer un décollement minimum tout en limitant le soulèvement, en particulier celui des bras d'inscription.
Suivant la direction du roulage (genou en avant ou en arrière), la signature aérodynamique du pantographe et/ou du train amène plus ou moins de portance. Au moins un aileron peut contribuer, suivant son angle d'attaque et sa largeur en particulier, à ajouter ou retirer de la portance. L'autre aileron, destiné à jouer le même rôle dans l'autre direction, devra avoir une influence faible ou négligeable.

Sur certains trains, en particulier à grande vitesse (comme le TGV), la pression du coussin pneumatique est pilotée électroniquement suivant plusieurs paramètres, permettant d'éviter l'ajout d'ailerons.

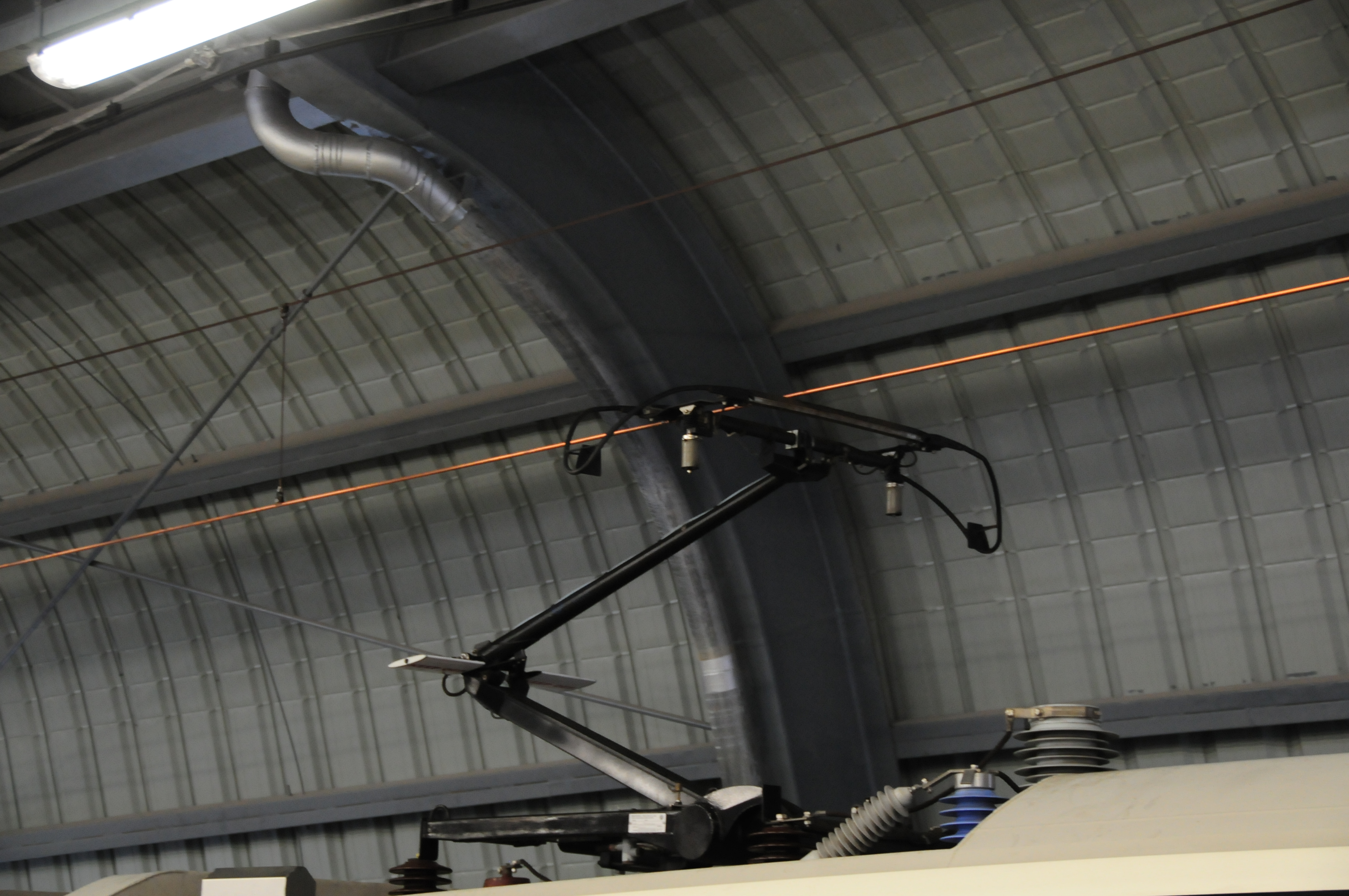
Pantographe Brecknell Willis avec ses ailerons caractéristiques au genou

### Effort dynamique au fil de contact
La force de contact entre le fil peut être influencée par l'effort statique (l'effort engendré par l'actuateur), l'aérodynamique, le modèle masse-ressort du pantographe et la réaction du fil de contact . 

### Pantographe pour train pendulaire
Sur train pendulaire, le pantographe est soit fixé à une structure reliée au bogie (exemples ci-dessous en image), soit monté sur un dispositif le déplaçant à l'opposé de la caisse (comme avec des courroies sur Pendolino en Grande-Bretagne).

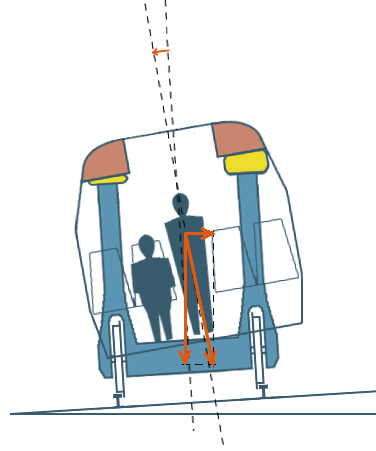
Structure bogie remontant en toiture sur certains pendulaires
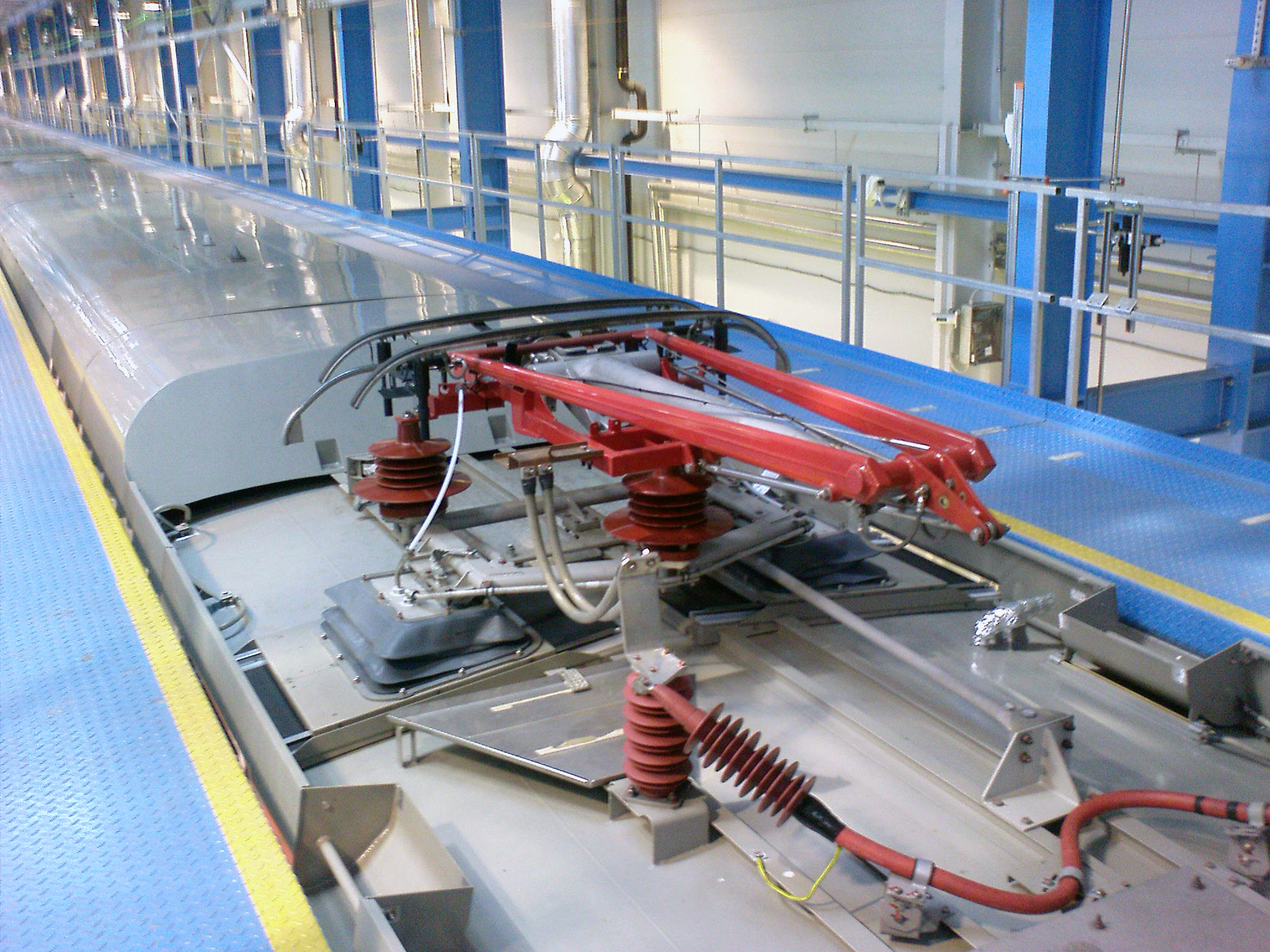
Pantographe de train pendulaire fixé sur structure bogie
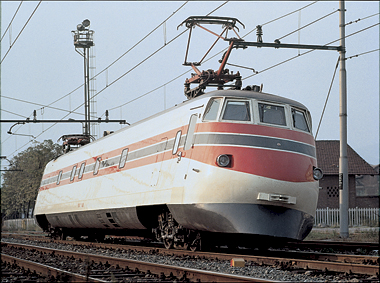
FIAT Y 0160 avec son pantographe levé, relié au bogie

## Qualité de captage

### Soulèvement
Le soulèvement du fil de contact au passage des pantographe est limité à environ 10 cm suivant les infrastructures,, afin de ne pas dépasser les gabarit électriques et mécaniques, en particulier les mouvements limités des bras de rappels.
Celui-ci est mesuré par un poste fixe instrumenté ou de mesures laser ou vidéos, au niveau des poteaux ou au milieu d'une portée.

### Phénomène d'arc électrique

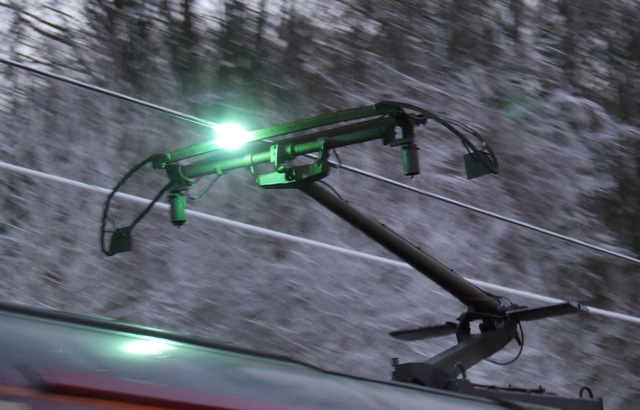
Arc formé par le décollement du contact et la formation d'un plasma

Le contact glissant entre le pantographe et la caténaire est un contact imparfait. Pendant le déplacement du train et à cause de la vibration, le pantographe se décolle fréquemment et durant quelques fractions de secondes de la caténaire, engendrant un phénomène d’arc électrique.
Ces arcs sont sources de nuisance sonore et représentent une menace en matière de compatibilité électromagnétique, pour la majorité des systèmes électroniques dans le train ou voisinant la voie ferrée comme le GSM-R, le circuit de voie ou les systèmes de télécommunication.
Cette menace est due au fait que plusieurs perturbations, se caractérisant par un large spectre fréquentiel et une forte puissance, sont émises lors de ce phénomène et peuvent influencer le fonctionnement des systèmes cités ci-dessus.
Les principales causes de ce phénomène sont :
- les défauts mécaniques de la caténaire ;
- la vitesse du train qui favorise les vibrations ;
- en hiver, la formation d'une couche de glace sur la caténaire. Dans cette condition, la puissance et la fréquence des arcs augmentent fortement[31].
- l'humidité, favorisant la conduction de l'air lors d'un décollement
- certains trains utilisent deux pantographes simultanément, sur la même unité ou sur chaque unité. Le passage des premiers pantographes provoque des ondulations de la caténaire qui causent le décollement au passage des suivants.

### Simulation et validation de l'effort au fil de contact
Sur grandes lignes et lignes LGV en Europe, il est prévu d'obtenir un modèle masse-ressort du pantographe après passage sur banc suivant l'EN 50318.
Une modélisation de la caténaire est également réalisée à partir de ses paramètres géométriques (espacement des mats, tension dans les fils, masse linéique, etc.) et permet une simulation de l’interaction entre les pantographes et la caténaire  afin de pré-déterminer la qualité de captage (efforts et soulèvement en particulier) et de choisir la configuration (distance entre pantographes) la plus défavorable pour les essais en ligne.

### Banc dynamique
Des bancs à roue tel que celui de PoliMi  permettent en roue d'estimer les usures du fil de contact et/ou des bandes au travers des usures mécaniques (frottement, effet Joule) et électriques (arcs). D'autres comme l'université de Huddersfield permettent caractériser le comportement fréquentiel du pantographe vis-à-vis du fil.
L'EN 50318 caractérise la méthode de caractérisation du modèle et de simulation sur caténaire, tandis que l'EN 50317 précise les méthodes d'essais.

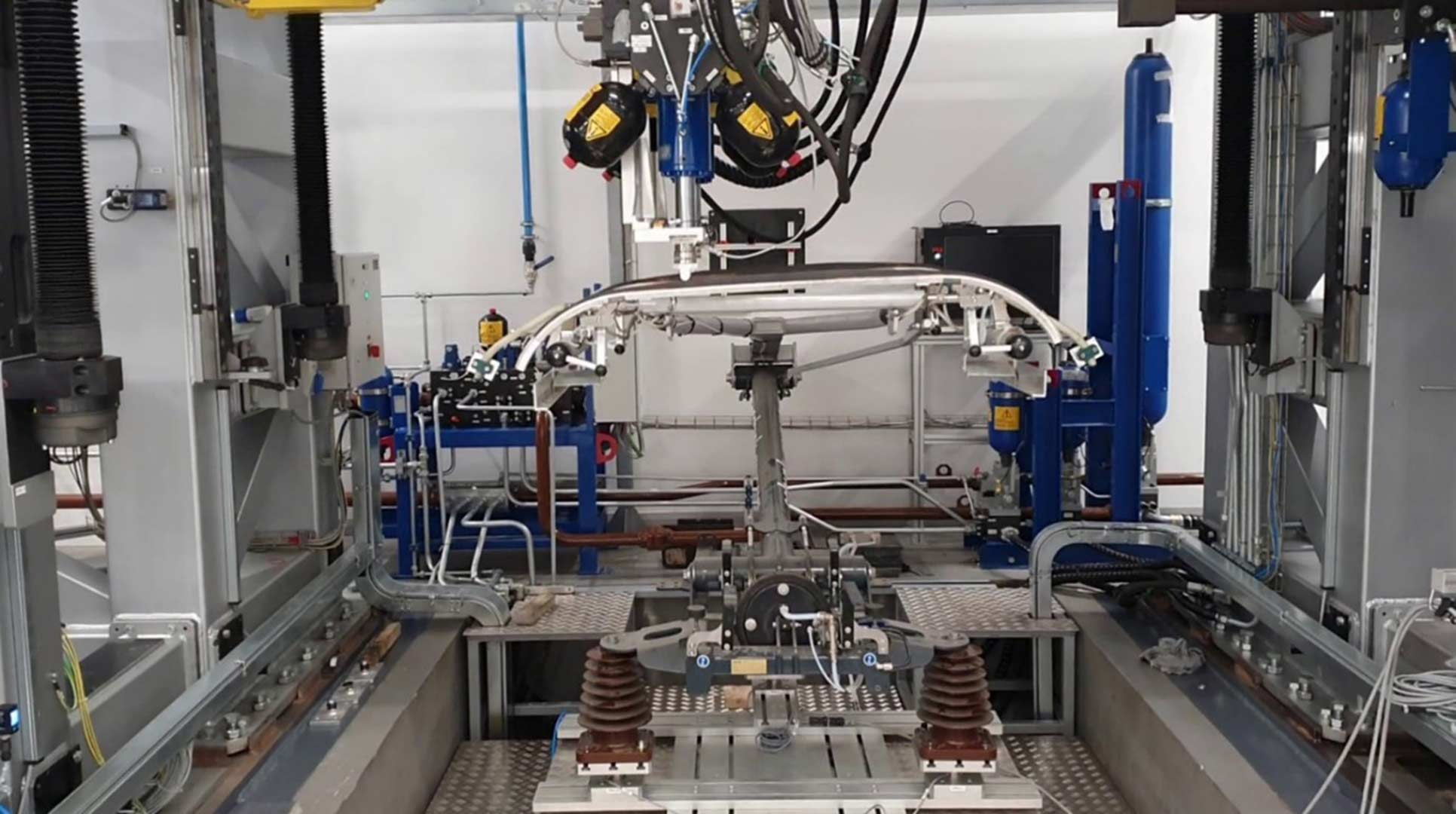
Banc de caractérisation dynamique de l'université de Huddersfield

## Fonctions connexes

### Dispositif de descente automatique (en cas de rupture des bandes)
Si la bande de contact sur le pantographe est usée ou détruite, ou éventuellement ses cornes, le pantographe peut arracher la caténaire. Un dispositif pneumatique ou mécanique peut être installé pour détecter leur rupture et commander la descente du pantographe.
Dans sa version la plus rapide, le dispositif de descente automatique du pantographe (ADD pour Automatic Dropping Device en anglais, parfois aussi appelé Pantograph Dropping Device), imposé sur certains trains, limite également les risques ou les dégâts.
En Europe, au-delà d'une certaine vitesse et/ou avec plus d'un pantographe utilisé par unité, les pantographes grande ligne doivent disposer d'un dispositif de descente automatique.

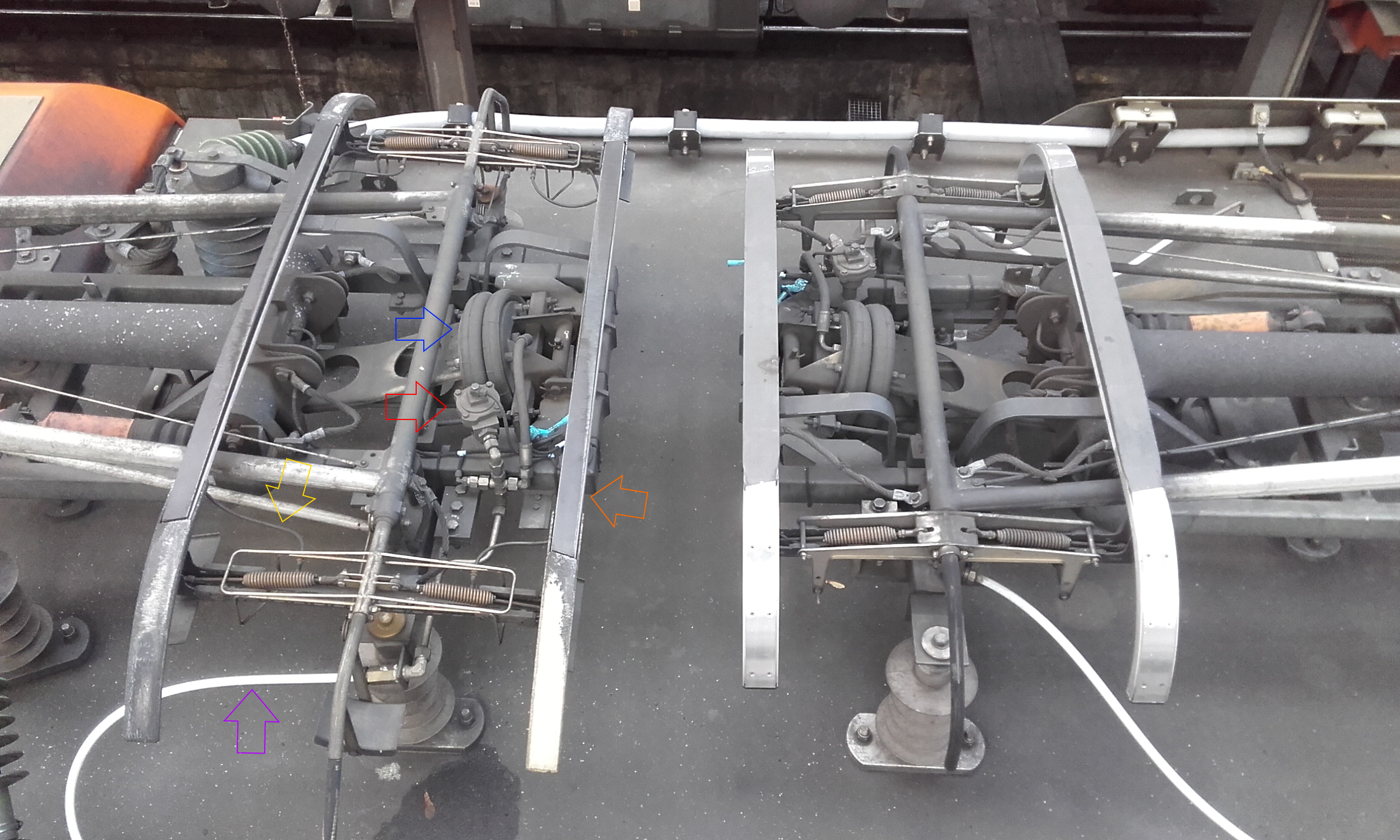
Vue de deux pantographes équipés d'un système ADD (original PetrS)

La photo montre les différents composants participant au sytème ADD :
- Flèche violette : l'alimentation du pantographe en air par le train (tuyau isolant)
- Flèche bleue : le coussin pneumatique, actuateur permettant la monter du pantographe au travers d'élingue reliées à une came sur le bras inférieur
- Flèche rouge : une vanne d'échappement rapide à membrane. Elle met le coussin à l'échappement lorsque le circuit ADD est ouvert.
- Flèche jaune : le circuit ADD à proprement parler qui relie la vanne ADD jusqu'à chacune des bandes de contact. Les tuyaux de petit diamètre parcourent la tête et les bras.
- Flèche orange : bande de contact carbone équipée d'un tube ADD fermé (les cornes peuvent également en être équipées).

Lors d'un choc suffisamment important (validé par un essai) entre la caténaire et la bande, le circuit s'ouvre, la pression baisse dans le circuit ADD, la membrane de la vanne ADD se soulève (par différence de pression) et l'air du coussin est mis à l'échappement. Le débit d'échappement doit être supérieur à l'alimentation en air. Ainsi, la pression dans le coussin baisse rapidement et le pantographe s'abaisse.

### Observation des pantographes et de l'infrastructure
En complément du dispositif ADD ou de capteurs, des moniteurs de pantographe peuvent être installés sur tout ou partie d'une flotte de train. Ceux-ci équipent aussi les trains d'auscultation des voies. 
D'autres dispositifs avec capteur d'effort, d'accélération, LIDAR, profilomètre laser ou caméra permettent de détecter des défauts d'installation ou de vieillissement de la caténaire. Par exemple, le projet CAMESCAT à la SNCF équipe un engin d'auscultation des voies à "haute vitesse".

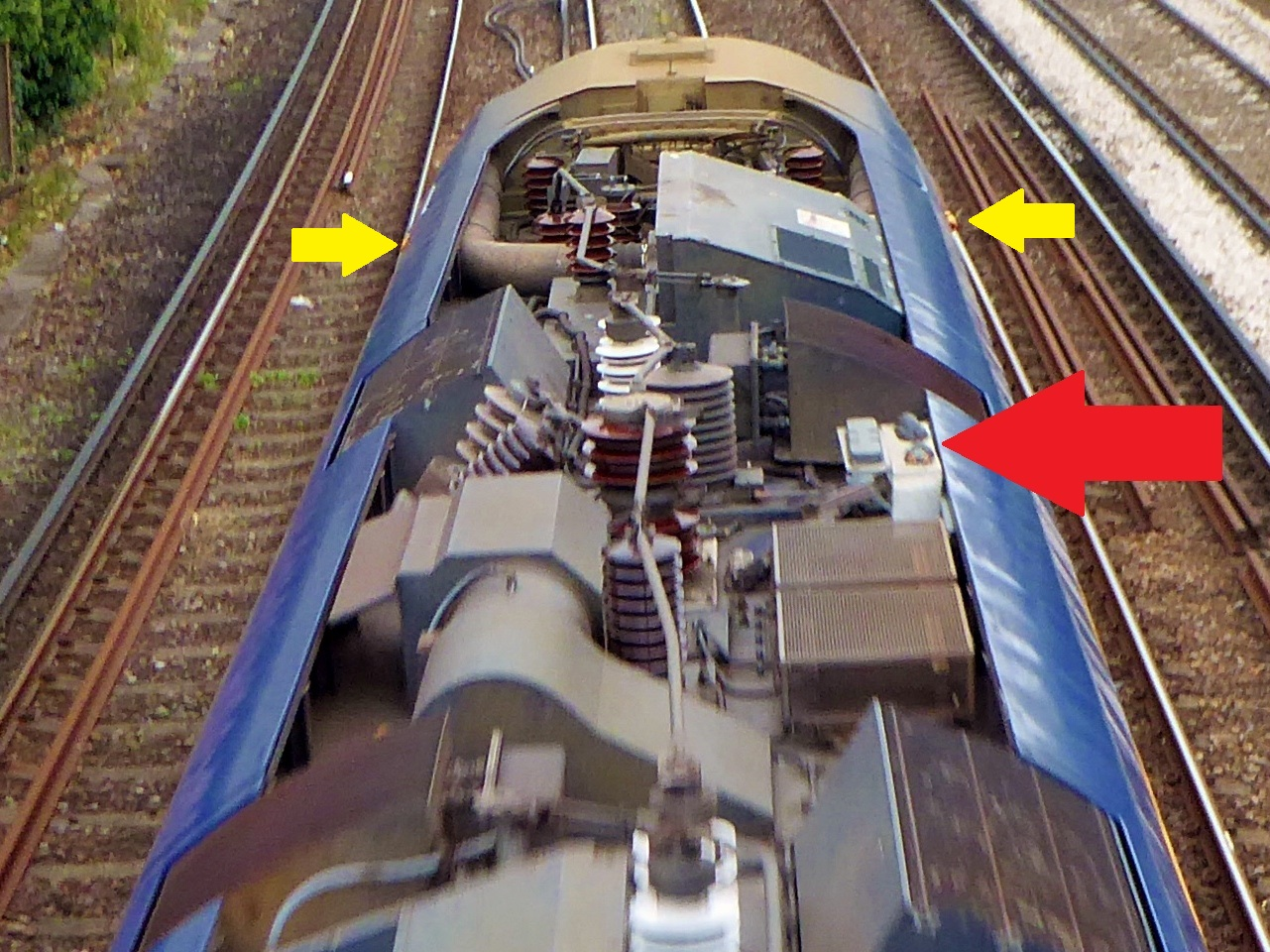
Dispositifs de caméra en toiture pour observer le pantographe depuis l'intérieur du train ou l'enregistrer.

### Limitation de hauteur
L'EN 50122-1 demande à limiter l'extension des pantographes en cas de rupture du fil de contact. Cela est réalisable par des butées fixes entre le châssis et du pantographe et le bras inférieur.
Des butées mobiles existent également :
- La SAM E903[40] demande dans certaines conditions que le pantographe soit limité en hauteur sur ligne LGV.
- Aux Pays-Bas, les ponts sans caténaires (souvent amovibles) sont traversés pantographe haut, ce qui nécessite une butée.
- Au Danemark, les règles du réseau imposaient une limitation de la hauteur[41].

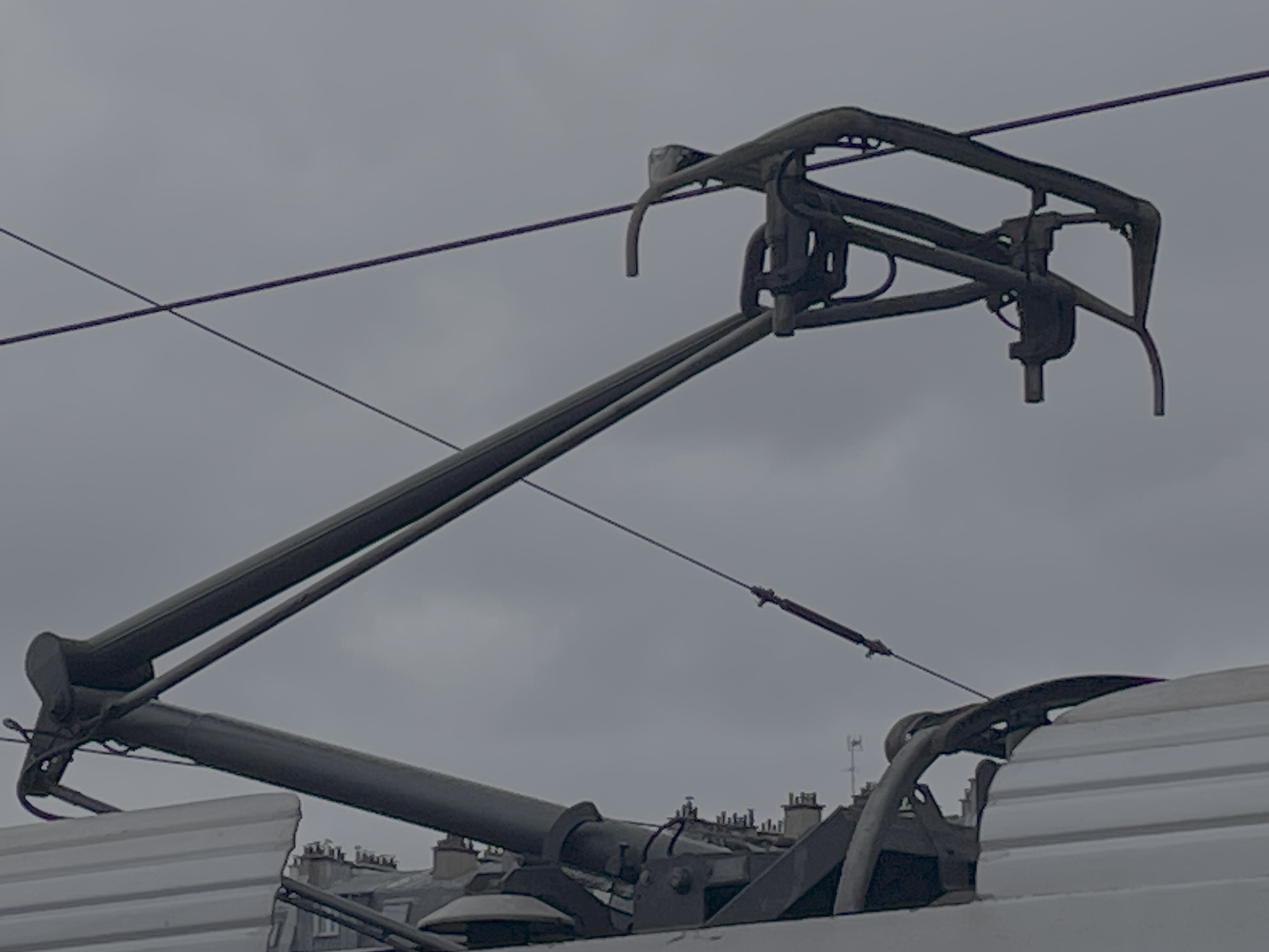
Pantographe TGV équipé de sa butée pilotée (en bas)

### Mise à la terre de la toiture
La plupart du temps, le train peut être mis à la terre au travers d'un sectionneur manœuvrable à l'intérieur du train. Il existe néanmoins des pantographes équipés d'un support permettant d'y accrocher une perche de mise à la terre reliée au rail. Cela permet d'éviter tout potentiel dangereux sur la toiture venant de la traction (condensateurs par exemple) et par exemple autoriser la montée grâce à une échelle pour inspection après un incident.

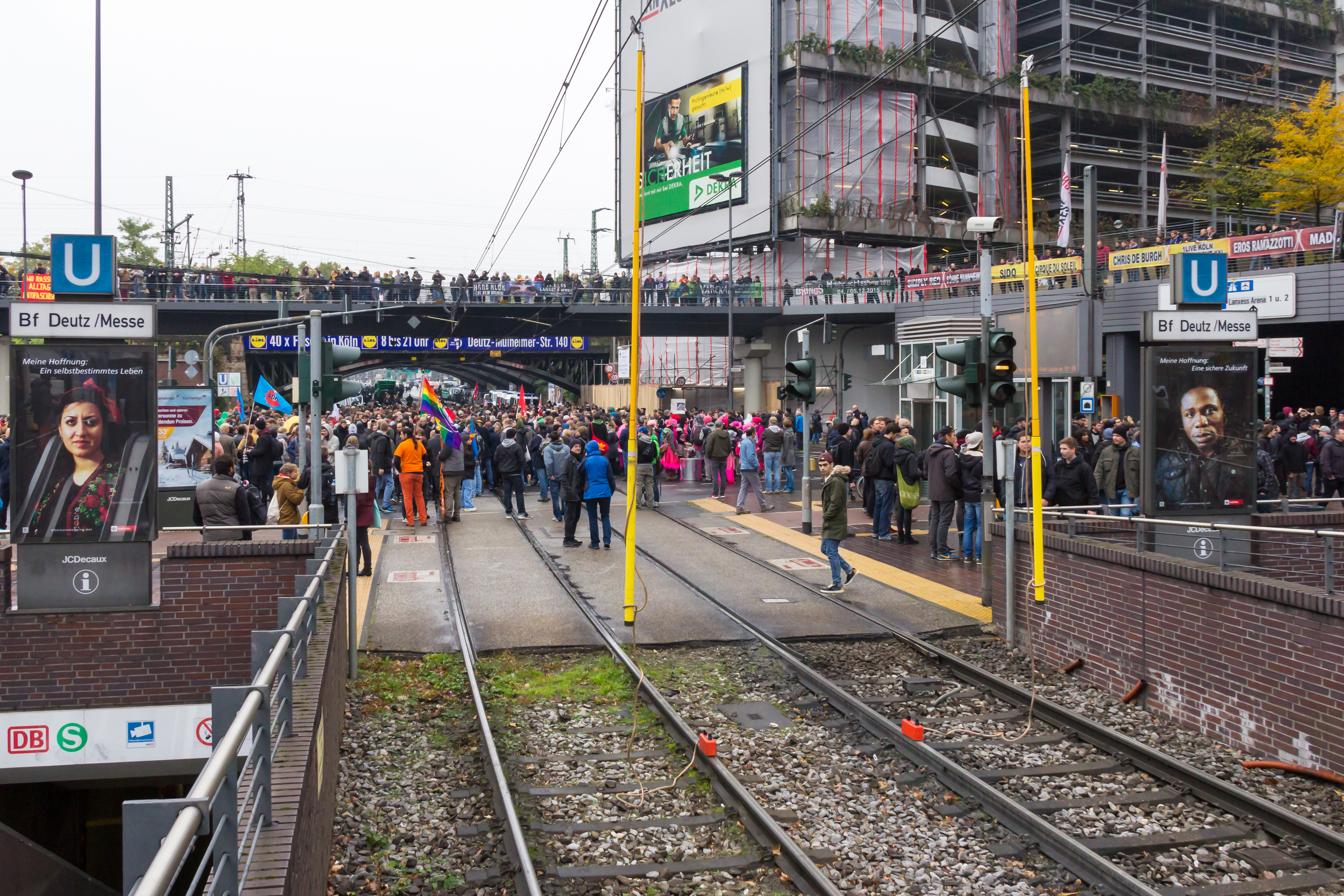
Perche de mise à la terre installées entre le fil de contact et le rail
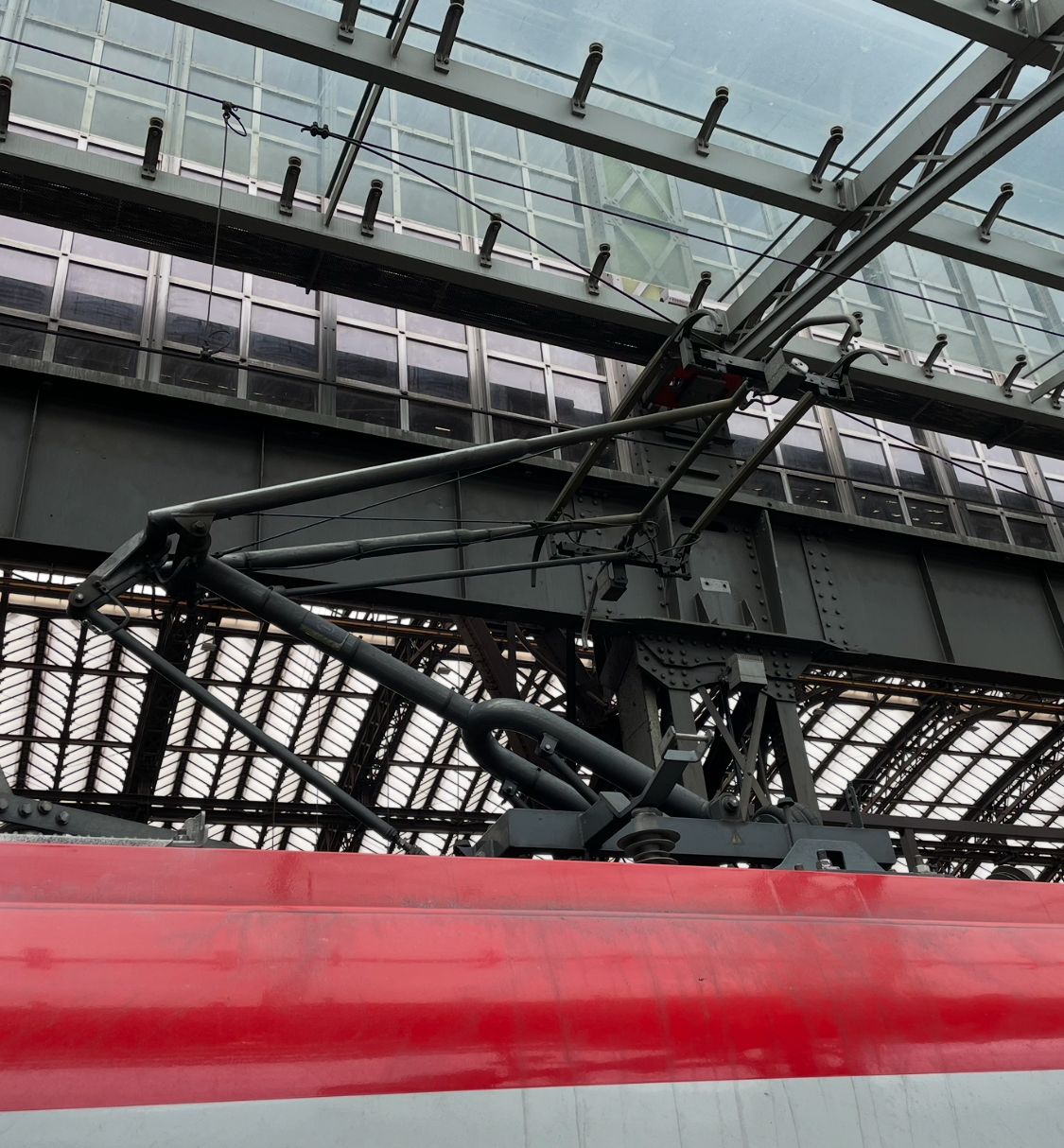
Pantographe DB Regio équipé d'un appendice pour y connecter une perche de mise à la terre

### Variation de gabarit
Une solution développée par Bombardier et Stemmann Technik consiste en une tête de pantographe équipée de cornes avec une position variable. La tête peut ainsi s'agrandir ou rétrécir pour respecter les gabarits 1600 ou 1950 mm avec un même pantographe,.

## Autres fonctions
Un pantographe sert essentiellement pour l'alimentation d'un engin moteur ferroviaire. Cependant, il existe certains cas où le pantographe possède une fonction autre que la traction :
- mesures et tests mécaniques d'une caténaire neuve (avec ou sans tension), sur une voiture de contrôle des caténaires et lignes de contact ;
- alimentation générale d'une voiture de mesures ;
- alimentation d'un train climatisé (par exemple : pantographe monté sur fourgon RENFE pour l'alimentation en 3 000 V continu du reste du train via la ligne de train UIC, ou conduite chauffage), en l'absence de locomotive ;
- alimentation d'une voiture restaurant, uniquement garée sur une voie de garage. Exclusivement, sous une caténaire électrifiée en 15 kV alternatif 16,67 Hz, ce système n’existe que sur les voitures restaurant de fabrication suisse et allemande ;
- mise à l'équipotentiel et à la terre de la caténaire lors des travaux effectués à partir de certains véhicules de travaux.

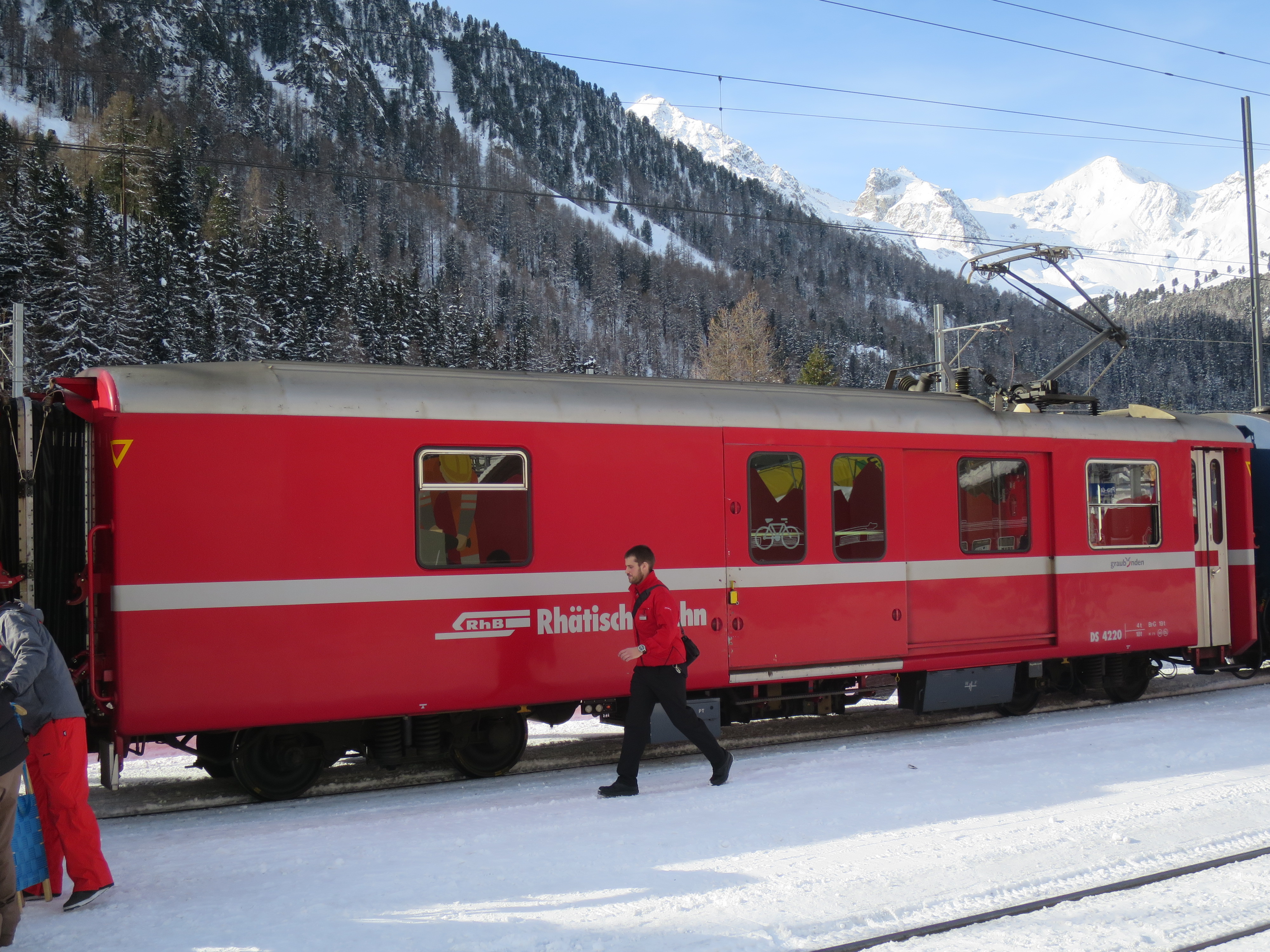
Pantographe alimentation une voiture bar
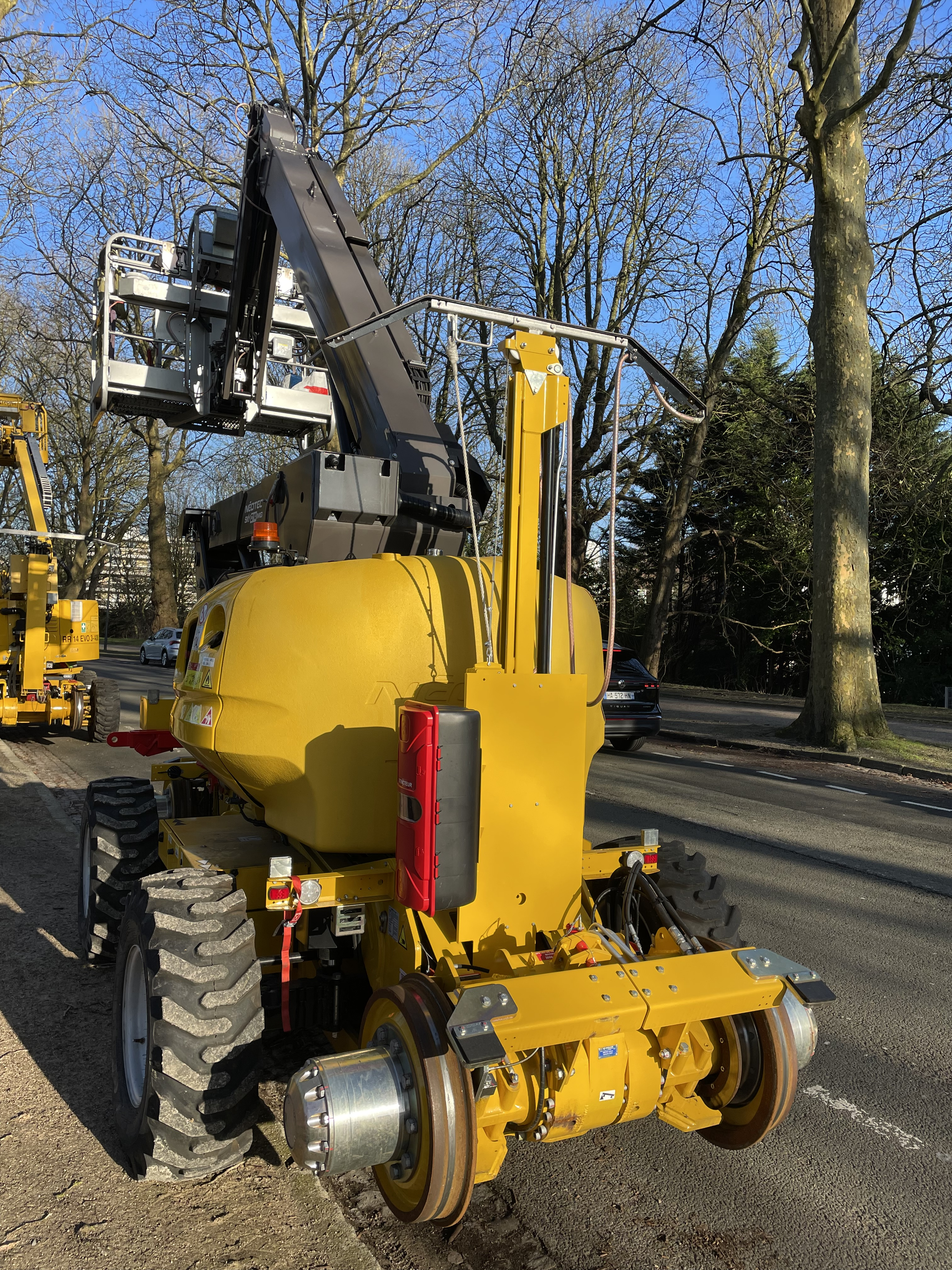
"Pantographe" d'un engin de chantier

## Constructeurs
En France, le principal constructeur de pantographes est la société Faiveley Transport (groupe Wabtec) et un des fabricants de bande de carbone est Mersen.
A l'étranger, les sociétés Stemmann-Technik (groupe Wabtec), Brecknell Willis (groupe Wabtec), Schunk, Richard AG Murgenthal, Contact, EC Engineering, et Sécheron fabriquent par exemple des pantographes. Les sociétés Morganite, Pantrac (groupe Wabtec), et Schunk fabriquent des bandes de carbone.
En 2016, Faiveley est acquis par Wabtec (propriétaire de Breckness Willis et Stemmann Technik) fusionnent,.

## Systèmes comparables
Sur les bus électriques, un système comparable aux pantographes ferroviaires peut être installé pour la recharge en station ou en dépôt. Du fait de l'isolement des pneumatiques, il est multipolaire (typiquement positif, négatif, terre et éventuellement contact pilote). 

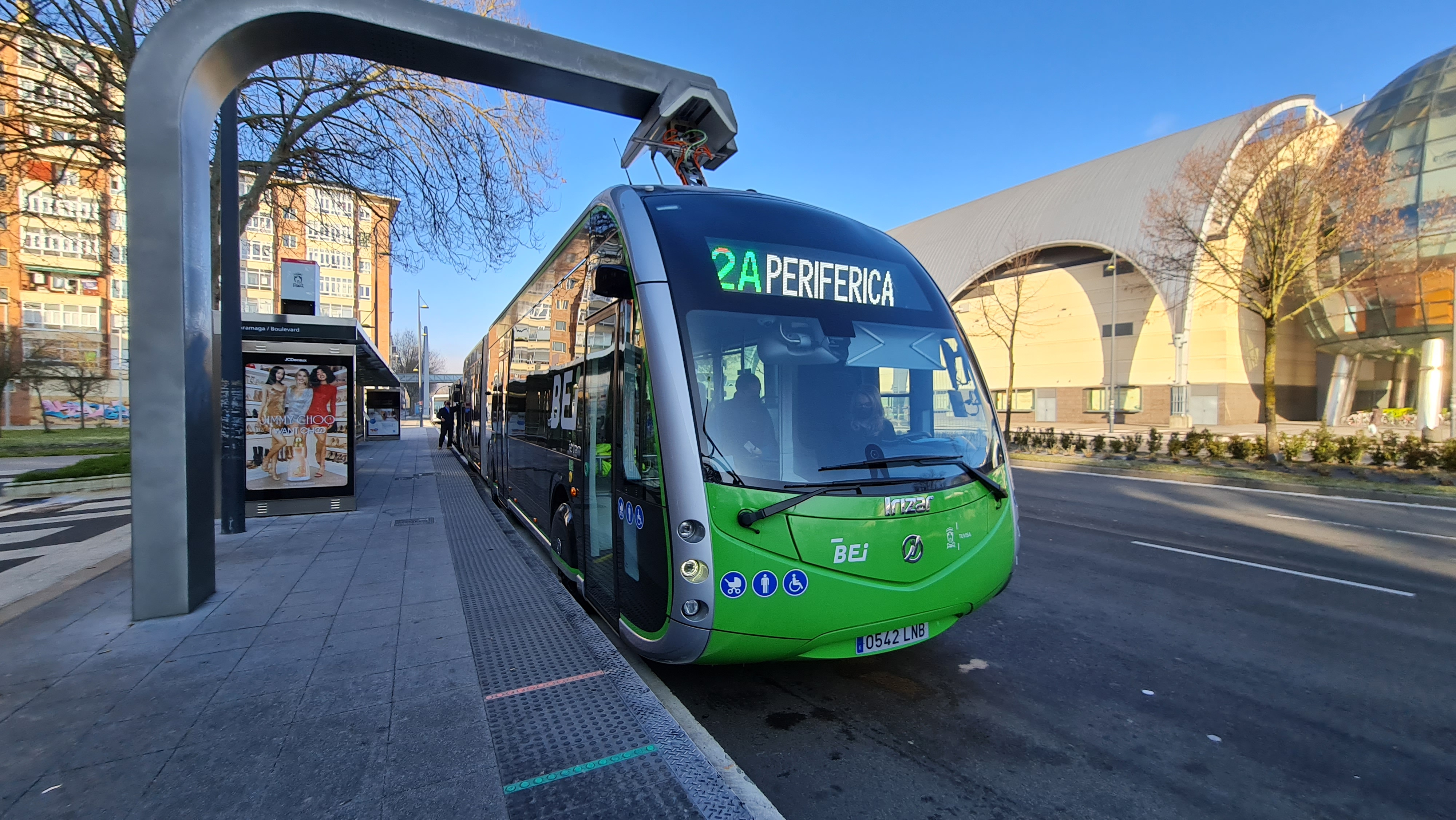
Pantographe côté bus
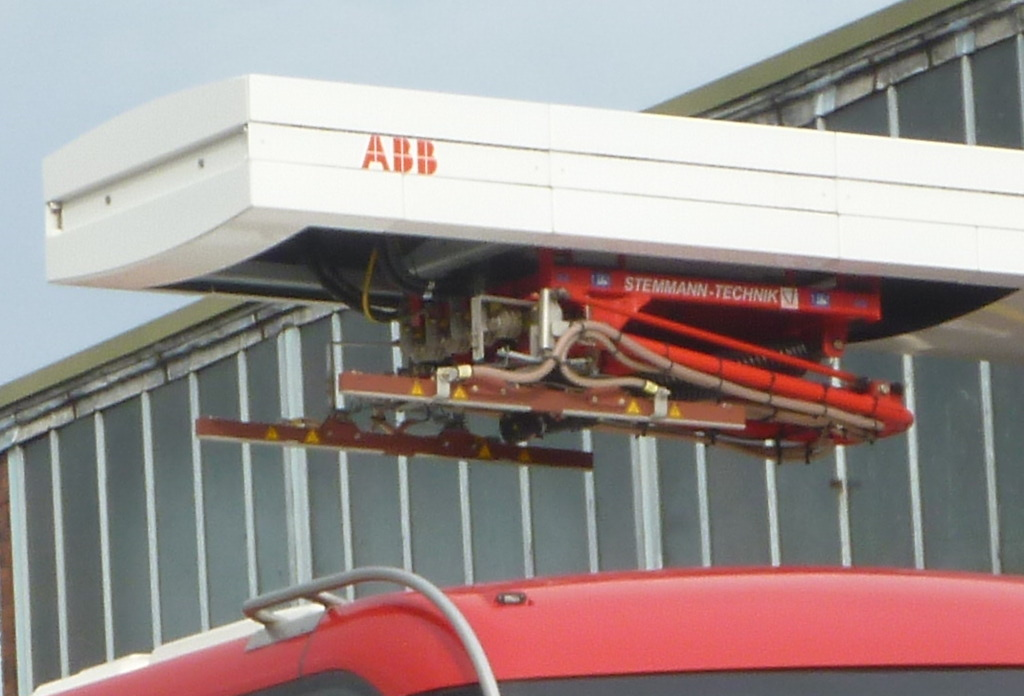
Pantographe côté station

Une solution similaire, mais destinée à être utilisée en roulage existe également pour l'alimentation des camions du projet eHighway.

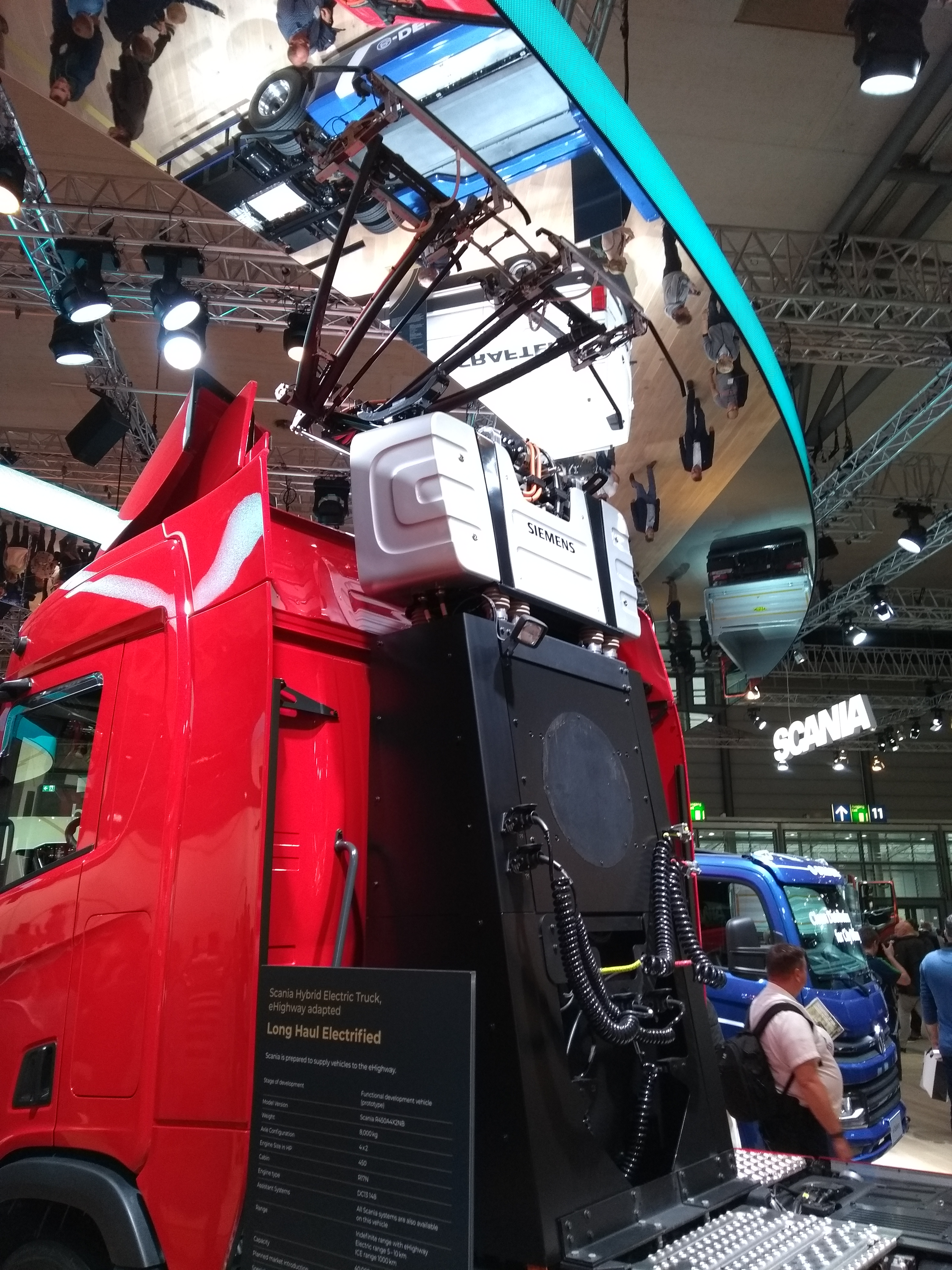

Le pantographe n'est pas le seul système de captage de courant pour les trains ou tramways.
On trouve aussi des frotteurs sur un troisième rail, voire quatrième rail sur le métro de Londres. Ce système a été utilisé auparavant en vallée de Maurienne et actuellement sur la ligne Saint-Gervais – Vallorcine, ou sur la plupart des métro urbains.

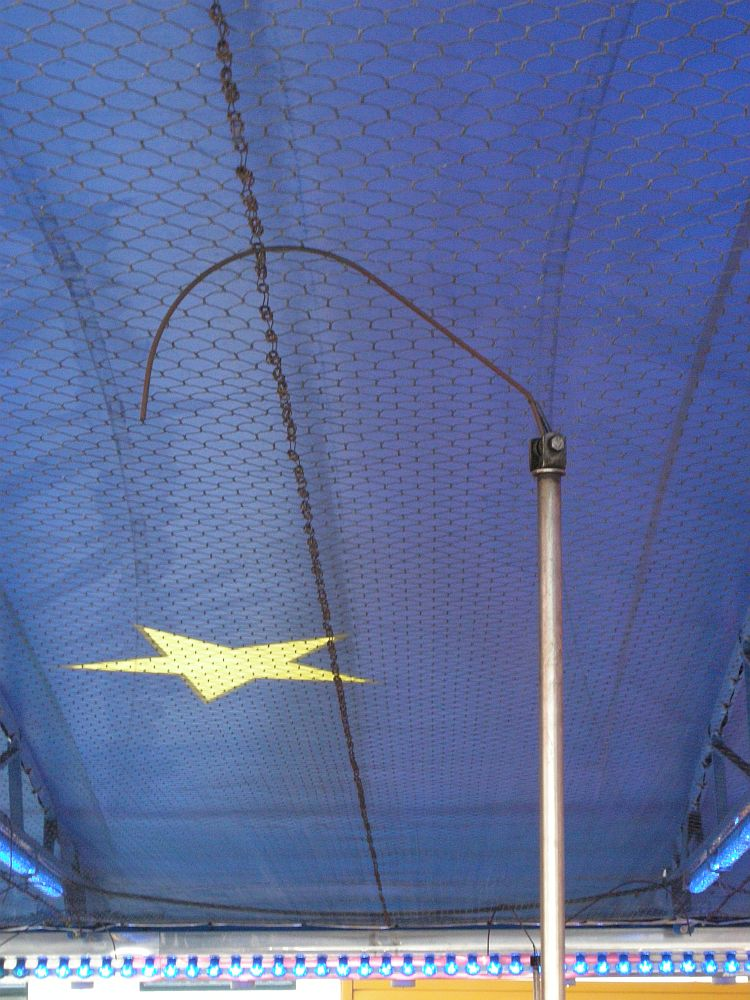
Pantographe d'auto-tamponneuse.